# Almonte
Almonte es un municipio y localidad española de la provincia de Huelva, en Andalucía. En 2023 contaba con 25.751 habitantes y su extensión superficial, de 859,21 km², lo sitúa en el puesto 19 a nivel nacional y 7º a nivel autonómico.Tiene una densidad de 27,0 hab/km² y se encuentra situado a una altitud de 75 metros y a 51 kilómetros de la capital de provincia, Huelva. En dicho término municipal, el más extenso de la provincia, se encuentran la aldea de El Rocío, la playa de Matalascañas y gran parte del Parque Nacional de Doñana, declarado Patrimonio de la Humanidad por la Unesco, junto a 8 enclaves más en toda Andalucía. Dos de los seis Monumentos Naturales protegidos por la Junta de Andalucía en Huelva se encuentran igualmente en Almonte. En la actualidad, el municipio destaca a nivel internacional en el sector turístico gracias, principalmente, a sus paisajes naturales protegidos, a sus más de 50 kilómetros ininterrumpidos de playa, convirtiendo su costa en la más extensa de Españay a su industria agroalimentaria ecológica, una de las principales de Europa.También a la romería del Rocío, evento cultural y de ocio que reúne a más de un millón de personas de todo el país y extranjeras en la aldea homónima, cuya arquitectura fue exportada a América junto a otros elementos culturales del municipio, influyendo en gran medida la cultura western americana.Almonte es miembro fundador y sede de Amuparna, fue el primer municipio de España en firmar la Carta por la Sostenibilidad,es el único municipio del país que dispone de plataforma de lanzamiento de vehículos espacialesy el único de Andalucía con residencia presidencial.

## Historia
Almonte, como otras poblaciones establecidas poco antes de la Reconquista, cuenta con una historia rica y ha participado, en mayor o menor medida, en hechos históricos ciertamente relevantes, desde la Conquista de Américahasta el Desastre del 98, pasando por las guerras napoleónicas.El fin de los conflictos territoriales con Niebla en 1335va a conformar las dimensiones actuales del municipio.Aunque el núcleo urbano fue oficialmente fundado en el siglo XIII, múltiples poblaciones han vivido en el territorio de Almonte desde la prehistoria, con diversos asentamientos que coinciden, en menor o mayor medida, con la población actual. El estado protegido actual de parte del municipio como Entorno Natural de Doñana implica una dificultad añadida a la hora de realizar prospecciones arqueológicas que faciliten el estudio en profundidad de la época prehistórica y antigua del mismo.

### Prehistoria
Existen restos de la edad de Bronce en el término de Almonte, lo cual demuestra que la presencia de una población allí se remonta mucho más atrás que la fundación del municipio actual en la línea del tiempo. Se han hallado restos de metales tartésicos cerca del arroyo de San Bartolomé, al norte del municipio, que corresponden al poblado tartésico de San Bartolomé de Almonte, de 40 hectáreas y a 95 m s. n. m. (metros sobre el nivel del mar), que se dedicaba a la producción de plata por copelación y su posterior comercio hacia el Guadalquivir, como ruta alternativa a la de la capital, por el Río Tinto.

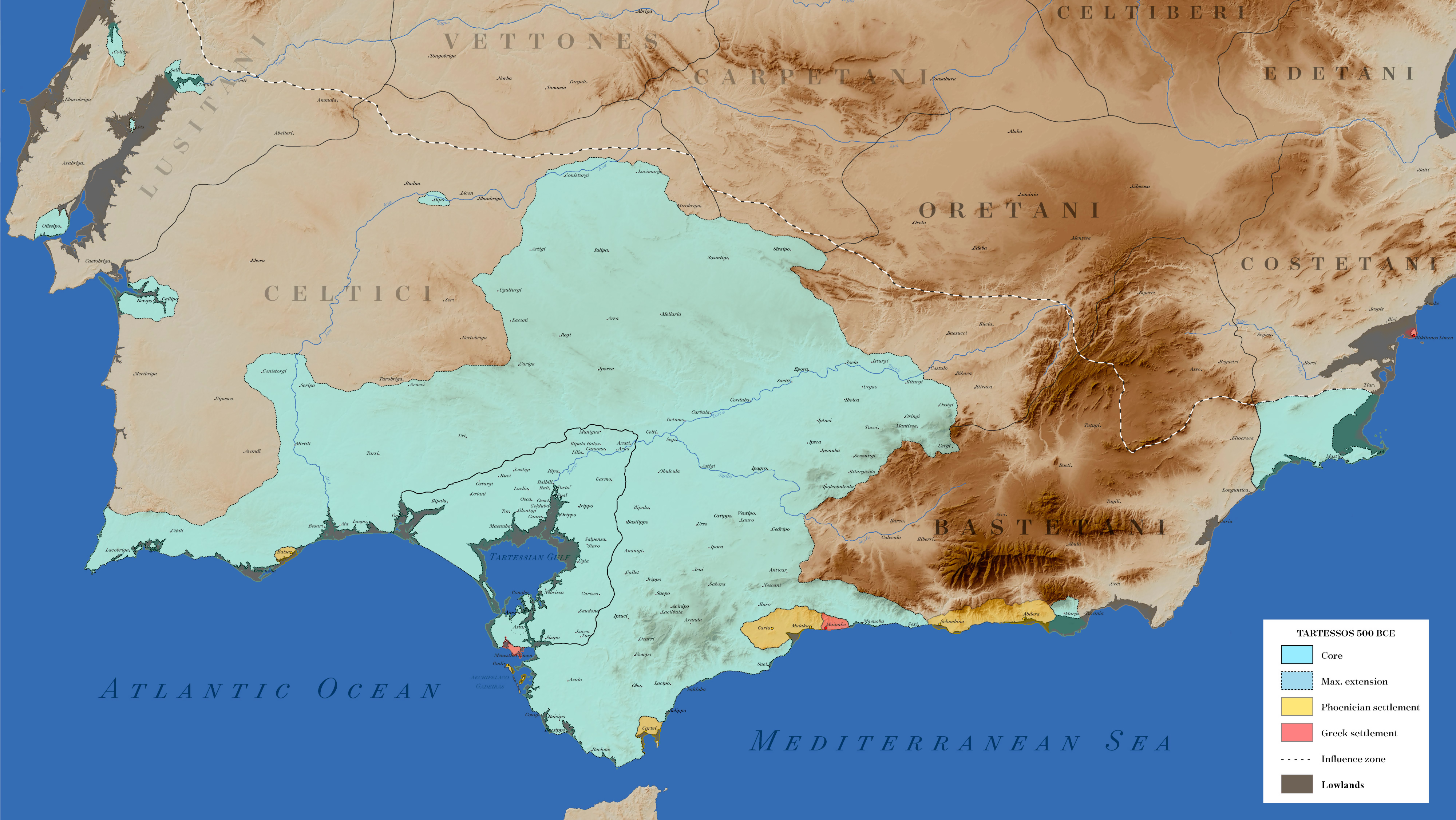
La Región de Tartessia existió desde la Edad del Cobre, con el río Tartessos (posteriormente Betis)

Se cree que dicho poblado tartésico tuvo dos épocas de esplendor, una durante el calcolítico, por los metales datados de 3000 a. C. y la otra en la Edad del Bronce tardía, desde el siglo IX al VI a. C. La arquitectura que se mantuvo durante todo ese tiempo fueron las típicas chozas ovaladas excavadas y fabricadas principalmente con ramas y lodo. Esta población, según las investigaciones realizadas sobre la situación y sus escombros, pudo tener un contacto comercial activo con griegos y fenicios y se la llamaba San Bartolomé de Almonte, muy próxima al actual Almonte y al Lacus Ligustinus, que iba de El Rocío a Cádiz, despareciendo en el 700 a. C.

### Edad Antigua
Hay, de igual forma, indicios de presencia romana en Almonte, que, según Rodrigo Caro, fue la ciudad romana de Alostigi que existió durante el siglo V. También se han encontrado restos localizados en el cerro del Trigo (hoy terreno del parque nacional de Doñana). Allí los arqueólogos Adolf Schulten y Jorge Bonsor, buscando la Atlántida, descubrieron las ruinas de una fábrica de garum y un asentamiento. Se sabe de la existencia de, al menos, quince más de estas factorías a lo largo de la costa, al igual que una necrópolis romana con varios cuerpos sepultados, los cuales parecen haber fallecido jóvenes, debido a enfermedades de las articulaciones. También se han hallado monedas y otras herramientas de los siglos V y II a. C.
El Lacus Ligustinus o golfo tartésico anteriormente mencionado, por el que entraba el comercio marítimo, fue reduciéndose a lo largo de toda la Edad Antigua hasta convertirse en una marisma cerrada y sedimentaria con el Guadalquivir como única salida al mar, en el siglo I.

### Edad Media
También hubo presencia árabe en Almonte, ya que, casualmente, el nombre de la localidad proviene de una raíz arabesca. El actual núcleo urbano nace oficialmente en el siglo VIII con el nombre de Al-Yabal, aunque a partir del siglo X, el historiador hispanomusulmán Ibn Hayyan menciona la fortaleza de Al-Munt (cuyo significado literal es “El Monte”) en su obra Al-Muqtabis, la cual estaba incluida en la Cora de Niebla, junto a otras poblaciones principales de la época musulmana como la propia Huelva, Lepe o Cortegana.
Aunque la raza equina ya llevaba siglos en la zona de Doñana, fue a partir del siglo VIII, durante el dominio musulmán, cuando empezó a incrementarse la cría del caballo marismeño en Almonte, calificándose el mismo como especie protegida.
Almonte fue reconquistada a comienzos del siglo XIII, mediante la incorporación a la Corona de Castilla de la Taifa de Niebla, bajo régimen de protectorado. Tras la revuelta de los mudéjares de 1264, esta taifa se incorporó al territorio realengo del reino de Sevilla. Fue el rey cristiano Alfonso X “El Sabio” quien, envuelto en la leyenda del bosque de las Rocinas sobre un cazador que encontró la imagen de la Virgen, ordenó la construcción en 1270 del primer santuario dedicado a Santa María de las Rocinas en su ubicación actual de El Rocío, habiendo establecido 8 años antes su cazadero real en este territorio.
En 1335 es Alvar Pérez de Guzmán quien se hace con la villa de Almonte, ya castellana e independiente de Niebla (convertida en condado en 1369) y con sus dimensiones municipales actuales.Durante el siglo XIV Almonte llegó a enfrentarse con el condado por motivos territoriales. Una vez que los duques de Medina Sidonia se convierten en señores de la villa, terminan los enfrentamientos con Niebla (ya que estos eran condes de Niebla). Los duques de Medina Sidonia buscaban un territorio unido con Niebla, Sanlúcar y Almonte. En 1338 Almonte adquiere sus dimensiones territoriales definitivas.

### Edad Moderna
La actividad económica de Almonte se reactivó enormemente a partir del descubrimiento de América, cuando el comercio entre el puerto de Palos y Sevilla aumentó, iniciándose la exportación de aceite de oliva a América. Este trasiego de comerciantes hizo aumentar igualmente el interés por Santa María de las Rocinas y su santuario en medio del bosque.De hecho, un estudio arqueológico con georradar desarrollado por la universidad de Huelva y publicado en abril de 2024 constató que El Rocío fue uno de los puertos fluviales más importantes del bajo medievo y el Renacimiento.
Almonte ejerció durante la Edad Moderna una gran influencia cultural sobre los territorios americanos, quedando especialmente reflejado en la cultura western. Como ejemplo, citar la raza equina mustang, descendiente del caballo marismeño. Igualmente, la arquitectura típica de las casas del oeste americano proviene de Almonte, pues está inspirada en la estética de la aldea de El Rocío.

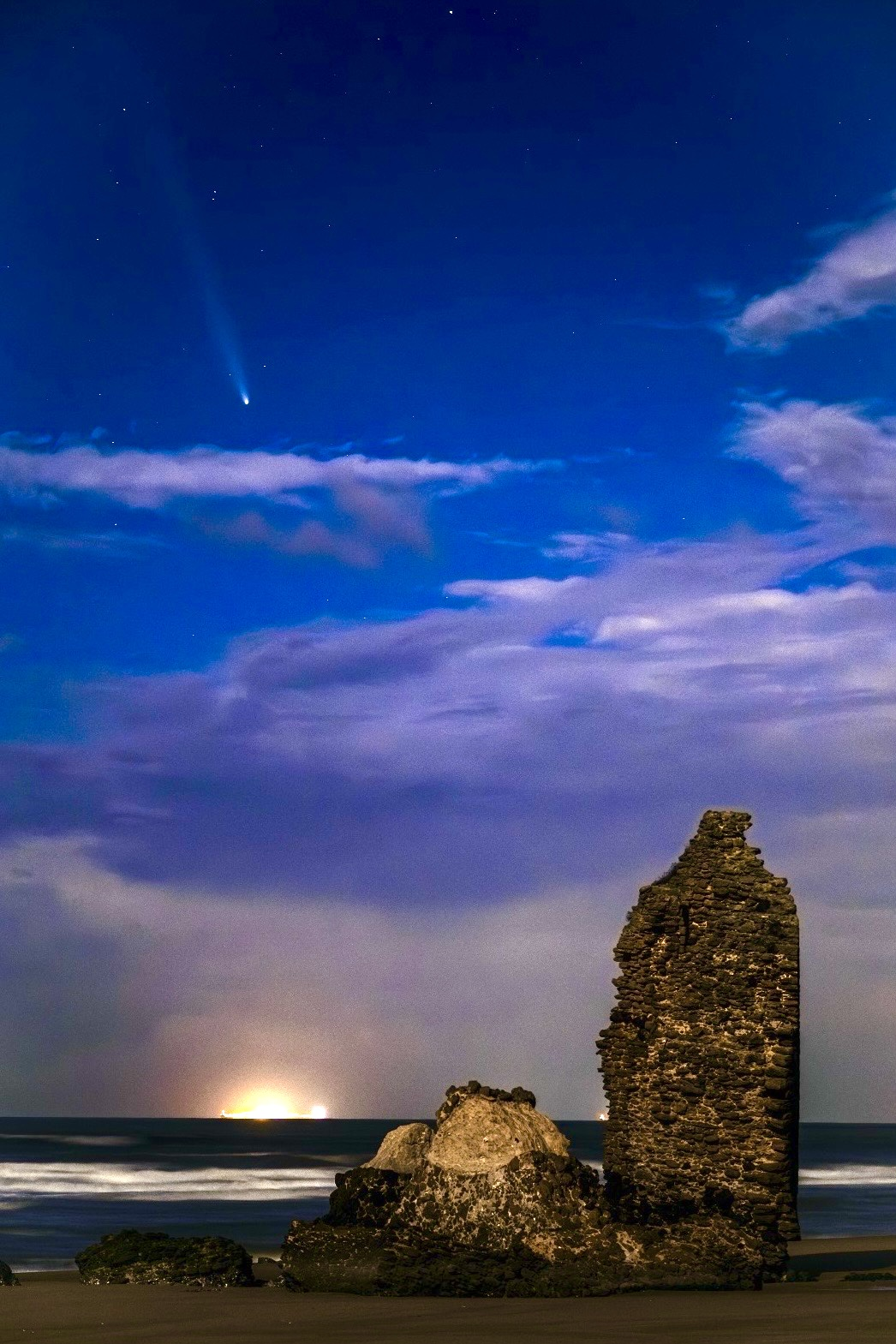
Ruinas de la Torre del Río de Oro (Almonte)

En 1499 los duques de Medina Sidonia adquieren el señorío de Almonte, con la intención de unificar sus tierras de Huelva y Cádiz. En 1583 Almonte adquiere el entorno al sur del arroyo de la Rocina por 250 ducados, incluyendo el Coto de Doña Ana, que queda establecido como cazadero real por la corona. Aparte de la caza, también se introdujo el ganado vacuno y la actividad agrícola. Durante el siglo XVI van a ser numerosos los pleitos del ayuntamiento contra Niebla y los Duques de Medina Sidonia por la propiedad, uso y jurisdicción del coto de Doñana, afectando especialmente a las actividades cinegéticas.
Es en esta época cuando Felipe II ordenó la instalación de las torres almenaras a lo largo de todo el litoral andaluz, estando 6 de ellas en Almonte. Desde el siglo XVII, los reyes visitaban el Coto de Doñana con regularidad hasta derivar en las visitas y estancias vacacionales de los presidentes del gobierno en la Residencia Presidencial del Palacio de las Marismillas. Hasta el siglo XIX, eran los terratenientes los que gestionaban el municipio, influyendo en el gobierno.
En 1598 trasladan por primera vez a la virgen a Almonte, hecho que va a repetirse en innumerables ocasiones posteriores, normalmente debido a desastres naturales o conflictos bélicos y se constituye la Hermandad Matriz (primera institución oficial organizada por los devotos de la virgen en Almonte.Las guerras y crisis surgidas en el siglo XVII mermaron la población de Almonte en un porcentaje cercano al 50 % (de 420 en 1642 a 273 en 1713), aunque se recupera de manera espectacular unas décadas después, superándose a finales del siglo XVIII los mil quinientos habitantes. La Virgen del Rocío fue oficialmente reconocida como Patrona de Almonte en 1653 y las distintas hermandades filiales comienzan sus peregrinaciones anuales, destacando, por orden de antigüedad, la de Villamanrique de la Condesa, Pilas, La Palma del Condado, Moguer y Sanlúcar de Barrameda.
En 1747 el ayuntamiento consigue la exención de impuestos a la venta de productos durante la romería, lo que aumenta exponencialmente el número de visitantes a la aldea. El terremoto de Lisboa destruyó gran parte del suroeste español, incluyendo el casco histórico de Huelva, las torres almenaras de la costa (gran parte de ellas en Almonte) y la antigua ermita, por lo que hubo que restaurarla. Tras años de insistencia del ayuntamiento, en 1772 el duque permite inaugurar la entonces llamada “Feria del Rocío”, que adoptó el apelativo de “Real” tras el aval del rey.

### Edad Contemporánea
Durante los siglos XVIII y XIX, los almonteños viven de la agricultura (como el olivar y al viñedo) y, gracias a la abundante superficie forestal en la zona, también pudo sostenerse una gran población ganadera, de la cual cabras, ovejas, cerdos y colmenas habitaban en mayor número. El gran territorio de su municipio permite a los habitantes de Almonte que no falten los recursos alimenticios.

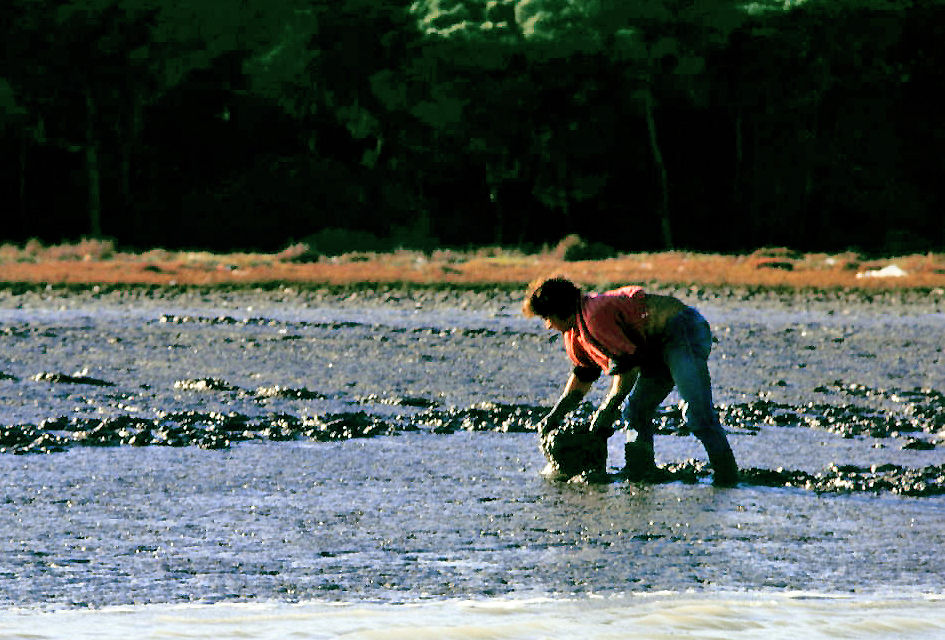
Mariscadora en las marismas del Guadalquivir en la década de 1980

La ejecución el 17 de agosto de 1810 del alto mando militar francés Pierre D’Osseaux por parte de los almonteños en la casa de los Ortiz de Abreupropició el envío de más de 1000 soldados napoleónicos desde Sevilla hacia Almonte. El pueblo, agotado de la guerra, trajo a la virgen del Rocío desde la aldea, rogando su intervención. Tal y como recogen documentos de la época, las tropas nunca llegaron a Almonte, retrocediendo cuando ya se encontraban en el vecino pueblo de Pilas. Desde esa fecha, se organiza anualmente un voto conocido como “El Rocío Chico” para conmemorar dicho suceso.
Durante el siglo XIX se fueron privatizando múltiples terrenos y propiedades en el contexto de las desamortizaciones, potenciando la actividad agrícola del olivar y la vid, aumentando aún más el número de jornaleros con propiedad privada. La ley de Señorío del 6 de agosto de 1811 permitió que los Duques de Medina Sidonia se convirtieran en propietarios de pleno derecho de gran parte del coto de Doñana, impidiendo su desamortización a manos privadas de agricultores, lo que ha posibilitado la mejor conservación de dicho territorio, a pesar de ser una medida socialmente injusta. En 1900 venden la propiedad al bodeguero jerezano Guillermo Garvey y se constituye una sociedad de caza con miembros británicos naturalistas como Abel Chapman, que impulsan la proyección internacional del territorio.Finalmente, fueron el Marqués del Mérito y el empresario Salvador Nogueras quienes compraron las tierras y se vieron obligados a impulsar un ambicioso plan de repoblación forestal ante la amenaza de expropiación por parte del Estado en 1952 con fines comerciales.  A partir de 1949 se establecieron las venidas regulares de la virgen a Almonte cada siete años, permaneciendo nueve meses en dicha localidad.
En el contexto del Plan General para la Repoblación Forestal de España, más de 30 000 hectáreas del municipio de Almonte fueron replantadas con diversas especies de eucalipto blanco y rojo, guayule, acacias o cipreses a lo largo de la década de los 40. También se plantaron especies ya autóctonas de la zona, como el pino piñonero. A unos 13 km al sur del núcleo urbano de Almonte, a mitad de distancia entre la localidad y el litoral atlántico, junto al arroyo de la Osa, se construyó a principios de los años 40 el poblado forestal de Los Cabezudos. Dicho asentamiento contaba con escuela, iglesia, médico y diversas tiendas, estando a la vanguardia en cuanto a tecnología agrícola y servicios de abastecimiento para sus casi 300 habitantes. En su mayoría eran familias de trabajadores del Estado (ingenieros, guardas forestales y agricultores) que, entre otras labores, se dedicaban a extraer la madera, la esencia y la celulosa del eucalipto, en las fábricas que se instalaron en la zona. Algunos ejemplos de los avances y la popularidad con que contaba este poblado son el sistema de saneamiento de que disponía y que aún no existía en poblaciones colindantes o la visita de altas personalidades del Estado como la reina Sofía en 1982 con motivo de la Romería de El Rocío. Cabezudos se fue vaciando desde los años 60 hasta finales de los 80, cuando fue completamente despoblado, con la mayoría de familias mudándose al núcleo urbano de Almonte. Hoy en día, con la nueva legislación europea respecto al área protegida del entorno de Doñana, el poblado continúa abandonado y en ruinas, estando el debate centrado en la posibilidad de revitalizar y dar un nuevo uso al poblado, respetando la protección existente en dicho terreno por la proximidad a Doñana.
En 1953 se llevó a cabo en Almonte la primera campaña moderna de anillamiento de aves a nivel nacional impulsada por el biólogo José Antonio Valverde, sirviendo como punto de inflexión en la proyección del potencial científico de la zonay evidenciando la necesidad de crear una futura reserva ornitológica. En 1957 se llevó a cabo la Doñana Expedition, con ornitólogos ingleses, apareciendo ya Doñana en la prensa internacional como <<la reserva natural de pájaros más impresionante de Europa>> y en 1959 la organización científica Wetlands International se centró en la instalación de una futura reserva ecológica. Valverde contacta con el CSIC para la adquisición de la finca Las Nuevas, en la orilla del Guadalquivir, para la instalación del <<mejor centro de investigación de Europa sobre migración de aves>>. En 1962 el respaldo del Fondo Mundial para la Naturaleza consiguió que para el año siguiente ya se dispusiera de 34 millones de pesetas para la compra de territorio. Para diciembre de 1964 ya se ha adquirido la finca de Las Nuevas por más de 12 millones de pesetas y al año siguiente se estableció la Estación Biológica de Doñana, con Valverde como director. En 10 años ya habían invertido 76 millones de pesetas en infraestructura y en 1969 se estableció el parque nacional, bajo la dirección del Ministerio de Agricultura. En 1973 el CSIC destacaba cuatro grandes amenazas para el parque nacional: la futura carretera Huelva-Cádiz, el ambicioso plan agrícola del Instituto Nacional de Reforma y Desarrollo Agrario en Almonte (con la instalación de cultivos de regadío), Matalascañas y las minas de Aznalcóllar. El único que se consiguió paralizar fue dicha carretera interprovincial. 
En la actualidad, Almonte se proyecta internacionalmente gracias a la ermita de El Rocío desde finales del siglo XIX y a Doñana desde mediados del siglo XX, con el turismo estival que se desarrolla en sus playas, principalmente Torre del Oro, Cuesta Maneli, Matalascañas y las zonas vírgenes de Doñana. También a la industria agroalimentaria y ecológica, como venía haciendo desde el siglo XVIII.

### Toponimia y símbolos
El actual escudo de Almonte es un escudo español cuadrilongo y redondeado en su parte inferior, partido en palo formando dos campos, a la derecha (izquierda del observador) dos calderos jaquelados de oro y gules (rojo) en palo en campo azur (azul) con siete cuellos de sierpe en cada asa en sinople (verde) y la izquierda (derecha del observador) en campo de sable (negro) banda roja en diagonal y orla de plata con cinco escudetes o quinas azules. Cinco roeles o círculos de plata en cada uno de ellos proceden de las armas reales de Portugal. Se timbra con corona real española cerrada, aprobada por el Pleno de la Corporación el 10 de agosto de 2000. Este escudo sustituye al utilizado en los últimos 150 años. Se rehabilita el antiguo blasón que simbolizaba la pertenencia de la villa de Almonte a la casa de Guzmán, duques de Medina Sidonia y Condes de Niebla, así como su relación con la nobleza portuguesa.

## Demografía
Ya en 1534 Almonte era el municipio más extenso del antiguo Reino de Sevilla y la villa más poblada del Condado de Niebla, con más de 2.000 habitantes,alcanzando los 3.000 a mediados del siglo XVIII. La población de Almonte ha estado en constante crecimiento desde la década de 1960, especialmente a partir de los años 2000. Ello se debe, en parte, al gran flujo de inmigrantes de 59 nacionalidades distintas (principalmente, de Rumanía, Polonia y Marruecos) y que, hoy en día, supone casi un 20 % de la población del núcleo urbano. Entre los meses de noviembre y junio, cuando es temporada alta de recolección de frutos rojos, la población de Almonte se duplica, oscilando hasta las 50.000 personas, suponiendo un gran reto para los ámbitos sanitarios, comerciales y de seguridad del municipio

Almonte cuenta con una población de 24 863 habitantes (INE 2024).
| Gráfica de evolución demográfica de Almonte entre 1842 y 2021                                                       |
| |
| Población de derecho según los censos de población del INE Población de hecho según los censos de población del INE |

Desde el año 2007, el municipio supera en habitantes a Isla Cristina y le sigue en población a Lepe y la capital provincial; esto es, en parte, debido al desarrollo del núcleo de población de Matalascañas, que alcanzaba en el año 2009 su máximo histórico (2927 habitantes), y a la cada vez mayor población censada en El Rocío, que alcanzaba en el mismo año los 1604 habitantes. Entre 2011 y 2014, la población de media creció un 1,19 % al año.
Durante la pandemia, Almonte ha sido la 4.ª localidad que más ha incrementado su población tras Huelva, Palos y Lepe. Esto parece deberse a la emigración desde las grandes ciudades de interior a la costa, por aumentar allí la sensación de seguridad y salubridad frente al virus. Este crecimiento demográfico, especialmente acusado dentro de la población inmigrante, se viene dando de una forma equilibrada y controlada, con la mayor parte de dichos inmigrantes integrándose de una forma normalizada. De hecho, a lo largo del último año, la tasa de criminalidad ha disminuido en un 14 %, con una media de 62 hurtos, 40 robos en establecimientos y 3 sustracciones de vehículos al año, sin registrarse apenas violencia.

## Administración y política
El ayuntamiento de Almonte centraliza la gestión de los tres núcleos urbanos principales del municipio (Almonte, El Rocío y Matalascañas). Habiendo sido administrado por el Ducado de Medina Sidonia a lo largo del s. XVIII, es a partir de 1812 cuando el gobierno local toma protagonismo. La política de Almonte se ha centrado durante todo el siglo XIX en 7 grandes campos:el orden y la salud públicos, el consumo de bienes, la propiedad, las tensiones entre la agricultura y la ganadería, los jornales y la caza. Las disposiciones que hacen referencia al orden público están enfocadas en prevenir y castigar a la población que hable contra la Constitución o el gobierno, que dé asilo a delincuentes o extranjeros sin notificarlo, que corte olivos o coma frutos, que lleve trabucos, navajas, pistolas o cuchillos, que defrauden pan o aceite o lleve moneda falsa, que cierre las tabernas después de las diez de la noche, que dañe farolas o que traiga animal de ganado o de compañía (incluyendo perros) sin estar registrados o sin bozal.Las ordenanzas de salud pública hacen referencia a la prohibición de transitar con ganado por el núcleo urbano, arrojar residuos de molinos de aceite, calderas o alambiques de aguardiente o agua de fregado a la vía pública (año 1836). En 1838 se ordena derribar los edificios en ruinas, cegar pozos y eliminar obstáculos de las calles y en 1866 se mandan arreglar varios pozos. Con respecto a usos y consumos, se nombra en 1754 a un repartidor de sal y en 1822 se establecen puestos públicos para la recaudación de impuestos sobre las cinco especies principales: aceite, vino, vinagre, aguardiente y carne. También hubo mucho control de la calidad del pan, prohibiéndose la mezcla de la harina con cualquier otro producto.Dentro del derecho a la propiedad, las actas mencionan constantemente las denuncias por robos de pino o aceituna, por lo que se cercan viñedos en 1793 y en 1857 se nombran 10 guardas, dos de ellos con caballos y algunos serenos. Desde la llegada de los Borbones, se empezó a priorizar la agricultura en detrimento de la ganadería, con las prohibiciones ya mencionadas, lo que provocó quejas de propietarios de caballos, ganado, etc. En cuanto a los jornales, el ayuntamiento se centró en regular el valor de los mismos con respecto a cada gremio, prohibiendo muchas veces que éstos variaran de una cantidad concreta (hay varias disposiciones que penaban con multa y cárcel a los segadores, yegüerizos, etc. que salgan fuera del municipio a trillar).Por último, las ordenanzas concernientes a la caza la prohibían de marzo a mayo (1754), así como los cazadores furtivos. En 1761 se publicó una ordenanza que ofrecía 60 reales por cada lobo que se cazara, por ser considerado una especie dañina para la zona y casi 70 años después, en 1831, las batidas para la extinción del lobo eran obligatorias para todos los vecinos.A medidos del siglo XIX la preocupación por la fauna adquiere el matiz ecológico y científico. En 1858, el almonteño Antonio Martín Villa, en aquel momento Rector de la Universidad de Sevilla, pide por carta al ayuntamiento un registro de toda la fauna salvaje del municipio. Hasta los años 30, se siguieron exterminando lobos, zorros e incluso águilas. A continuación se detalla una tabla con los distintos alcaldes y alcaldesas desde el siglo XX.
| Alcaldes(as)                         | Fecha     |
| ------------------------------------ | --------- |
| 01. Villa Periáñez, Juan             | 1899-1903 |
| 02. Espinosa Llorente, Francisco     | 1904-1909 |
| 03. Peláez Valladolid, Antonio       | 1909-1913 |
| 04. Villa Báñez, Adulfo              | 1913-1914 |
| 05. Acevedo Medina, Juan             | 1914-1919 |
| 06. Villa Báñez, Adulfo              | 1919-1923 |
| 07. Sancho Espinosa, Ignacio         | 1923-1926 |
| 08. Reales Carrasco, José María      | 1926-1930 |
| 09. Villarán Morales, Francisco      | 1931-1934 |
| 10. Acevedo Alfonsitocarrion, Manuel | 1934-1935 |
| 11. López Mojarro, Manuel            | 1936-1939 |
| 12. Cernuda Yllán, Nicolás           | 1939-1940 |
| 13. Redondo Jaldón, Antonio          | 1940-1941 |
| 14. Castellano Pichardo, Juan        | 1941-1944 |
| 15. Carrión Mondaca, Heliodoro       | 1945-1969 |
| 16. Martínez Orihuela, Pedro         | 1969-1972 |
| 17. Villalobos Bernardo, José María  | 1972-1975 |
| 18. Reales Cala, José María          | 1975-1979 |
| 19. Castellanos Ramos, Juan Antonio  | 1979-1987 |
| 20. Díaz López, Rafael Domingo       | 1987-1991 |
| 21. Bella Galán, Francisco           | 1991-2011 |
| 22. Domínguez Iglesias, José Antonio | 2011-2015 |
| 23. Espinosa De La Torre, Rocío      | 2015-2019 |
| 24. Castellano, Rocío del Mar        | 2019-2023 |
| 25. Bella Galán, Francisco           | 2023-     |

Debido a la extensión del municipio y al aumento de la población en la segunda mitad del siglo XX, el ayuntamiento de Almonte ha tenido que enfrentarse a múltiples retos ambientales, climáticos, económicos, sociales y demográficos. Algunos de estos problemas incluyen la gestión de una plantilla de más de 365 trabajadores, con un coste anual de más de 23 millones de euros,la acumulación de residuos en espacios naturales, debido a la gran afluencia de turistas durante las festividades locales, la falta de concienciación medioambiental de parte de la población, el uso agrícola de caminos naturales que dificultan su tránsito por caminantes o ciclistas, el uso predominante de vehículos particulares, poco aprovechamiento de biomasa y energía solar o existencia de viviendas diseminadas, especialmente de temporeros.Como ejemplo del reto demográfico, cabe destacar que entre los meses de noviembre y junio, cuando es temporada alta de recolección de frutos rojos, la población de Almonte se duplica, alcanzando las 50.000 personas, lo que supone un gran reto para los ámbitos sanitarios, comerciales y de seguridad del municipio.

### Gobierno municipal
El Pleno del Ayuntamiento de Almonte se compone de 21 concejales desde 2007 (habiéndose mantenido en 17 concejales desde 1979 y 14 desde el s.XIX).Después de un periodo de dos decenios de estabilidad política con el PSOE y Francisco Bella, que ganó cinco legislaturas consecutivas de 1991 a 2011, se sucedieron dos legislaturas en las que gobernaron coaliciones de partidos de distintas ideologías. El Partido Popular asumió la alcaldía conjuntamente con Izquierda Unida de 2011 a 2015, por lo que IU expedientó a los dos concejales que apoyaron dicha investidura. De 2015 a 2019 gobernó Rocío Espinosa con PSOE y 10 concejales. Entre 2019 y 2023 lo hizo una coalición de 3 partidos: PSOE (con 6 concejales), PP (con 3) y Mesa de Convergencia (con 2 concejales). El partido que ganó las elecciones en 2019 fue Ilusiona, con el exalcalde Francisco Bella a la cabeza, ganando 9 concejalías. Sin embargo, fue la candidata de Mesa quien, con sólo dos concejalías, se hizo con la alcaldía, gracias al pacto con las demás fuerzas políticas divergentes. En las elecciones de 2023 Francisco Bella consiguió la mayoría absoluta con 12 concejales para Ilusiona, convirtiéndose en el 6.º partido con más concejales a nivel provincial y el 15.º a nivel autonómico. El PSOE perdió dos, Mesa perdió uno y el partido independiente IxA se quedó sin representación.  El censo electoral para dichos comicios fue de 17.095 personas.El actual presidente de Ilusiona ha sido alcalde de Almonte con el PSOE durante 20 años, siendo el político y partidos respectivamente que más años han gobernado dicho municipio.

## Urbanismo
Los tres núcleos de población del municipio tienen características urbanas muy diferentes, fruto de las distintas épocas y funcionalidades de cada uno. Mientras que Almonte ha ido evolucionando estilísticamente desde su fundación en el siglo VIII hasta la actualidad, con antiguas calles estrechas y adoquinadas en el centro histórico y edificios antiguos restaurados, la aldea de El Rocío ha mantenido sus calles anchas y rectas sin pavimentar, adaptadas al tránsito equino del s. XIX. Matalascañas, urbanización establecida en el siglo XX poco antes que el parque nacional que la rodea, ha quedado delimitada por el mismo y posee edificaciones de gran altura por el escaso espacio disponible para la elevada población estival. En 1912 el alumbrado era ya eléctrico, en 1930 se establece la telefonía por cable y en 1956 se instalaron lámparas fluorescentes. En 1971 se creó la primera mancomunidad de aguas junto a Bollullos y Rociana.En 1998 el ayuntamiento recibió 938 licencias de obras.Para 2006 ya el municipio superaba las 27.000 unidades urbanas y los 20.000 habitantes.

### Arquitectura
Hasta mediados del siglo XX, las tres modalidades arquitectónicas de Almonte han sido las viviendas comunes, los molinos y las bodegas.La vivienda tradicional almonteña se ha caracterizado desde el s. XVI por tener doble planta (la segunda de menor altura, denominada soberado o ático, antiguamente utilizado para almacenar grano o aperos), cubierta de teja artesana a dos aguas y ventanas enrejadas, desde las más austeras hasta las ostentosas, dejando ver el rango social de la familia. En las fachadas, suele haber ligeras líneas de sombra para enfatizar puertas, ventanas o aleros (jambeados, zócalos, cornisas, etc.).Una vez pasada la puerta principal, normalmente en el centro de la fachada y con umbral, suele haber un zaguán o vestíbulo, que da acceso al salón principal y las alcobas. Éste solía ser amplio para permitir el paso de las caballerizas, aunque, con el tiempo, los animales entraban por una puerta trasera y el tamaño del zaguán fue disminuyendo, quedando exclusivamente para recibir al invitado o para breves encuentros vecinales. El fondo interior de la vivienda solía dedicarse a cocina, comedor y sala de estar y tenía acceso al patio trasero, donde estaba el pozo, la pila de lavar y el sanitario. Opcionalmente, este patio tenía una puerta trasera (popularmente, puerta falsa) hacia la calle. Los cimientos solían estar apisonados de cal, cascotes y piedras.Hasta el s. XX, las casas más sencillas solían tener una única ventana pequeña en el centro de la parte alta de la fachada, en el ático, para introducir el grano y otros productos y para ventilar. Los muros de las fachadas eran de carga con ladrillo macizo de tejar y un grosor de hasta 77cm, con un revestimiento que solía ser enfoscado de mortero de cal y pintado de blanco. Rara vez se utilizaban gárgolas en los desagües. La puerta solía ser de pino y pintada en tono oscuro, con dos hojas abatibles y una de ellas dividida para mantenerla entreabierta a modo de postigo. Opcionalmente tenían duelas, ataires, aldaba, clavos forjados y chapa en la parte inferior a modo de salpicadero. Con respecto a las ventanas, el hueco solía concluir con un arco rebajado o un dintel de vigas de madera, opcionalmente embellecido con unos salidizos. Protegidas por una reja de forja, podían tener formas caprichosas conforme aumentaba el nivel económico, así como hojas abatibles acristaladas y con tapaluces o celosías. Finalmente, el patio antiguo solía reunir el pozo, la pila de lavar, el horno, el retrete y los cobertizos para las betias y aperos de labranza.Si lo rodeaban otras fincas, el acceso estaba en la cocina, dando a la calle por otra puerta si, por el contrario, daba a la vía pública. 
Otra de las señas de identidad arquitectónicas del casco urbano son las famosas torres de contrapeso que caracterizaban a los molinos de aceite. Al cerrar los molinos, se sellaron las puertas del diablo de dichas torres y fueron desapareciendo las orujeras, las tinajas de decantación, el husillo, etc. Uno de los molinos más notorios que se conservan y que han sido restaurados es la Hacienda de Santa María (s. XVIII).
Por último, más de medio centenar de bodegas llegaron a abrirse en el municipio. Consistían en varias naves adosadas, con muros y pilastras de ladrillo. El techo solía ser de teja curva con estructura de cercha de madera a la española y una puerta de gran dimensión daba acceso al interior a través del hastial frontal. Las paredes laterales solían tener hileras de ventanas enrejadas que permitían la ventilación.Las distintas naves se separaban mediante arcos. Algunas bodegas que han sido restauradas incluyen la Bodega del Conde de Cañete (actual Biblioteca “Ana María Matute”), la Bodega de los Hermanos Escolar (hoy en día, el Museo del Vino), el Molino de Cepeda (actualmente Museo de la Villa) y el Bodegón de Serafín (adquirido por el ayuntamiento en 1748 y convertido en la actual oficina de turismo en la década de los 90). El ayuntamiento impulsó en la década de los 90 un concurso para premiar el mejor diseño y mantenimiento de fachadas por parte de los vecinos, complementando el plan de embellecimiento local y autonómico.

### Distribución
El núcleo urbano de Almonte, de 3,21 km² y 10,7 km de perímetro, se divide en distintas zonas, entre las que se encuentran:

#### La zona centro
El centro político y económico de Almonte o casco antiguo no coincide con el centro geográfico del mismo, ya que el pueblo se ha ido expandiendo más hacia el sur. Físicamente, la zona centro del área de Almonte está en la intersección entre la calle Triana y la calle Alonso Pérez, muy cerca de la Rotonda de las Yeguas. El casco histórico, sin embargo, está geográficamente en la parte norte, con calles de un sentido y aceras no especialmente anchas. En esta zona están el ayuntamiento, la plaza y la iglesia (siglo XV), el museo, el teatro, biblioteca, la escuela de música,la pinacoteca, el mercado de abastos, el juzgado, el Casino, la sede de la Hermandad Matriz,  la oficina de correos, la oficina de turismo y la oficina Comarcal Agraria del Entorno de Doñana.El Casino de la Paz es un emblemático edificio del siglo XIX que ofrece tanto servicio de restaurante como de recepción de charlas, campeonatos de ajedrez, reuniones y diversas actuaciones. Dispone de espacio exterior, con un amplio espacio ajardinado y delimitado por una reja muy característica e interior, con varias estancias y dos plantas. Está parcialmente gestionado por los socios y ha recibido a personalidades como Carlos Herrera.

#### La zona norte
Es una zona que se extendió principalmente en los años 1960 y 1970 que da salida al pueblo en dirección a la sierra de Huelva. Tiene grandes bulevares con amplias aceras y espacios para hacer deporte al aire libre. Contiene el polideportivo municipal (de 43 561 m² e inaugurado a finales de los 90),los dos institutos de secundaria, el parque Alcalde Mojarro (de 46 500 m²), el Museo del Vino,el  Centro de Investigaciones Científicas y Medioambientales (CIECEMA), la Asociación Nacional de Criadores de Ganado Marismeñoy la fábrica de caucho.

#### La zona Oeste
El extremo occidental del núcleo urbano también estaba en expansión en los años 1960, cuando se empezó a construir al otro lado de la carretera A-484 que pretendía conectar Bonares con Cádiz, convirtiendo un tramo de la misma en una calle más, llamada Carretera del Rocío. Ésta es hoy una avenida de más de 1 km de longitud y casi 30 m de anchura, sirviendo de arteria principal para la hostelería, el transporte y otros negocios. En 2000 comenzó la construcción de la urbanización ajardinada El Palancar, anexa al Centro de Reproducción Equina.A principios de la década de 2010 se construyó una rotonda en la antigua intersección con la avenida de Los Cabezudos con un pedestal y una estatua de Alfonso X El Sabio. También está en esta zona el centro de salud, los monumentos a Lorenzo Cruz de Fuentes, a la Torre Alambique, al Descubrimiento de América, a los Toros, la Puerta del Mar, el parque Fuente de las Damas (con el Centro Cultural de la Villa, la sede actual de la Sociedad de Cazadores y el monumento al molino de aceite), la Estación Repsol y la estación de autobuses.

#### La zona Este
Área contigua al centro con la rotonda del Monumento a las Yeguas, que da paso al recinto ferial, la plaza de España, el centro deportivo de pádel y, ya en las afueras, el residencial para mayores, el tanatorio y el cementerio en la carretera hacia Hinojos. Es una zona muy comercial, con amplias calles y aceras y múltiples rotondas, plazas, árboles y monumentos. Se encuentran igualmente en esta zona la Escuela Oficial de Idiomas y la Escuela Flamenca.

#### La Zona Sur
Es el área que más recientemente se ha ido expandiendo. Cuenta con el polígono industrial “El Tomillar”, el centro deportivo de Los Llanos, el camino de los Llanos y el barrio Obrero, con el parque Blas Infante y el parque Clara Campoamor. En 2022 se remodeló el Centro Público de Acceso a Internet (C.A.P.I.) del barrio obrero y se convirtió en Centro Sociocultural, aprovechando parte de una antigua nave de carbón, con una inversión de 120.000€. Esta zona está especialmente concurrida durante el comienzo de la Romería de El Rocío y la Venida de la Virgen, ya que es por Los Llanos por donde dicha procesión sale hacia la aldea.

#### El RocíoyMatalascañas

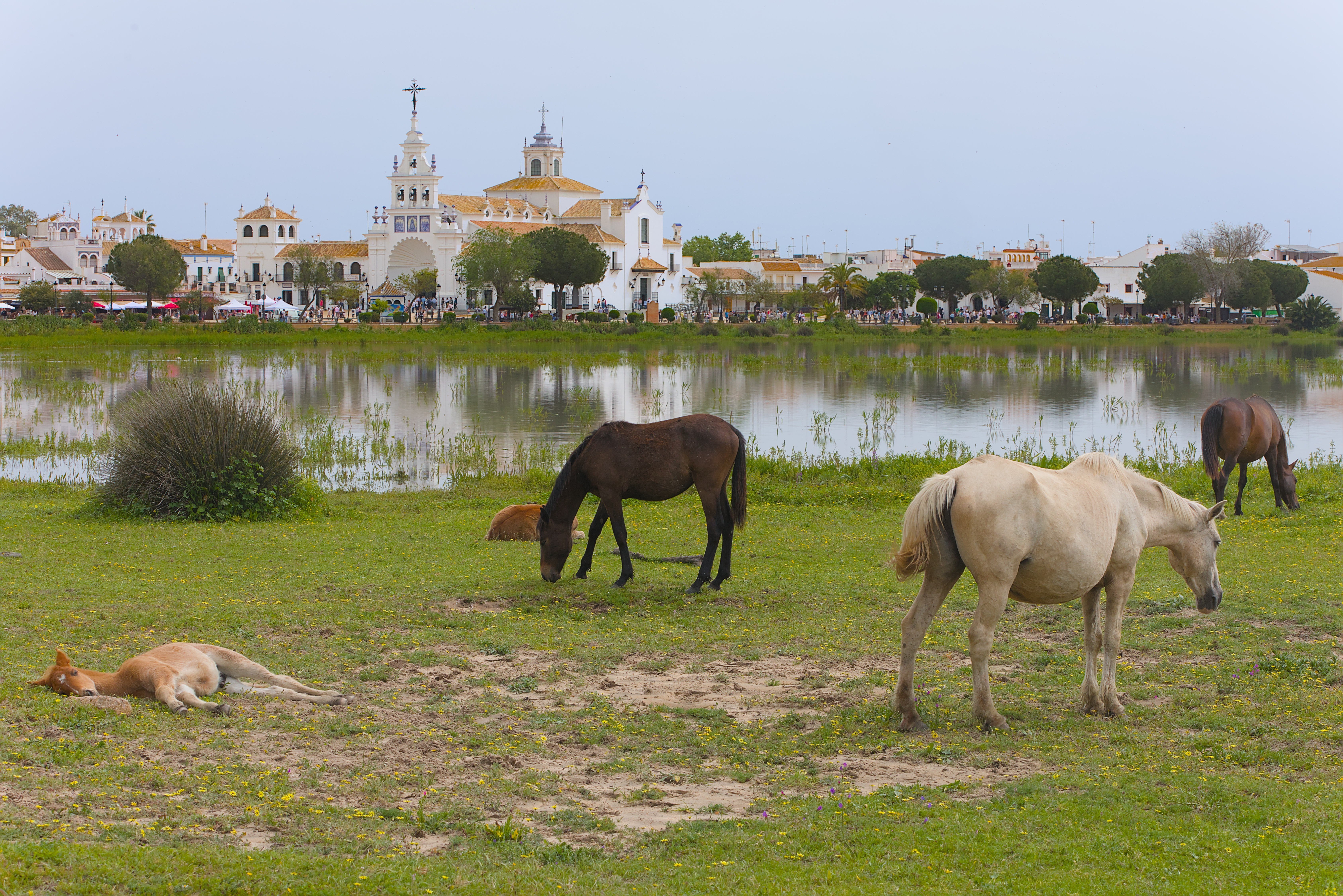
Vista sur de la ermita del Rocío

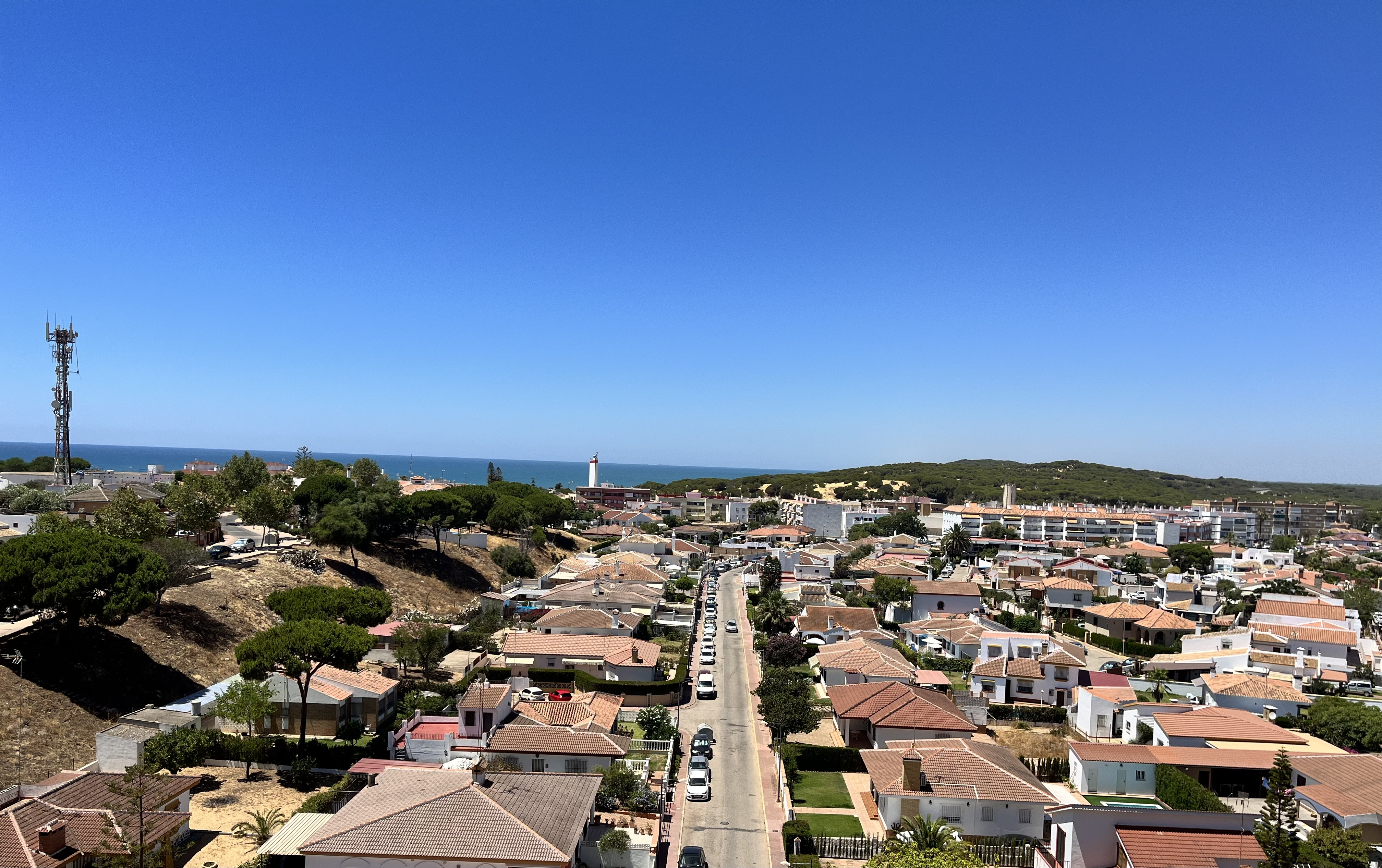
Zona centro de Matalascañas

La aldea de El Rocío, 15 km al sur del núcleo de Almonte, tiene una forma rectangular y se asienta al norte de la marisma, donde desemboca el arroyo de La Rocina. Sus calles, a excepción de las que rodean el templo, son rectas y todas están sin pavimentar, con un estilo arquitectónico y cultural único que fue exportado a América. Cuenta con una población fija de poco más de 1000 habitantes y dispone de colegio, centro sanitario, ambulatorio y cuartel. La mayor parte de hoteles, restaurantes y puntos turísticos se encuentran en la zona del templo y el paseo de la marisma. En septiembre de 2024 comenzaron las obras para el Centro de Coordinación Operativa Integrada en la zona norte, junto al helipuerto. Se trata de un hospital de alta tecnología que sustituirá al de campaña instalado de forma efímera cada año durante la romería. Además, será sede de la policía local y nacional, el consorcio de bomberos, 112, GREA, Espacio Natural de Doñana, el centro de salud y diversas oficinas desde donde coordinar los servicios de seguridad de la zona. El edificio ocupará un área de 8.600 m² y cuenta con una inversión de más de 4 millones de euros. En 2024, el prestigioso periódico estadounidense The Washington Post publicó un artículo que describía el Rocío como la seductora aldea donde el pasado viaja al presente. El artículo describe brevemente la indumentaria e idionsincrasia almonteña y destacaba el lado romántico, literario y folclórico de la romería, mencionando la hospitalidad de los peregrinos y las nuevas generaciones que se unen a este evento. Un amplio repertorio fotográfico acompaña al artículo, mostrando las características más icónicas del paisaje natural, la vestimenta y otras costumbres locales.
A unos 15 km más al sur, ya en la costa atlántica, se encuentra el núcleo urbano de Matalascañas, con un área de 1 km de anchura y 4 km de longitud a lo largo de la playa. Tiene una población fija de unos 3000 habitantes. Comienza con un faro en el extremo oeste y termina con el Gran Hotel el Coto y el parque nacional de Doñana en el extremo oriental. Principalmente consiste en chalés y edificios de varias plantas con zonas ajardinadas y piscinas, y múltiples calles sin salida. La Carretera Norte, que recorre toda la urbanización y la separa del parque nacional, tiene diversas rotondas adornadas con distintos monumentos representativos y dan entrada a los distintos sectores en los que se divide. Matalascañas dispone igualmente de un carril bici a lo largo de toda la urbanización, así como hoteles de alta calidad, múltiples restaurantes y chiringuitos, un club náutico y pesquero, un cine de verano, un recinto para grandes eventos y un campo de golf que permanece cerrado actualmente. El faro de Matalascañas, perceptible a simple vista desde Chipiona, resulta un elemento icónico a nivel nacional debido a su peculiar planta triangular equilátera. Se instaló en 1994 y tiene una altura de 23 metros, alcanzando su luz las 20 millas náuticas. El periódico El País lo incluyó en su lista de los 10 faros más bellos de España

## Geografía
El término municipal de Almonte, uno de los más extensos a nivel nacional, se encuentra en el sureste de la provincia de Huelva, en la Costa de la Luz, que continúa a lo largo del litoral gaditano hasta Tarifa. La mayor parte de dicha costa está formada por dunas semifósiles con cierta vegetación baja, sin terreno rocoso ni accidentado. Sin embargo, en un tramo de varios kilómetros que abarca la playa de Cuesta Maneli y el Médano del Oro, se encuentra el acantilado dunar más alto de Europa, a unos 100 m s. n. m. (metros sobre el nivel del mar), considerado Monumento Natural de Andalucía. Las playas de Almonte son las más extensas del país, ya que abarcan más de 50 kilómetros ininterrumpidos desde las ruinas de la Torre del Río de Oro hasta el Guadalquivir (casi la mitad de la totalidad de la costa onubense), 28 de los cuales están protegidos dentro del actual parque de Doñana, territorio perteneciente al municipio de Almonte desde 1335.Solamente 4 kilómetros están urbanizados, los correspondientes a Matalascañas. 

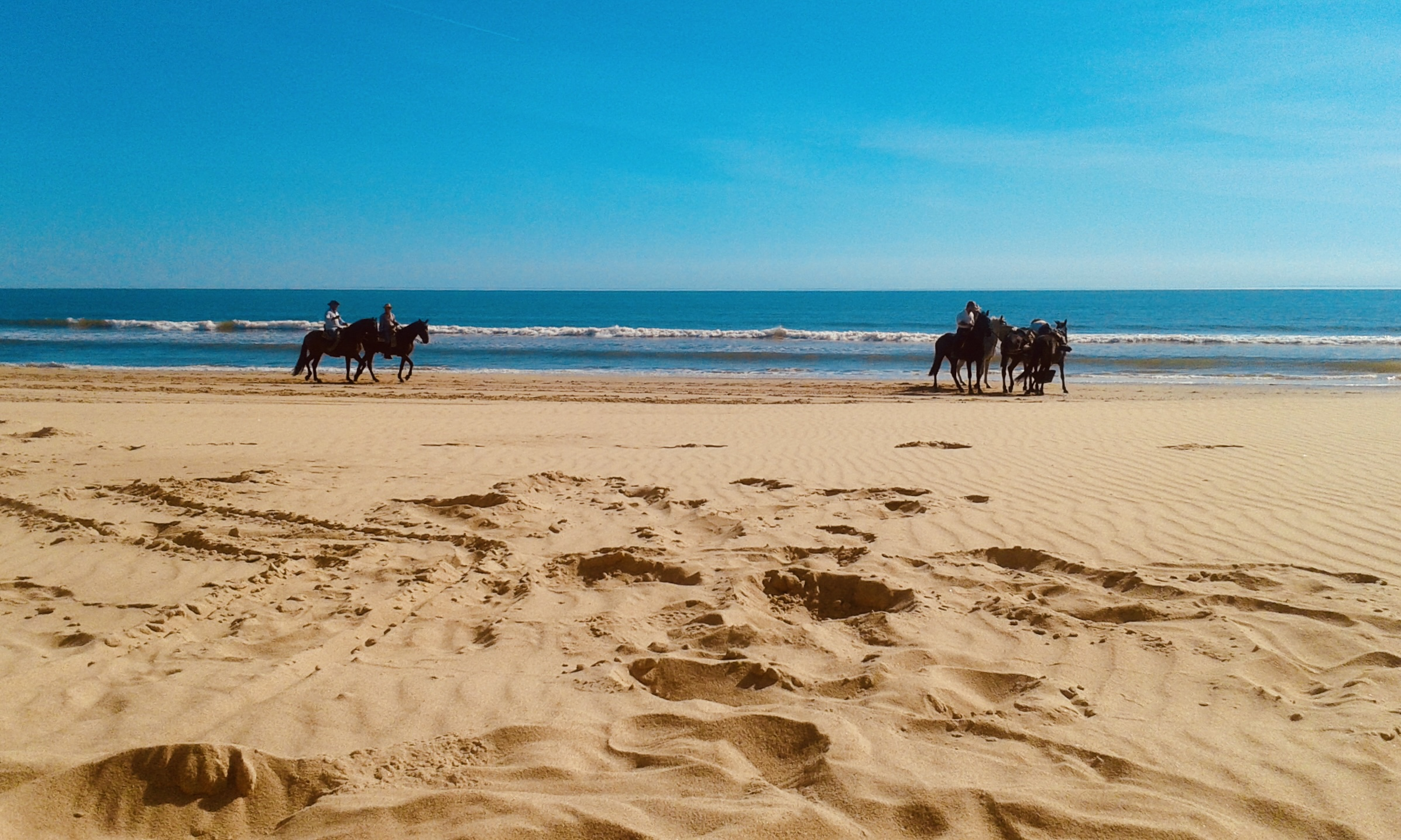
Caballos en las playas de Almonte

Se componen de arena relativamente fina y clara, con ciertas modificaciones en distintos puntos debido a los temporales de invierno. Mientras que la mayor parte del municipio contiene sustrato arcilloso, hay cierta concentración de sílice y otros compuestos sedimentarios del Neógeno y el Cuaternario en la zona norte. Hacia el este, hay limos amarillos de la época Andaluciense cubiertos a menudo por arenas basales. Hacia el sur abundan los mantos eólicos, con aluviones y gravas en la zona norte.
Almonte limita con Bollullos Par del Condado al norte, Hinojos al este, el Guadalquivir y Sanlúcar de Barrameda al sureste, Rociana del Condado al noroeste, Bonares y Lucena del Puerto al oeste, Palos de la Frontera al suroeste y el océano Atlántico al sur. El núcleo urbano de Almonte se ubica en el extremo norte del municipio, 15 km al norte de la aldea del Rocío y a 28 km de su núcleo costero, Matalascañas.
| Noroeste: Rociana del Condado      | Norte: Bollullos Par del Condado                      | Noreste: Hinojos          |
| Oeste: Bonares y Lucena del Puerto |                                                       | Este: Hinojos             |
| Suroeste Palos de la Frontera      | Sur: Océano Atlántico y Sanlúcar de Barrameda (Cádiz) | Sureste: Océano Atlántico |

### Unidades Hidrológicas y Cauces fluviales

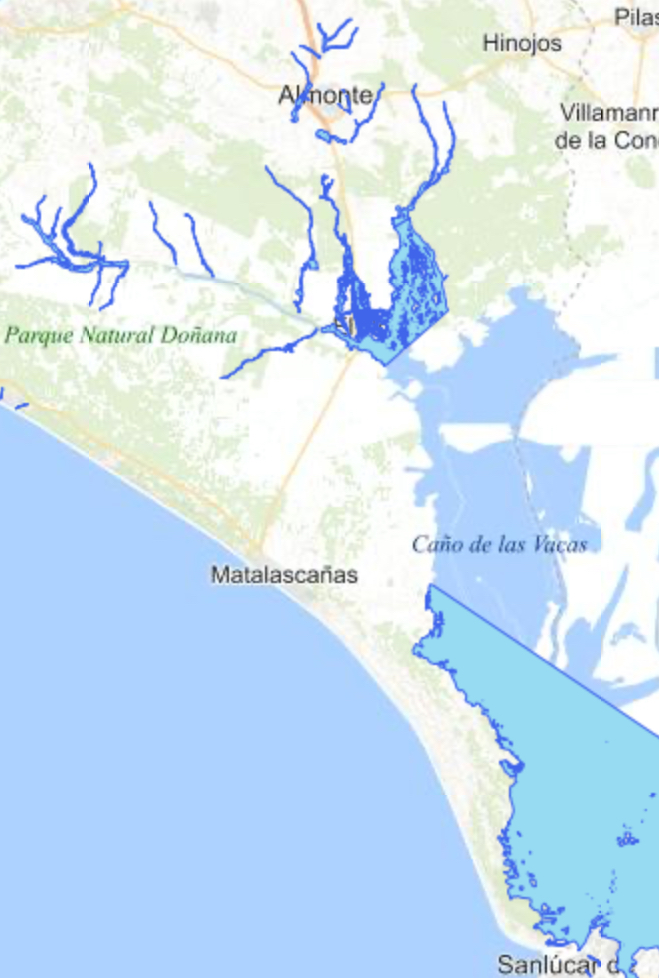
Zonas inundables de Almonte

El acuífero Almonte-Marismas es el más extenso a nivel provincial, con más de 2.800 km² y hasta 150 metros de profundidad, siendo la principal masa de agua que nutre el parque nacional de Doñana. Se trata de un sistema detrítico y poroso formado hace 11 millones de años, en la época Tortoniense (Mioceno tardío), que se comporta más libremente en las zonas con arenas superficiales, pero que tiene también una parte confinada por debajo de las marismas. Las arcillas se intercalan con los estratos detríticos y esto lo conforma como acuífero multicapa sobre un fondo impermeable de margas azules. Forma parte de la Demarcación Hidrográfica del Guadalquivir y de las Cuencas Atlánticas Andaluzas y no tiene intrusión marina. Igualmente, provee de agua unas 22 000 hectáreas de riego. En Almonte existen actualmente tres arroyos principales y una laguna que son permanentes: el Arroyo de Santa María, el Arroyo de La Rocina, el Caño Madre de las Marismas y la Laguna de Santa Olalla. El arroyo de Santa María nace en la parte nororiental del municipio, a la altura de la carretera provincial HU-4200, a partir de los arroyos de El Saltillo y de Rioseco. Santa María discurre circunvalando la parte suroeste del núcleo urbano principal y continúa hacia el sur hasta unirse al arroyo de La Palmosa, que desemboca en la marisma del Rocío por la parte noreste. El Arroyo de La Rocina nace en el extremo occidental del municipio, cerca del poblado de Los Cabezudos y desemboca en la Marisma del Rocío. Dicha marisma se inunda por completo entre los meses de octubre y julio, estando generalmente húmeda y con el nivel de agua en el subsuelo durante agosto y septiembre. La marisma está conectada al sureste con el Caño Madre de las Marismas, que acaba fusionándose con el Caño del Guadiamar y desembocando en el Guadalquivir. Finalmente, la Laguna de Santa Olalla se encuentra a poco más de 2 km de la playa, muy cerca del sistema dunar de Doñana. En la antigüedad existían decenas de arroyos en el término municipal de Almonte, destacando el antiguo Arroyo de San Bartolomé, que daba nombre al asentamiento tartésico homónimo. La Junta de Andalucía declara como zonas inundables del municipio dichos arroyos anteriormente mencionados así como el Arroyo de la Cañada Martín, que se fusiona con el arroyo de la Palmosa y desemboca también en la marisma del Rocío por la parte sureste. Dicha desembocadura lleva décadas formando un banco de arena que está colmatando la marisma y que ha sido denunciado en reiteradas ocasiones por el ayuntamiento. La retirada de dichos bancos de arena es esencial para evitar que los sedimentos de arena acaben colmatando la marisma en su totalidad.

### Clima

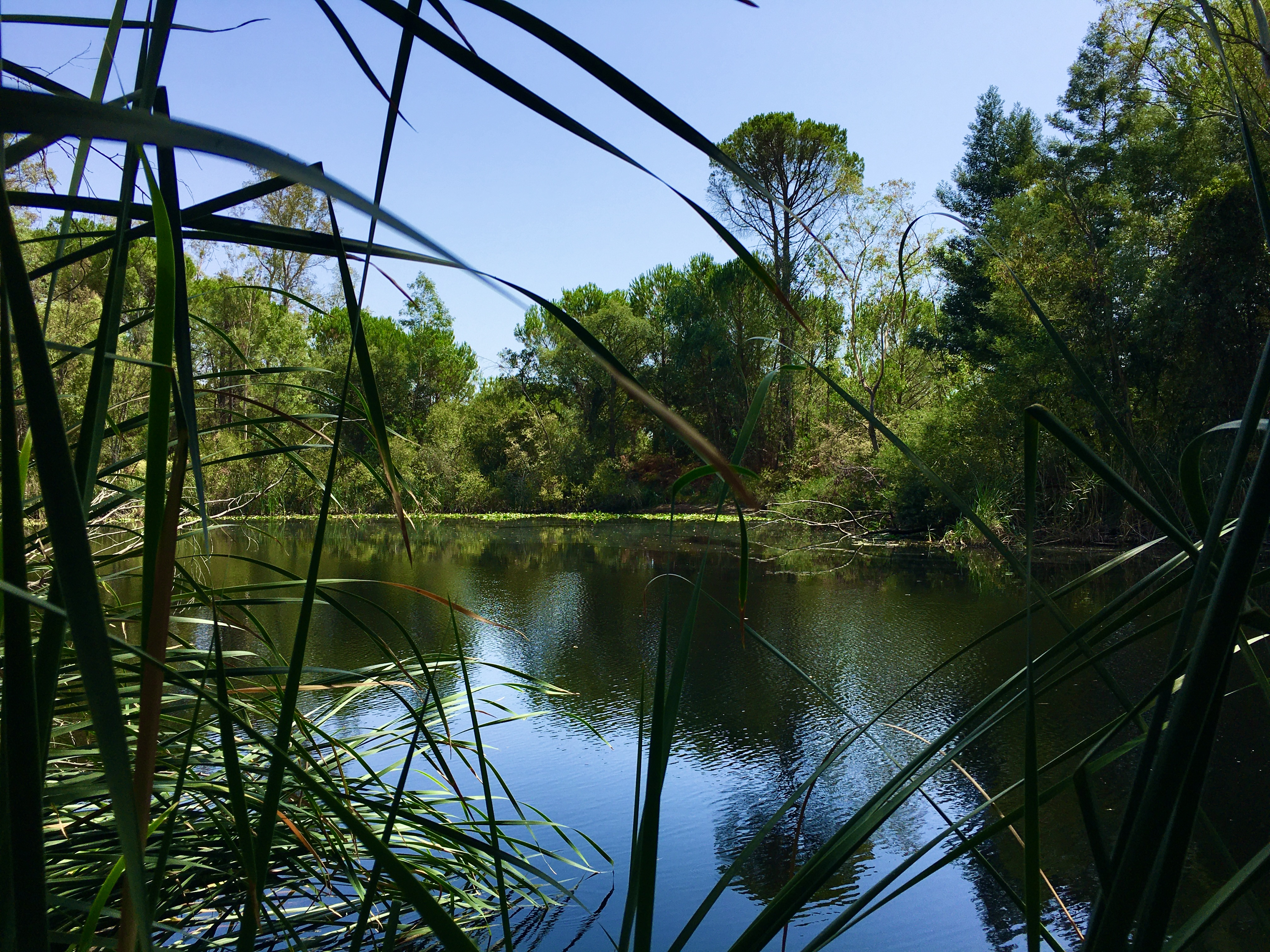
Charco de La Tahona

El clima de esta zona es el mediterráneo, pero oceanizado, debido al contacto con el Atlántico. Aunque el terreno de Almonte es muy grande y en algunas zonas hay microclimas, en general, la temperatura media de la localidad es de 17 °C, con unos veranos muy cálidos y unos inviernos suaves. Las lluvias en Almonte no son muy abundantes, no superando los 700 mm anuales. En general, el clima del parque de Doñana es de tipo mediterráneo, con cierta humedad en el ambiente invernal y veranos semisecos y suaves, por ser zona donde se combinan los frentes polares y las altas presiones subtropicales. En primavera y otoño suele haber lluvias torrenciales y gotas frías polares, mientras que los anticiclones pueden aparecer en invierno.Aunque la temperatura media del municipio está suavizada por el influjo oceánico, en la zona litoral se producen, especialmente en otoño e invierno, diversos temporales de viento y oleaje que, algunos años, han producido importantes desperfectos en el paseo marítimo y establecimientos hosteleros. Esto hace que, anualmente, el ayuntamiento tenga que invertir grandes cantidades en reparación o mejora en Matalascañas, a veces superando el millón de euros.
| Parámetros climáticos promedio de Almonte                                                      | Parámetros climáticos promedio de Almonte | Parámetros climáticos promedio de Almonte | Parámetros climáticos promedio de Almonte | Parámetros climáticos promedio de Almonte | Parámetros climáticos promedio de Almonte | Parámetros climáticos promedio de Almonte | Parámetros climáticos promedio de Almonte | Parámetros climáticos promedio de Almonte | Parámetros climáticos promedio de Almonte | Parámetros climáticos promedio de Almonte | Parámetros climáticos promedio de Almonte | Parámetros climáticos promedio de Almonte | Parámetros climáticos promedio de Almonte |
| Mes                                                                                            | Ene.                                      | Feb.                                      | Mar.                                      | Abr.                                      | May.                                      | Jun.                                      | Jul.                                      | Ago.                                      | Sep.                                      | Oct.                                      | Nov.                                      | Dic.                                      | Anual                                     |
| ---------------------------------------------------------------------------------------------- | ----------------------------------------- | ----------------------------------------- | ----------------------------------------- | ----------------------------------------- | ----------------------------------------- | ----------------------------------------- | ----------------------------------------- | ----------------------------------------- | ----------------------------------------- | ----------------------------------------- | ----------------------------------------- | ----------------------------------------- | ----------------------------------------- |
| Temp. máx. media (°C)                                                                          | 15.2                                      | 16.6                                      | 19.2                                      | 21.5                                      | 25.7                                      | 30.8                                      | 33.8                                      | 34.1                                      | 29.7                                      | 24.6                                      | 18.6                                      | 15.9                                      | 23.80                                     |
| Temp. media (°C)                                                                               | 11.3                                      | 11.5                                      | 13.8                                      | 16.2.7                                    | 20.1                                      | 24.6                                      | 27.2                                      | 27.8                                      | 23.8                                      | 19.5                                      | 14                                        | 11.3                                      | 17.5                                      |
| Temp. mín. media (°C)                                                                          | 6.2                                       | 6.9                                       | 9.1                                       | 11.1                                      | 14.3                                      | 18.5                                      | 20.6                                      | 21.2                                      | 18.5                                      | 15                                        | 7.3                                       | 7.6                                       | 13.25                                     |
| Precipitación total (mm)                                                                       | 54                                        | 27                                        | 58                                        | 56                                        | 35                                        | 8                                         | 1                                         | 3                                         | 27                                        | 75                                        | 60                                        | 78                                        | 505                                       |
| Días de lluvias (≥ 1 mm)                                                                       | 5                                         | 4                                         | 5                                         | 5                                         | 0                                         | 0                                         | 0                                         | 0                                         | 3                                         | 6                                         | 5                                         | 5                                         | 38                                        |
| Fuente: https://es.climate-data.org/europe/espana/andalucia/almonte-56875/ 27 de enero de 2023 |                                           |                                           |                                           |                                           |                                           |                                           |                                           |                                           |                                           |                                           |                                           |                                           |                                           |

#### Política medioambiental
Almonte fue el primer municipio de España en firmar la Carta por la Sostenibilidad en el año 2000, firmada al año siguiente por la Federación Onubense de Empresarios, el Ministro de Medio Ambiente, la Junta Rectora del Parque Nacional de Doñana, la Universidad de Huelva,el naturalista irlandés Ian Gibson, la Sociedad Española de Ornitología y Greenpeace en 2002y ratificada siete años después por el presidente del país y utilizada en multitud de ámbitos, incluido el PGOU municipal. El año anterior ya el ayuntamiento se había adherido a las directrices de la Carta de Aalborg de las Ciudades Europeas y había impulsado la creación de la fundación Doñana XXI en 1997 y desde 1992 organiza el programa de visitas Almonte Conoce Doñana, centrado en poner en contacto en primera persona a los vecinos de la localidad con dicho parque nacional, fomentando la concienciación medioambiental,así como Huelva Conoce Doñana, junto al Patronato Provincial de Turismo.También es miembro fundador y alberga la sede de la Asociación de Municipios con Territorio en Parques Nacionales (Amuparna), creada en 1997 y con casi 100 municipios inscritos de todo el país.Desde finales de la década de los 90 ha estado a la vanguardia tecnológica y social en el terreno medioambiental, con la preservación y la concienciación ambiental con respecto a Doñana, creando espacios como el Museo del Mundo Marino (primer museo de España certificado con la etiqueta ISO 14001), el primer campo de golf ecológico de Europa, la dedicación a la agricultura ecológica y las múltiples ayudas al cultivo tradicional. Desde la segunda mitad del siglo XX, destacando especialmente la fundación del parque nacional de Doñana y el establecimiento de cultivos de regadío en la década de los 90, Almonte se está enfrentando a una gran polémica de proyección europea con respecto a la coexistencia del privilegiado medio natural en el que se encuentra y la necesidad de desarrollo económico e industrial, que no ha parado de crecer. Recientemente la UNESCO ha replanteado el estatus de Patrimonio de la Humanidad de Doñana si la Junta de Andalucía intenta legalizar nuevos cultivos de regadíos que actualmente son irregulares. En 2022, el gobierno de España anunció la inversión de más de 365 millones de euros en la restauración de una parte del parque de Doñana. La reunión entre la ministra para la Transición Ecológica Teresa Ribera y el ayuntamiento de Almonte, junto con científicos, representantes agrarios y asociaciones ecologistas se celebró en el auditorio del teatro de Almonte el 30 de noviembre. Dicho plan se va a centrar en gestionar adecuadamente el consumo de agua, la biodiversidad, el dominio público marítimo y terrestre y la concienciación social sobre la importancia de este enclave natural. Tanto el presidente del gobierno como la ministra de trabajo Yolanda Díaz estuvieron en Almonte para mostrar su interés y preocupación por el estado de los cultivos de regadío y la biodiversidad de la zona, siendo la primera visita motivada por el plan de inversión anteriormente citado y la segunda durante la campaña para las elecciones de 2023.
Almonte recibió en 2022 una inversión de más de 170 millones de euros para la construcción de placas fotovoltaicas por la empresa americana Matrix Renewables y la cordobesa Rolwind, con un total de 115 000 módulos fotovoltaicos de última generación que pondrán al municipio en uno de los primeros puestos a nivel europeo en energías renovables. En 2025, la empresa local CECSA participó en la instalación de más de 2.000 paneles solares sólo en el núcleo de Almonte, principalmente instalados en la parte alta de las naves del polígono industrial El Tomillar y otros edificios, posicionando al municipio en la lista de los Pueblos Verdes como la mayor comunidad energética de España. Se beneficiarán 3.500 hogares, ahorrando casi 600 toneladas de CO2 y la tala de casi 30.000 árboles. La Junta de Andalucía, por otro lado, anunció una inversión de 900 millones de euros centrado exclusivamente en los sistemas de depuración.
Con respecto a los residuos electrónicos, Almonte acogió la primera edición de la campaña #Greenprix, organizada por la fundación Ecolec, para promover el correcto reciclaje de aparatos electrónicos. Se trata de una iniciativa llevaba a cabo en municipios de entre 20 000 y 50 000 habitantes para cofinanciar proyectos de conservación, educación y apoyo a asociaciones ecologistas locales de aquellos municipios que mayor cantidad de este tipo de residuos procesen. Se instalaron en distintos puntos estratégicos contenedores destinados a esta clase de deshechos. Se han establecido también puntos informativos para aconsejar e informar sobre el reciclaje electrónico y las consecuencias negativas de no llevarlo a cabo de forma correcta. La mascota oficial elegida de cara a hacer llegar el mensaje al ámbito educativo juvenil ha sido el gorrión.
El reciclaje de vidrio también juega un papel fundamental en el municipio, que quedó en 2024 en el puesto 19 de los 47 que concurrieron a la Bandera Verde de Ecovidrio. Dicho movimiento se centra en el sector de la hostelería, que tiene una gran relevancia en dichas localidades. Más de 300 establecimientos hosteleros locales participan anualmente en esta campaña y en 2024 Almonte ha conseguido el premio “Iglú Verde” junto a otros 2 municipios de la provincia.

### Flora y fauna

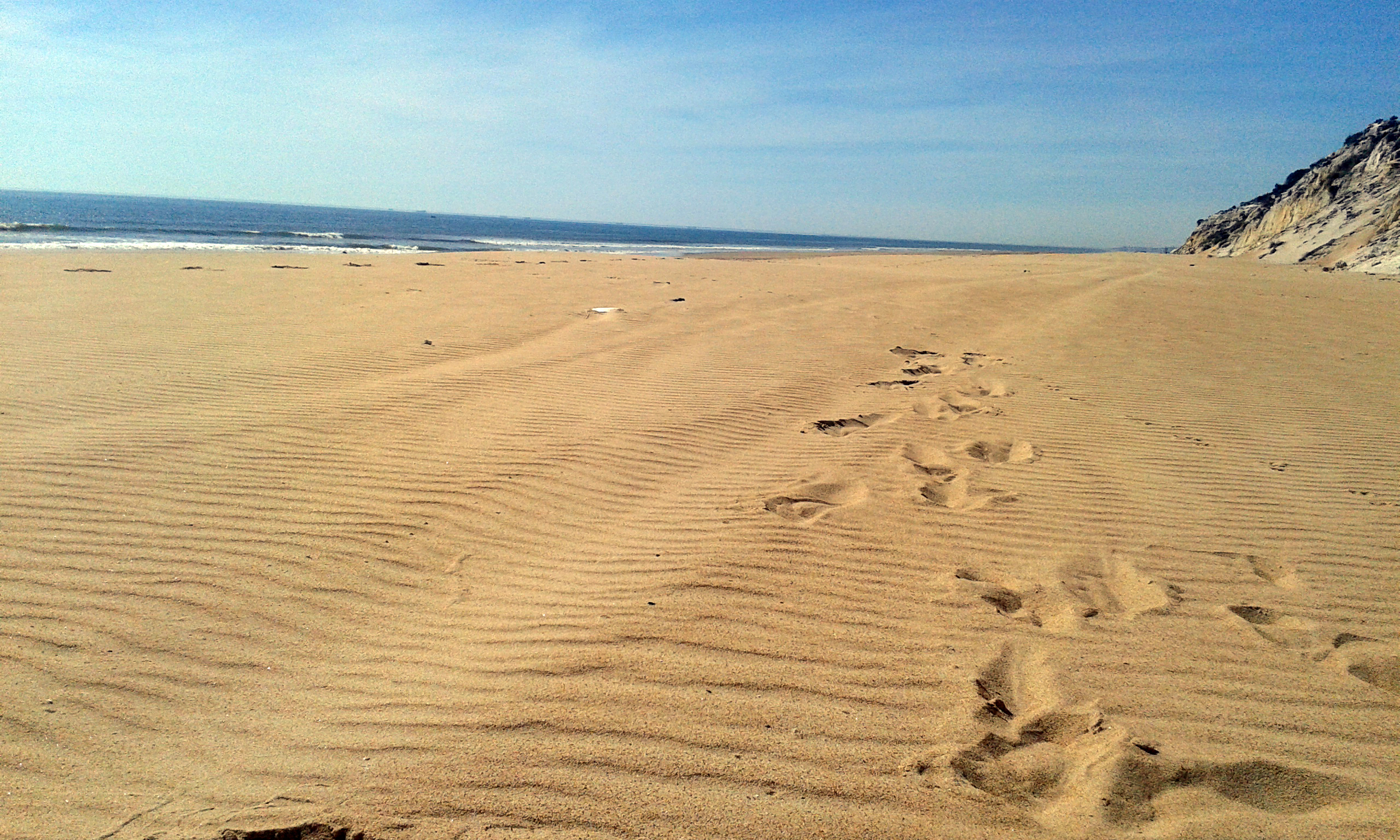
Marea baja en las playas de Almonte

En el Espacio Natural de Doñana habitan varias especies protegidas tanto de flora, principalmente matorral mediterráneo (enebros, bayuncos, eucaliptos, pinos, carrizos, acacia, alcornoque, helechos, camarinas, palmitos, castañuelas, romero, retama, tomillo, sabina) como de fauna (lince ibérico, ciervos, gamos, jabalíes, zorros, martinetes, meloncillos, conejos, múltiples especies de garzas, patos, águila imperiales, halcones, buitre leonado, anguila, lucio, culebras, lagartos y camaleones). Asimismo, existen extensas áreas de pino repobladas en la década de los 50 y de sotobosque (con jaguarzos, jara y múltiples especies de aromáticas). A lo largo de sus 122.000 hectáreas, aparecen microclimas y zonas muy dispares, desde selvas al más puro estilo tropical hasta dunas desérticas, pasando por los humedales, playas, dehesa, sotobosque, etc. Almonte fue declarado en julio de 2022 “Kilómetro Cero de la Biodiversidad en Europa” por el Corredor Biológico Mundial, un proyecto internacional formado por científicos, universidades y fundaciones de varios países. El municipio dispone de diversos centros ecuestres y asociaciones ecologistas que velan por la conservación de dichas especies. Cada año se destinan múltiples ayudas europeas, estatales, autonómicas y municipales para la conservación, desarrollo y promoción de la flora y fauna de la zona, como el Pacto Andaluz por el Lince Ibérico, impulsado por la Junta de Andalucía en 2002. Dicho pacto fue firmado por más de 60 000 personas, entre ellas el actor Antonio Banderas, mientras visitaba Almonte en 2008.

## Cultura
Habiendo sido habitado desde la prehistoria y expandido su territorio hasta la costa a lo largo de la Edad Media, Almonte cuenta con una cultura e idiosincrasia muy definidas y reconocibles a nivel internacional, como ya se explica en la anterior sección histórica. Diversas civilizaciones, desde la tartésica hasta la cristiana, pasando por los griegos, fenicios, romanos, visigodos y musulmanes han ido moldeando unas costumbres arraigadas a lo largo de los siglos, influenciadas principalmente por el medio natural privilegiado de la zona. En la actualidad, las tradiciones culturales y el medio natural del municipio siguen atrayendo visitantes de todas las nacionalidades y esferas, desde los turistas que disfrutan de sus playas y gastronomía en verano hasta los altos cargos del gobierno y la monarquía española, que visitan el municipio de forma regular e incluso disponen de una residencia presidencial.

### Patrimonio histórico
Almonte cuenta con diversos elementos pertenecientes a épocas que se remontan desde la Edad de los Metales hasta la Edad Moderna. Cabe destacar:

#### Restos de huellas fósiles del Holoceno
Se han hallado restos fósiles en la orilla de la playa de Almonte, a la altura del Acantilado del Asperillo, de huellas de distintos animales ungulados que datan de entre 150.000 y 300.000 años de antigüedad, incluyendo lobo terrible, uro, elefante de colmillo recto, ciervo rojo, jabalí y aves limícolas y anátidas. Se trata del mayor hallazgo arqueológico de icnitas hasta la fecha, tanto por el tamaño (más de 250 huellas descubiertas) como por antigüedad —solamente existen dos yacimientos similares en el mundo: el de Biache-Vaast (Francia) y la Cueva de Teopetra (Grecia)—. Es, igualmente, el primer hallazgo de huellas fosilizadas de flamenco en Europa, demostrando por primera vez la presencia de este ecosistema en la costa.  En un estudio reciente elaborado por la universidad de Huelva y publicado por la revista Quaternary Science Reviews, se ha descubierto que las huellas pertenecientes a homínidos son específicamente de neandertales. Dichas marcas se encuentran a la altura de la orilla sobre el sustrato arcilloso. Esto hace que, muchas veces, queden cubiertas por la arena y no sea posible verlas en directo. El grupo ecologista del parque dunar ofrece visitas guiadas gratuitas que incluyen comentarios históricos y biológicos sobre todo el ecosistema y, finalmente, una recogida voluntaria de basura.

#### Restos de metales de la época Tartésica
Han aparecido, como se menciona en la sección histórica, restos de un asentamiento de 40 hectáreas, así como restos de cerámica, escoria, herramientas metálicas y metales (oro, plata, plomo y cobre) junto a la zona del arroyo de San Bartolomé que datan de la época tartésica, así como un horno de 3 m de anchura. Fueron descubiertos en 1974 por Antonio R.Arazo, K.Clauss y Francisco G.Toscano. Las excavaciones fueron dirigidas por el catedrático madrileño Diego Ruiz Mata y abarcaron 9 años.

#### Yacimiento neolítico junto al Puente de los Olivarejos
En 2003, durante el soterramiento de un gasoducto que conecta Córdoba, Sevilla y Huelva, se descubrió un yacimiento de una hectárea asentado sobre una playa fluvial con una antigüedad aproximada de 5.000 años. Se trata de estructuras de adobe que parecen haber albergado zonas de combustión y restos de mamelones, hachas, percutores, pulidores y cucharas, principalmente cerámica almagra y piedra pulida de roca metamórfica, cuarzo, sílex, cuarcita y cristal de roca. Hasta 15 unidades estratigráficas llegaron a ser diferenciadas.

#### Silbato turdetano de la Edad del Bronce
A finales de enero de 2024 unos investigadores de la Estación Biológica de Doñana (CSIC) hallaron en la orilla de la Laguna de Santa Olalla un silbato de terracota tallado con la forma de una mujer que data de la época turdetana, con más de 2000 años de antigüedad. Tiene 56,2mm de altura, 20 de anchura y pesa 22 gramos. La figura femenina representada lleva un manto y un tocado sobre trenzas en el pelo, todo de color ocre grisáceo y presenta una rotura en la parte inferior del cuerpo, donde se cree que pudo haber un apéndice que permitiera colgar la pieza. Se cree que la función principal del artefacto era la de emitir agudos sonidos que sirvieran de pautas como reclamo para la caza o musicalmente en ritos o ceremonias. Actualmente está reclamado por el museo de Almonte.

#### Ruinas de la fábrica degarumdel cerro del Trigo

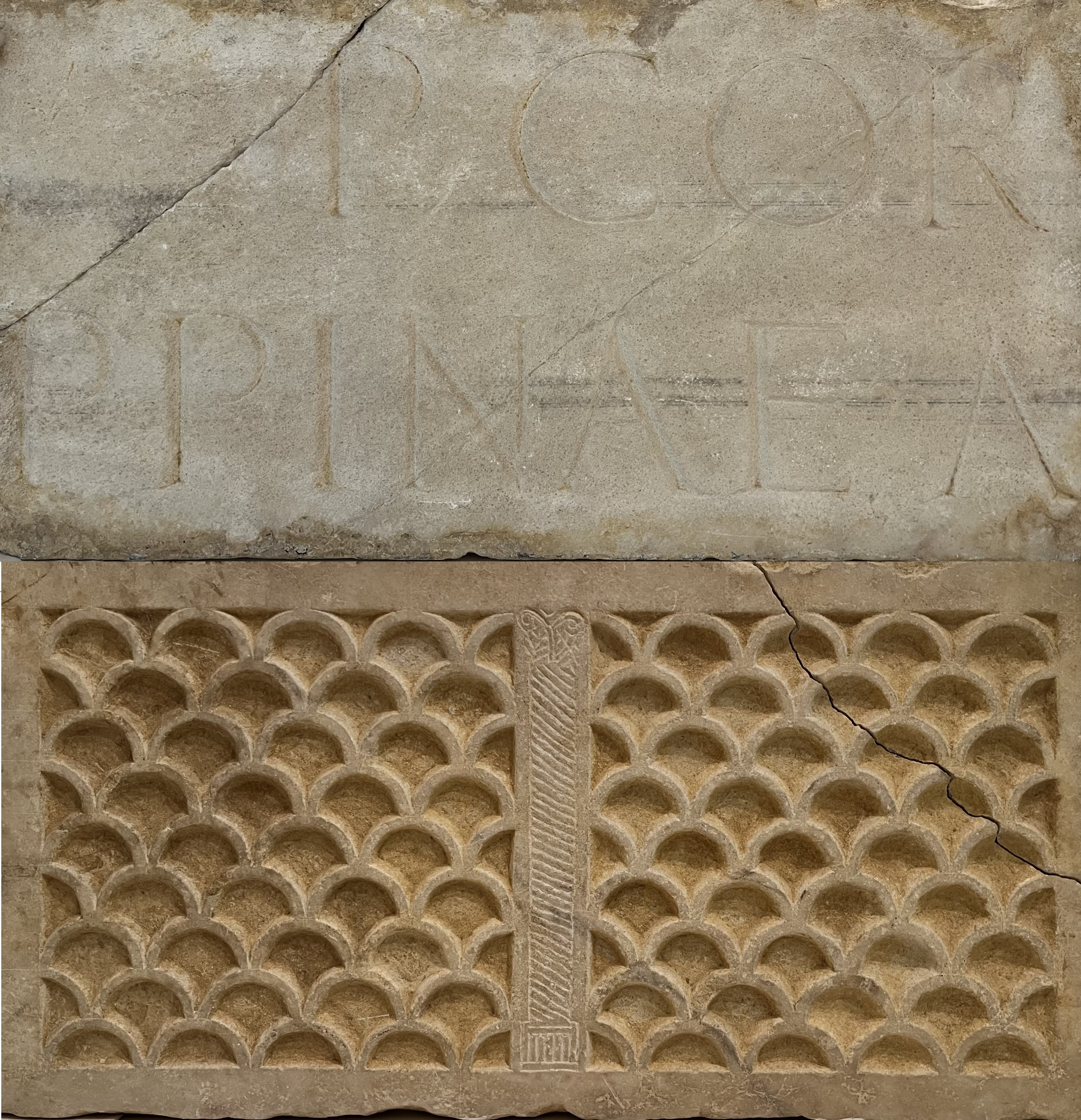
Placa romana hallada en Almonte con inscripción latina (arriba) y decoración paleocristiana en el reverso (abajo)

Esta zona está actualmente dentro del parque nacional de Doñana y aún se pueden observar dichas ruinas. Adolf Schulten y Jorge Bonsor estaban buscando la legendaria capital de Tartessos cuando las descubrieron, desdeñándolas por la frustración de no encontrar lo que querían. Universitarios onubenses constataron en 1999 que se trataba de dicha factoría de garum del siglo II a. C., enterrada a 6 m bajo la duna. Se rescataron igualmente ánforas y contenedores donde aderezaban el pescado, convirtiendo el hallazgo en el más importante de los dieciséis que se localizaron en la costa onubense. Los arqueólogos siguen investigando hoy en día la zona sin parar de encontrar restos, como hornos o una necrópolis con varios cadáveres. Entre el núcleo urbano de Almonte y el poblado forestal de Los Cabezudos también se halló una lastra de mármol de más de un metro de longitud con una inscripción latina incompleta y decoración paleocristiana en el reverso. Data aproximadamente del siglo I y un estudio reveló que se trata de una dedicatoria a la emperatriz romana Agripina Augusta de parte del político e historiador Tácito.

#### Lápida romana de Domigratia
En el paraje de La Solana, en la parte suroeste de las afueras del núcleo urbano, descubrieron en los años 60 multitud de restos datados de la época romano-visigoda tardía, incluyendo ánforas, monedas y diversos utensilios. El hallazgo más notorio fue una lápida funeraria de casi un metro de altura con una inscripción latina que reza: Domigratia Famula Deis Hic Requiescit In Pace Die No Nonarum Novembriun Annorum Trium Et Plus Minus Mensses Sex; Era DXXXIII (Domigratia, sierva de Dios, descansa aquí en paz en el día de las nonas de noviembre, de tres años más o menos y sesis meses, año 533). Una vez estudiada, las investigaciones concluyeron que se trata de la lápida de una niña llamada Domigratia perteneciente a una familia acomodada, ya que se descubrieron más restos de lo que parecía una necrópolis familiar. Se trata de una de las lápidas más antiguas que se conservan en la provincia. Puesto que la niña resultó ser una de las primeras habitantes de Almonte en ser bautizada al cristianismo (el emperador de entonces, Teodosio I, no cristianizó a la población hispana hasta finales del siglo IV), el párroco de aquel entonces, romanófilo, consiguió que el artefacto fuera custodiado dentro de la capilla bautismal de la iglesia de la Asunción.

#### Acebuches centenarios del Rocío

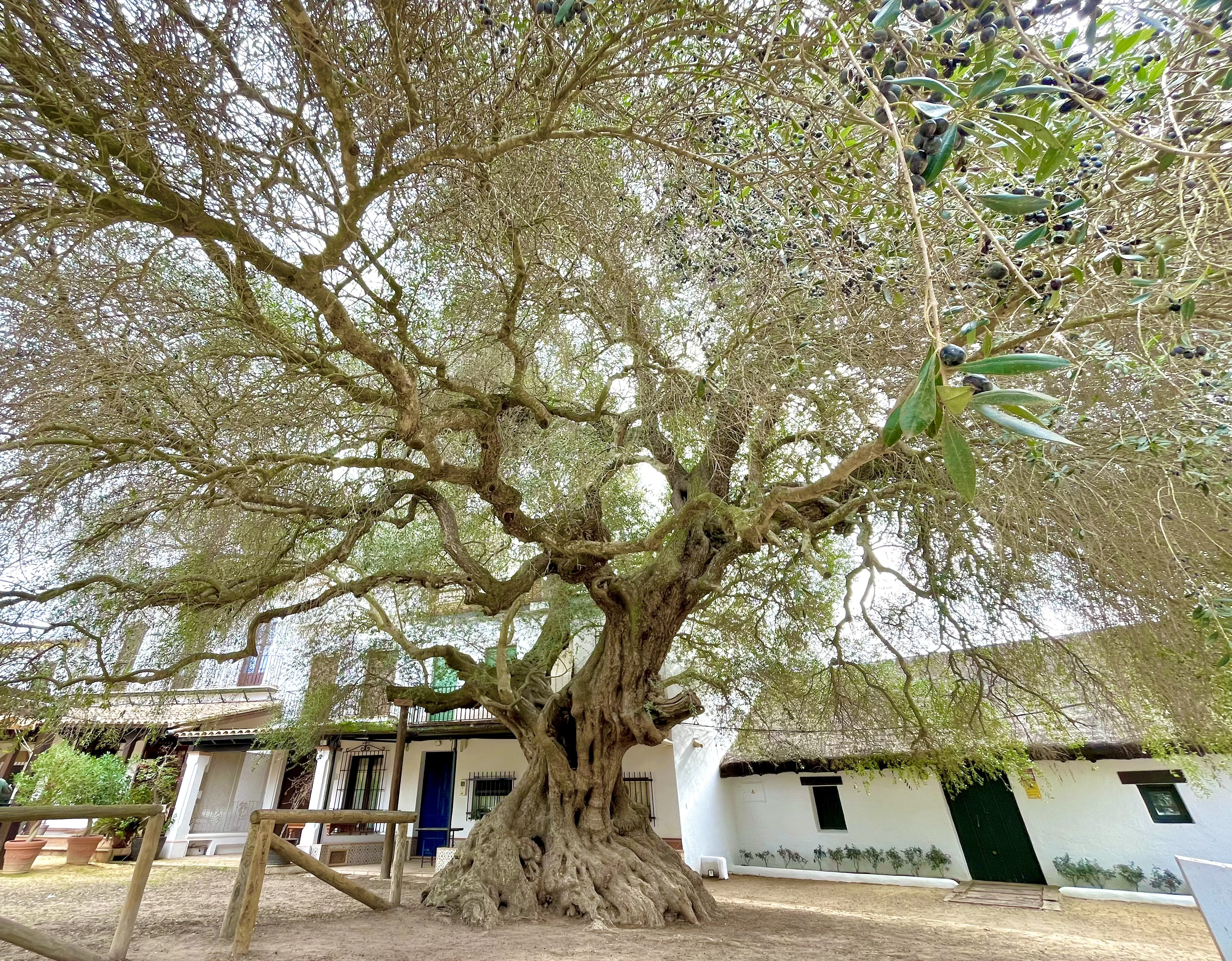
Acebuche centenario del Rocío (Almonte), declarado Monumento Natural de Andalucía

En la zona sur de la aldea de El Rocío, una vez pasada la ermita por la parte derecha y lindando con la marisma (en la llamada Plaza del Acebuchal) se encuentra uno de los acebuchales más antiguos de los que se tienen registros. Su conservación desde la Edad Antigua se debe a sus conocidas propiedades medicinales y terapéuticas y su aprovechamiento culinario. El Abuelo, uno de estos 15 ejemplares, es el ser vivo más antiguo del entorno de Doñana, con más de 800 años de antigüedad, más de metro y medio de diámetro en el tronco y 8 metros de perímetro.Se encuentran cercados por estructuras de madera que les dotan de un espacio de seguridad desde el que observarlos. El 23 de noviembre de 2001 quedaron catalogados como Monumento Natural de Andalucía, al igual que los A cantilados del Asperillo, también en Almonte.

#### Palacio de Doñana
En el extremo sureste del municipio, dentro del parque nacional, se encuentra el Palacio de Doñana, un conjunto histórico medieval protegido e Instalación Científico Tecnológica Singular (ICTS) en la que el CSIC realiza estudios de campo e investigación y que tiene más de 700 años de antigüedad. Construido en el siglo XIV como torre militar para controlar el transporte de mercancías desde el interior de la provincia hacia el mar, sufrió una reforma en el siglo XVI basada en la arquitectura del cortijo tradicional andaluz y se utilizó como cazadero real por la monarquía y la aristocracia. Los propietarios de los terrenos en aquel momento, permitieron a científicos de varios países utilizar el palacio como punto de partida para las expediciones científicas en el parque, principalmente centradas en la arqueología, la hidrología, la geología, la botánica y la ornitología. En 1964 se convirtió en la sede de la Estación Biológica de Doñana. Felipe González utilizó el palacio como residencia vacacional, permitiendo la instalación de líneas eléctricas y telefónicas de última tecnología y favoreciendo que dirigentes de todo el mundo conocieran el lugar. A partir de entonces, la residencia presidencial oficial es el Palacio de las Marismillas. En 2015, el Ministerio de Economía y la FEDER invirtieron más de 7 millones de euros en la modernización del palacio, permitiendo su inclusión en la red europea LifeWatch, junto a otros 9 enclaves en toda Europa. Actualmente es uno de los complejos con mayor capacidad tecnológica del continente. Se puede acceder al mismo por un camino de unos 11,5 kilómetros que comienza en el km 40 de la A-483, a tan solo 1 km al norte de la urbanización de Matalascañas.

#### Torres vigía a lo largo de la costa

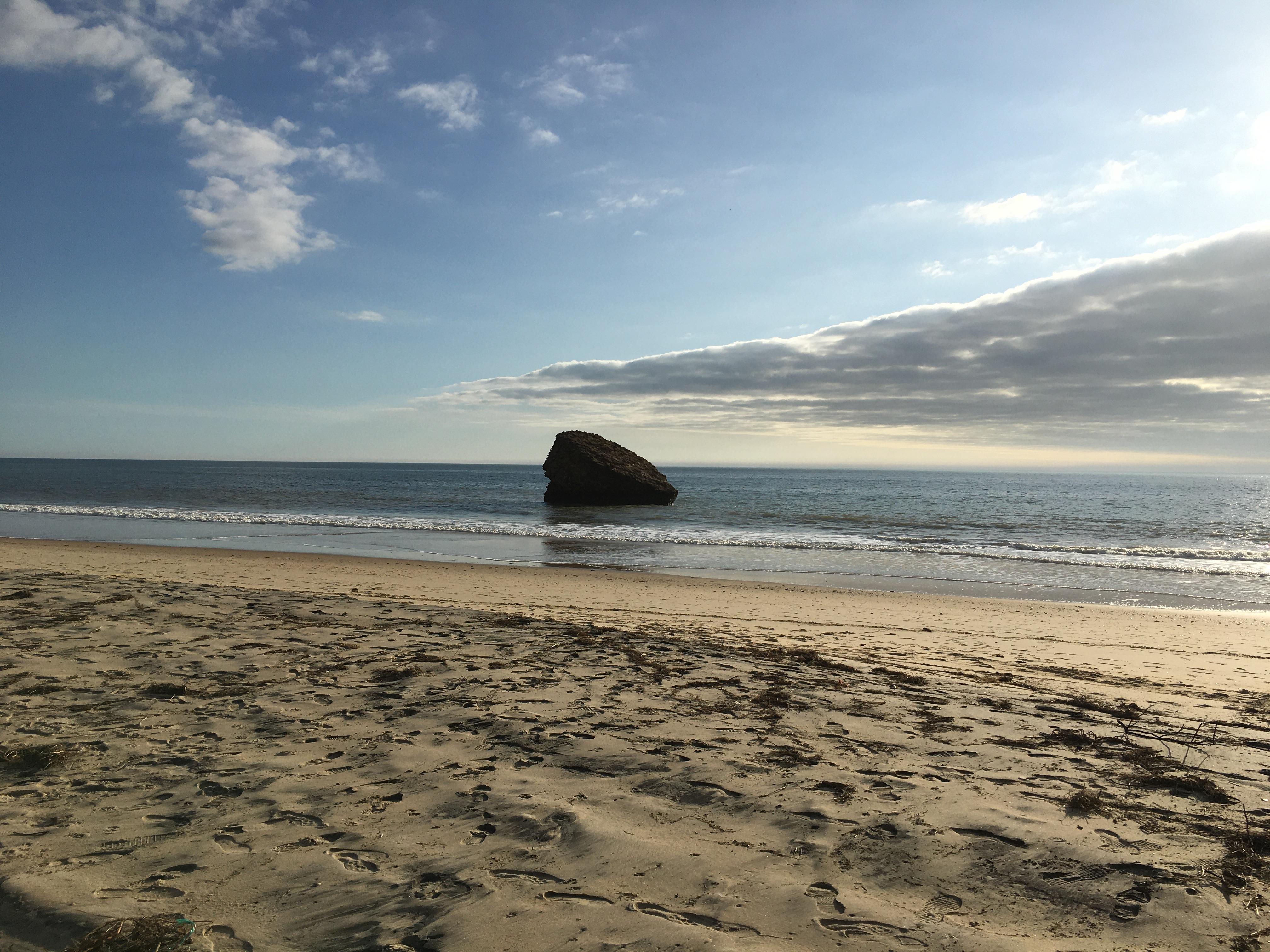
Torre de la Higuera, en ruinas.

Se trata de unas torres defensivas mandadas a construir por Felipe II en el siglo XVI a lo largo de toda la costa para supervisarla y prevenir posibles invasiones marítimas. Se pueden clasificar, de oeste a este, las que están en ruinas y las que no.
- Torre del Río de Oro: financiada por el Duque de Medina Sidonia,[130]se encuentra en ruinas a pie de playa, a unos 17 km de Matalascañas, en la desembocadura de un arroyo y delimitan el término municipal de Almonte con Palos de la Frontera. El tercio inferior de la torre se compone de un aparejo con sillares a escuadra de soga, con un canto que cuadruplica el grosor, por haber sido constantemente reforzado ante los envites de la marea. El resto de la torre lo componen mampuestos. El relleno contiene argamasa con altos niveles de cal y ripio menudo, por lo que quedaba poco hueco en el interior. La cúpula que la coronaba era semiesférica con doble cítara con tendeles y escopetas. La recorría interiormente una escalera de caracol.[131]Las ruinas de la torre dan nombre a la playa donde se ubican, la playa del Río de Oro, cuyo acceso por carretera se encuentra a un kilómetro hacia el interior. La zona dunar superior a la playa alberga la plataforma de lanzamiento de cohetes espaciales administrada por el INTA y la NASA[132][133]
- Torre del Asperillo: a cinco kilómetros y medio hacia el este se encuentra, a los pies del A |acantilado dunar más alto de Europa,[6] las ruinas de la Torre del Asperillo. Se trata de las más difíciles de apreciar, ya que están semienterradas y las descubre la marea baja. Fue terminada en 1622 y su construcción se vio dificultada e interrumpida en repetidas ocasiones por los ataques de piratas e incluso el secuestro de los constructores por parte de grupos de berberiscos.
- Torre de la Higuera: es la torre en ruinas más emblemática de Almonte, apareciendo en numerosas postales como símbolo por excelencia de la playa anexa. Su ubicación, justo al final del sistema dunar fósil, ha provocado que sirva como punto de comienzo de la urbanización costera de Matalascañas, debido a que, a partir de dicho punto, las dunas son móviles y con mucha menos altura. Esta torre, que se erigía en lo alto del acantilado, sucumbió debido al Terremoto de Lisboa y quedó volcada en la orilla. Los diversos temporales fueron enterrándola hasta dejar visible únicamente la base, popularmente conocida como “la peña” o “el tapón” por su forma.

Si se sigue avanzando hacia el este, ya en territorio protegido del parque nacional, aparece a 7 km de la urbanización, Torre Carbonero, la mejor conservada hasta la fecha. Torre Zalabar se erige en ruinas a unos 7 km más al este y a poco más de dos kilómetros de la desembocadura del Guadalquivir aparece Torre San Jacinto, también en muy buenas condiciones de conservación. Todas están catalogadas como Bien de Interés Cultural.

#### Iglesia de la Asunción
La iglesia de Almonte es única en la provincia por contener en su interior, dentro de la capilla gótico-mudéjar original del siglo XV, la lápida más antigua que se conserva a nivel provincial, perteneciente a una niña llamada Domigratia que murió en el año 533. Junto con la ermita de El Rocío, acoge en su interior a la Virgen del Rocío durante 9 meses cada 7 años. Además, es una de los templos que más personalidades destacadas ha recibido, incluyendo autores como Juan Ramón Jiménez o los Reyes de España, que la han visitado hasta en dos ocasiones. Se ubica al fondo de la plaza Virgen del Rocío que, aunque en la Edad Media se situaba geográficamente en el centro del casco urbano, actualmente ha quedado desplazada hacia el norte, ya que el pueblo se ha ido expandiendo más rápidamente hacia la zona sur.
Se trata de una construcción barroca de planta basilical con una nave central y dos laterales. Tiene tres puertas de acceso y dos campanarios. La mayor parte del edificio actual data del siglo XVI y gran parte de la fachada fue restaurada en 1780 tras el terremoto de Lisboa de 1755, obra de Antonio de Figueroa y Ruiz, aunque se conserva dicha capilla mudéjar del edificio original del siglo XV que contiene una pila bautismal del siglo XVI y la lápida romana del siglo V anteriormente descrita. De hecho, la iglesia de Almonte aparece mencionada en 1411 en el Libro Blanco de la catedral de Sevilla. En 1949 también sufrió una importante transformación para restaurarla por los daños durante la Guerra Civil y en 2012 se invirtieron más de 250.000€ es restaurar parte del techo y de los frescos. Esta serie de modificaciones y reformas hacen de esta construcción un crisol de las distintas corrientes arquitectónicas de la época.
La capilla del Sagrario destaca igualmente dentro de la diócesis de Huelva por su rica arquitectura, que incluye unos llamativos azulejos del zócalo, los santos patronímicos de la familia Cepeda, que cofinanciaron parte de la construcción, representados en las cuatro pechinas de la cúpula, una gran reja de forja y la fachada profusamente decorada.Rafael Blas Rodríguez pintó muchos de los murales barrocos en la posguerra, decorando el crucero, la cúpula y el coro principal.
En la capilla de las Ánimas se conserva una escultura a la Virgen de la Soledad que data del siglo XVII. Sobre la puerta principal, en el muro interior, hay una réplica de la Inmaculada de Soult de Murillo.
Se ha demostrado que existe un túnel subterráneo, actualmente en ruinas, que conecta este edificio con el ayuntamiento, pero nunca se ha llegado a iniciar la excavación para sacarlo a la luz, aunque se efectuaron estudios en marzo de 2000.

#### Ermita del Cristo
Situada en la zona norte del núcleo urbano y anexa a la plaza homónima, se trata de uno de los dos edificios que se conservan del siglo XV aparte de la Iglesia de la Asunción. Dedicada antiguamente a San Sebastián, hoy en día se consagra al Cristo de la Vera Cruz. Consta de dos naves colocadas en paralelo y separadas por un triple arco apuntado sobre pilares rectangulares con pilastras adosadas.La ermita alberga gran cantidad de imágenes que participan en las procesiones locales,

#### Ayuntamiento
El actual ayuntamiento es un edificio adquirido en 1568cuyas obras se iniciaron en 1586 y cuya estructura original constaba de una sola planta inaugurada en 1612, añadiendo seis años después la segunda planta, con dos accesos desde la primera y con una amplia terraza con vistas a la plaza.Durante el s.XVII la primera planta quedó como Audiencia de administración y justicia, dedicándose la segunda al gobierno y administraciónEl techo de dicha segunda planta se cubre sobre bovedilla con el arquitrabe del entablado adaptado a sus arcos, friso de triglifo y antepecho de hierro forjado. En 1795 se invierten 20.000 reales para iniciar, a propuesta del alcalde Agustín De Rivas, las obras del patio interior con arcos de medio punto sobre columnas de mármol y una fuente central y de la tercera planta, conocida como Mirador de las Monjas. Esta última planta tiene techo de hierro forjado a cuatro aguas y cinco ventanas alargadas cubiertas por celosías. El patio interior es porticado y tiene azulejos que representan distintos usos y costumbres locales y la escalera que da a la planta alta está adornada con los escudos heráldicos de los primeros cristianos residentes en la localidad (Abreu, Acevedo, Almonte, Barrera, Bejarano, Cabrera, Domonte, Gauna, Hidalgo, Tello de Eslava, Pichardo, Pinto y Prieto). En 1849 se coloca el actual cerramiento exterior con herrería de forja que diseñó José Ojeda. Gonzalo De Rivas y Miguel de Ojeda fueron los maestros carpinteros encargados y Basilio García y Juan Benegas los alarifes. En 1918 se sustituyen los pilares de la planta baja por columnas de hierro fundido, que siguen hoy en día visibles en el salón de protocolos, junto con la madera de nogal y su estilo renacentista. Dicho salón contiene una colección de obras de bustos y retratos de distintos personajes almonteños ilustres. Cabe destacar también la sala de comisiones, labrada en madera pino rojo sueco y que contiene la antigua vara de alcalde, utilizada por el rey de España en su visita de 1992. En 1927 se reformó interiormente la tercera planta y se incorporó una entreplanta. En 1967 es el arquitecto José María Morales el que dirige una nueva reforma interior y el aspecto actual se debe a la última gran reforma de 1995, en la que se construyó el actual despacho de alcaldía. Dicha sala contiene dos maceteros de columna y copa diseñadas por el renombrado escultor Pedro Navia y Campos y contenía el altar en el que, en 1755, fue entronizada la Virgen del Rocío, por la imposibilidad de trasladarse a la iglesia de la Asunción tras los estragos del terremoto de Lisboa. A partir de los años 60, con el auge del turismo, el establecimiento de Doñana y el aumento de población en Almonte, el Rocío y Matalascañas, el edificio del ayuntamiento quedó falto de espacio y se fueron abriendo distintas dependencias municipales tanto en Almonte como en los demás núcleos urbanos. Secretaría, intervención, tesorería, urbanismo, rentas, personal, informática, patrimonio, archivo, servicios sociales, turismo, cultura, ciencia y otros muchos departamentos son ejemplos de estas oficinas con sede fuera del propio ayuntamiento.

#### Toques de gaita y tamboril[139]
Se trata de un bien inmaterial de inestimable valor cultural, un sonido que caracteriza el ambiente almonteño y queda fusionado con el resto de sonidos naturales de Doñana durante las festividades locales. Las gaitas rocieras se fabrican con madera de calidad para conseguir el timbre apropiado. El tamboril rociero es un instrumento membranófono con parche doble ligeramente mayor en tamaño a otros tambores tradicionales. Suele pintarse con la bandera de Andalucía, aunque también se encuentran con el color natural de la madera. Los artesanales llegan a tener un precio elevado.

#### Palacio de las Marismillas
En el extremo sureste del municipio, a escaso kilómetro y medio del Guadalquivir, se encuentra el Palacio de Marismillas, la única residencia presidencial de Andalucía. Se sitúa en una finca de 10.000 hectáreas y posee una arquitectura de estilo colonial inglés, con un total de 28 habitaciones, todas con baños anexos. Fue inaugurado en 1912 como pabellón de caza del II Duque de Tarifa y en 1998 pasó a formar parte del Patrimonio del Estado. Utilizado como residencia presidencial por primera vez en 1996, sigue siendo un enclave único visitado, además, por mandatarios internacionales como Angela Merkel, Mijaíl Gorbachov o François Mitterrand. Anteriormente fue el Palacio de Doñana el edificio escogido para tal fin.

#### Bodegas y molinos de aceite
Hasta mediados del siglo XX, había 58 bodegas y 10 molinos en el núcleo urbano de almonte. Muchos de ellos están restaurados y tienen funciones administrativas; otros están abandonados o incluso en ruinas, caracterizados por una torre de contrapeso típica. Las bodegas proliferaron a partir de las desamortizaciones, aprovechando las construcciones eclesiásticas.  El municipio producía 5 millones de litros de vino y 2.000 toneladas de aceitunas.En los años 1960, Almonte destacaba a nivel autonómico por sus vinos solera. Los bodegones y molinos que el ayuntamiento ha adquirido y restaurado a lo largo de la década de los 90 incluyen la Hacienda de Santa María (siglo XVIII), la Bodega del Conde de Cañete (actual Biblioteca “Ana María Matute”), la Bodega de los Hermanos Escolar (hoy en día, el Museo del Vino), el Molino de Cepeda (actualmente Museo de la Villa) y el Bodegón de Serafín (siglo XIX, actual oficina de turismo).

#### Búnkeres en Punta del Malandar
Hay diversos búnkeres de la Segunda Guerra Mundial a pie de playa, en la desembocadura del Guadalquivir. Existe un programa llamado “Descubre tus fortalezas” en el que participan historiadores, paleontólogos y arquitectos, organizando visitas guiadas gratuitas a dichos restos, que forman parte del patrimonio histórico. Fue Franco quien ordenó su construcción en 1943, cuando las tropas aliadas se encontraban ya en el norte de África.

#### Palacio de El Acebrón

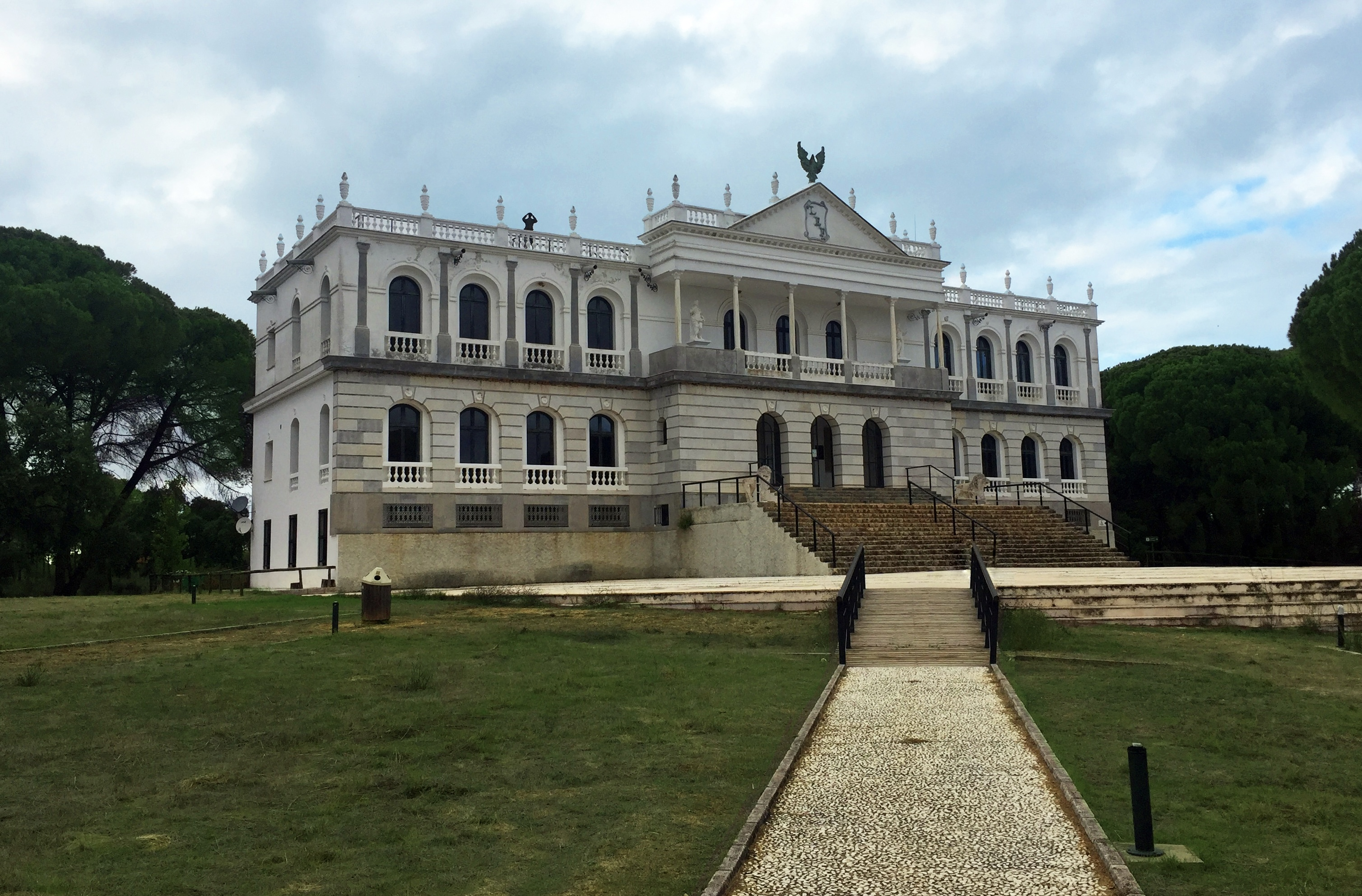
Palacio neoclásico de “El Acebrón”, en Almonte.

Junto al Charco del Acebrón, en el Arroyo de La Rocina, 5 km al este de la aldea de El Rocío, se encuentra un palacio de estilo neoclásico rodeado de pinares, en el entorno natural de Doñana. El enclave se terminó de construir en 1961 y era la residencia privada del aristócrata almonteño Luis Espinosa Fontdevila, cuyas iniciales resaltan en relieve en la fachada frontal del palacio. Hijo de Julián Espinosa Escolar, quien tenía una bodega y destilería en la parte norte del pueblo, que hoy en día es el Museo del Vino, Luis se dedicaba también a la caza y sus hermanos habían heredado haciendas en el interior de Doñana, por lo que decidió construir su propio palacio, que le sirviera como residencia y pabellón de caza.
Aunque celebró toda clase de eventos multitudinarios y fiestas para cofinanciar la construcción del palacio y de los lujosos jardines, acabó por arruinarse y tuvo que vender gran parte de la parcela al gobierno, que comenzó a sembrar eucaliptos para extraer la madera. En bancarrota y con el palacio sin terminar, tuvo que acabarlo con materiales de mucha menor calidad. No obstante, conserva hoy en día gran parte del lujo original, incluidas las escaleras que dan acceso al palacio, hechas de piedras de una calzada romana. La escalera que da al segundo piso es de mármol rojo y hay una chimenea de piedra rematada con un águila bicéfala. Gran parte del techo está cubierto por impresionantes frescos que aún pueden observarse. Hoy en día puede visitarse como centro de recepción turística de Almonte e incluye un museo dedicado a las costumbres ancestrales del municipio, incluyendo maquetas e información sobre caza, pesca, agricultura y usos tradicionales de los recursos naturales. La azotea, también accesible, ofrece vistas del bosque. El palacio está rodeado por senderos de madera que permiten hacer un recorrido circular por el bosque, incluyendo el lago del Acebrón. Almonte dispone de otros dos centros de visitantes, La Rocina y El Acebuche.

### Fiestas típicas de la localidad
Almonte cuenta con múltiples festividades locales, la gran mayoría relacionadas con el Espacio Natural de Doñana y las tradiciones que se han llevado a cabo a lo largo de todo el territorio, desde la playa al sur hasta el pueblo en el norte. Algunas de ellas se basan en usos y costumbres que datan de la época tartésica.

#### Romería de El Rocío

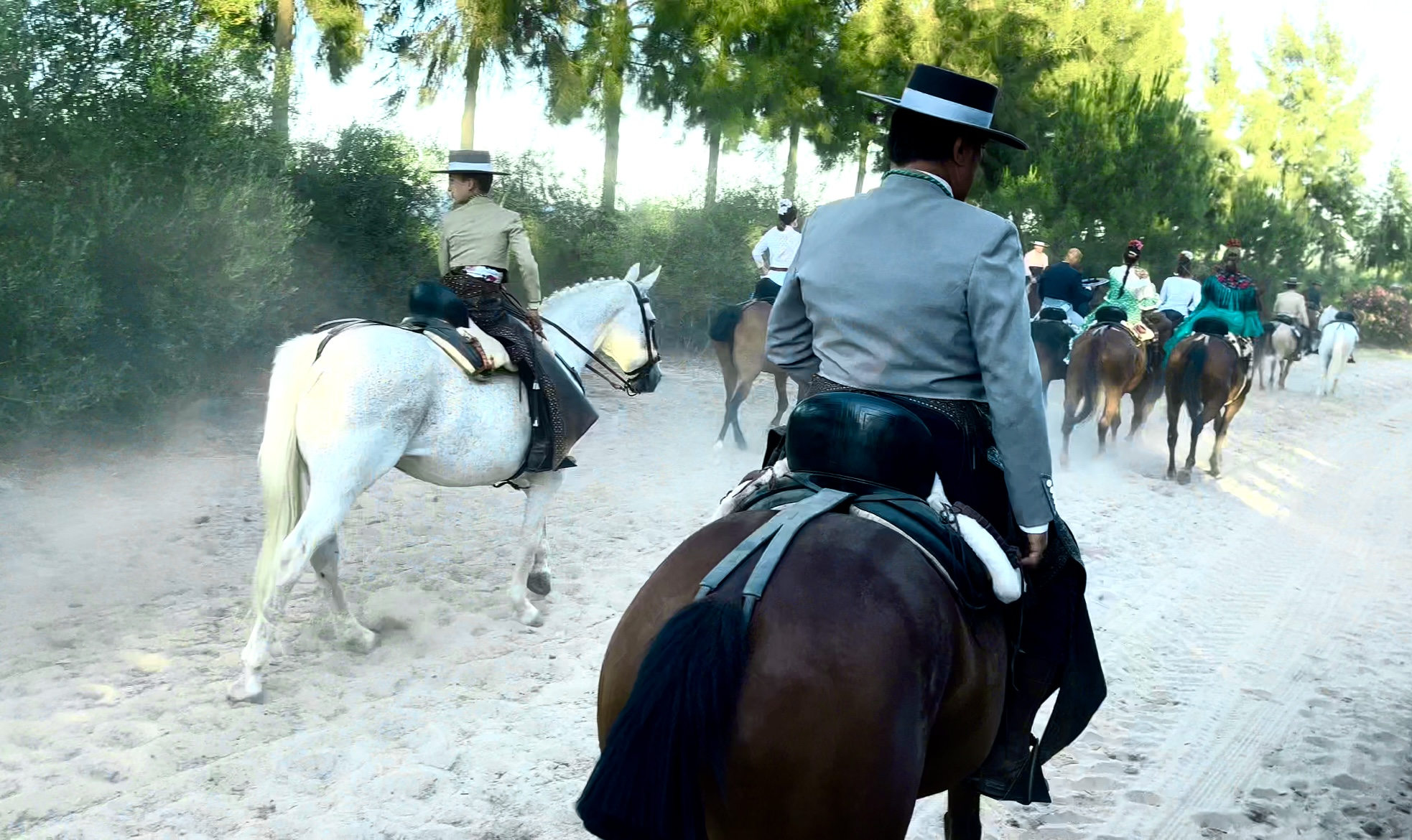
Romería de El Rocío

Es una fiesta popular de Almonte considerada Fiesta de Interés Turístico Internacional por el Ministerio de Turismo en 1980 en la cual se reúne alrededor del millón de personas, entre las cuales se encuentran los peregrinos de las más de ciento veinte hermandades filiales nacionales e internacionales, que recorren diversos senderos desde varios puntos del país, muchos de ellos a pie o a caballo, para llegar a la aldea de El Rocío, donde se encuentra la ermita de El Rocío, con la talla de la Virgen (talla gótica anónima del siglo XII), catalogada como Bien de Interés Cultural junto a la romería. Este auge de visitantes a nivel nacional se intensificó durante la década de 1960, y culminó con la visita del papa Juan Pablo II en 1993. Desde 1983, ante un evento de tales dimensiones, se ejecuta el Plan Romero, con la participación del ayuntamiento de Almonte, la Junta de Andalucía y la Hermandad Matriz, de forma sincrónica en Huelva, Cádiz y Sevilla, movilizando a más de 6000 profesionales de las áreas de seguridad y sanidad y utilizando tecnologías como AML y GPS y convirtiendo dicho dispositivo en uno de los más costosos de Europa. Ejemplos de algunas de estas hermandades son Madrid (1961), Barcelona (1969), Toledo (1986), Valencia (1991), Santa Fe (Argentina) (1993), Gijón (1998), Bruselas (2000) o Clare (Australia). Dejando a un lado el fervor religioso, cabe destacar el gran interés cultural y de ocio que suscita dicha romería, única en su último tramo de recorrido, que se produce a través del Entorno Natural de Doñana. La romería dura una semana para los habitantes de Almonte, teniendo dos días de mayor esplendor: el miércoles, día en el que la Hermandad Matriz (de Almonte) y parte de la población local y nacional hace el camino desde Almonte hasta El Rocío y en el lunes de madrugada, noche en la cual se lleva a cabo el popular “Salto de la Reja” y la patrona de Almonte hace un recorrido por las calles arenosas de la aldea rociera, hasta el mediodía, donde todas las hermandades filiales de la Pontificia Real e Ilustre Hermandad Matriz, la esperan con gran alegría con sus simpecados. Esta es llevada en hombros por los ciudadanos de Almonte. Es un momento esperado durante todo el año por los hermanos de la virgen del Rocío.

#### La Venida de la Virgen
Desde 1589, la virgen es llevada a Almonte en trayecto de ida y vuelta cada siete años, permaneciendo en Almonte nueve meses hasta que, de nuevo, los almonteños la lleven a El Rocío, su verdadero lugar de origen según documentos de la época de Alfonso X El Sabio. Durante su estancia en Almonte, la virgen protagonizará un recorrido por las calles de dicho pueblo, que estarán adornadas para la ocasión con arcos, luces y flores blancas. Estos adornos (que envuelven las calles céntricas por las que la virgen pasará), los hace y colocan ciertos vecinos y vecinas de la localidad alrededor de un año antes de que la virgen venga. Esta preparación del pueblo para recibir a la patrona es una tradición que, gracias a que se ha ido pasando de generación en generación, se sigue dando de forma altruista y por mera devoción u ocio. Hay 46 traslados documentados hasta la fecha.Este evento da nombre a una emblemática calle del centro peatonalizada en 1997 y que conecta la Plaza Virgen del Rocío con la Plaza de Andalucía.

#### Saca de las Yeguas

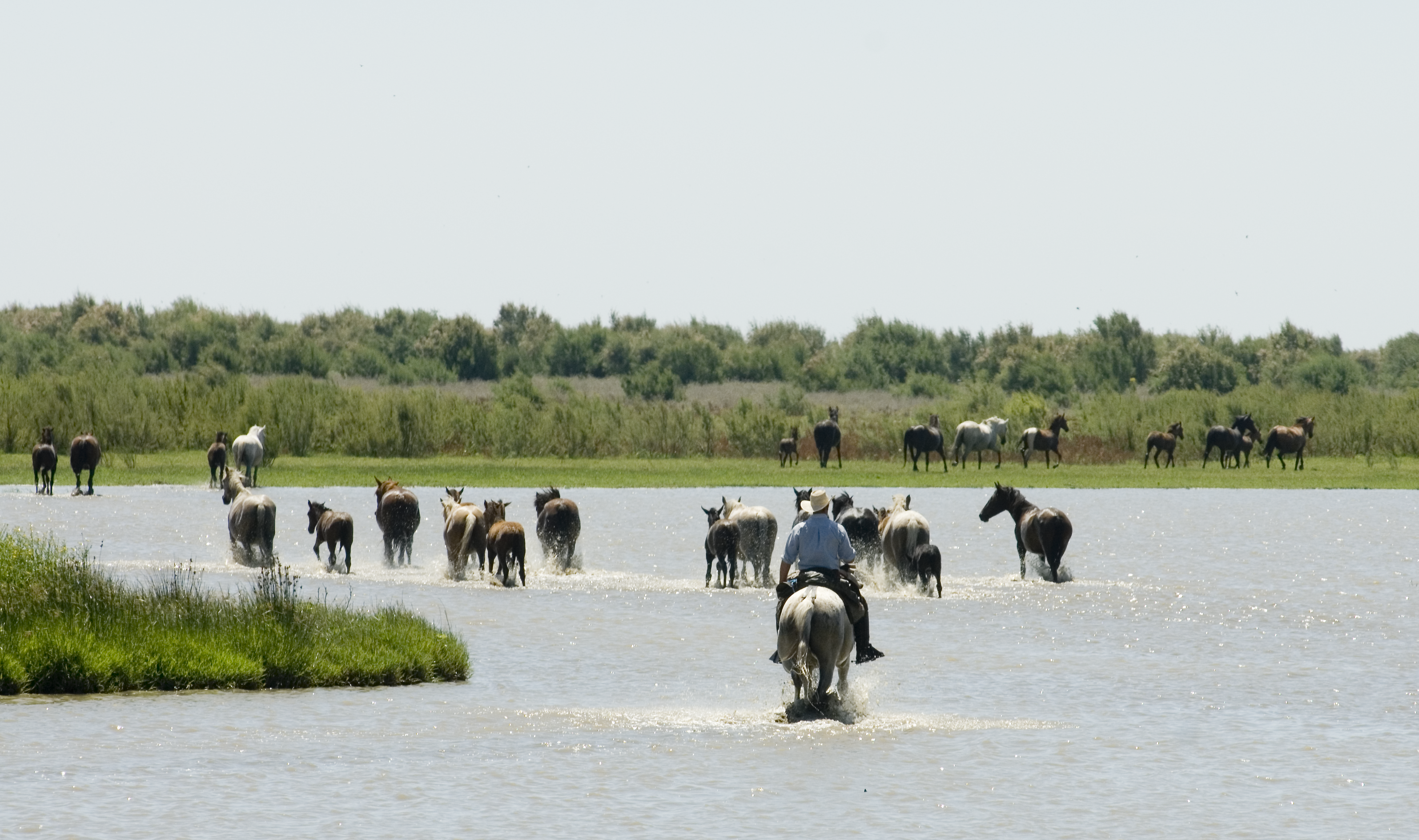
Captura de équidos semisalvajes en Almonte

Se trata, junto con la Romería de El Rocío, de una de las tradiciones insignia del municipio, así como uno de los eventos más antiguos y populares que se llevan a cabo a nivel nacional. Lleva más de 500 años celebrándose, siglos antes de la creación de Doñana. Originalmente diseñado como acontecimiento ganadero, tiene lugar o cada año a finales de junio en el municipio, normalmente el día 26 y precede a la Feria de Almonte, también de origen ganadero. Esta celebración, que recibió en 2003 el Premio del Patronato de Turismo de Huelva, se divide en 5 fases principales: 1. Captura y organización de los équidos dentro del parque nacional: los yegüerizos van a buscar a los équidos semisalvajes a distintas zonas del interior del parque nacional de Doñana en la madrugada del día 26. En condiciones normales llegan a reunirse más de mil ejemplares, entre caballos, yeguas y potros.2. Desfile de tropas por la aldea del Rocío: ya avanzada la mañana, van desfilando en tropas por la aldea de El Rocío, donde serán exhibidas al público y presentadas simbólicamente a la Virgen por el sacerdote de la ermita. 3. Sesteo: una vez exhibidos en la aldea, los caballos emprenden su camino de 15 km a pie hacia Almonte. Una vez llegan al pinar al sur del núcleo principal de Almonte, paran a descansar y se organizaran en lotes junto al arroyo Santa María. 4. Desfile por Almonte: unas horas después, el ganado pasará por las calles de Almonte (alrededor de las 19 horas), donde también desfilará por las calles y será conducido hacia el recinto ganadero “Huerta de la Cañada”, al norte de la localidad. 5. Estancia en el recinto ganadero: una vez en el recinto, tiene lugar la llamada “tusa”, donde limpian, recortan las crines y asean a los caballos para venderlos al público. Al cabo de cinco días emprenden el viaje de vuelta al parque.

#### Feria de Almonte
En 1872 se registra oficialmente la Feria de San Pedro, celebrada entre agosto y septiembre hasta 1896, cuando se adelanta a julio para que coincida con el día de dicho patrón. La feria de Almonte está recogida desde 1901en el recinto municipal del Chaparral, de 31 120 m² y un triple arco en la entrada construido en los años 70, zonas de albero, césped y pavimentadas (fue el primer recinto de la provincia en utilizarse exclusivamente para una feria). La feria suele comenzar tradicionalmente la semana siguiente a la Saca de las Yeguas, quedando patente su origen ganadero, teniendo su día de mayor esplendor el día de la inauguración, normalmente con un personaje célebre, como Rocío Jurado o José Manuel Soto. El último día de feria que siempre cae en lunes, es fiesta local y se celebra una corrida de toros, en el recinto ganadero. Este evento suele atraer población de localidades vecinas como Bollullos, La Palma, Rociana e Hinojos, especialmente el fin de semana. Las corridas de toros se vienen celebrando desde el siglo XIX.

#### Transition Festival[154]

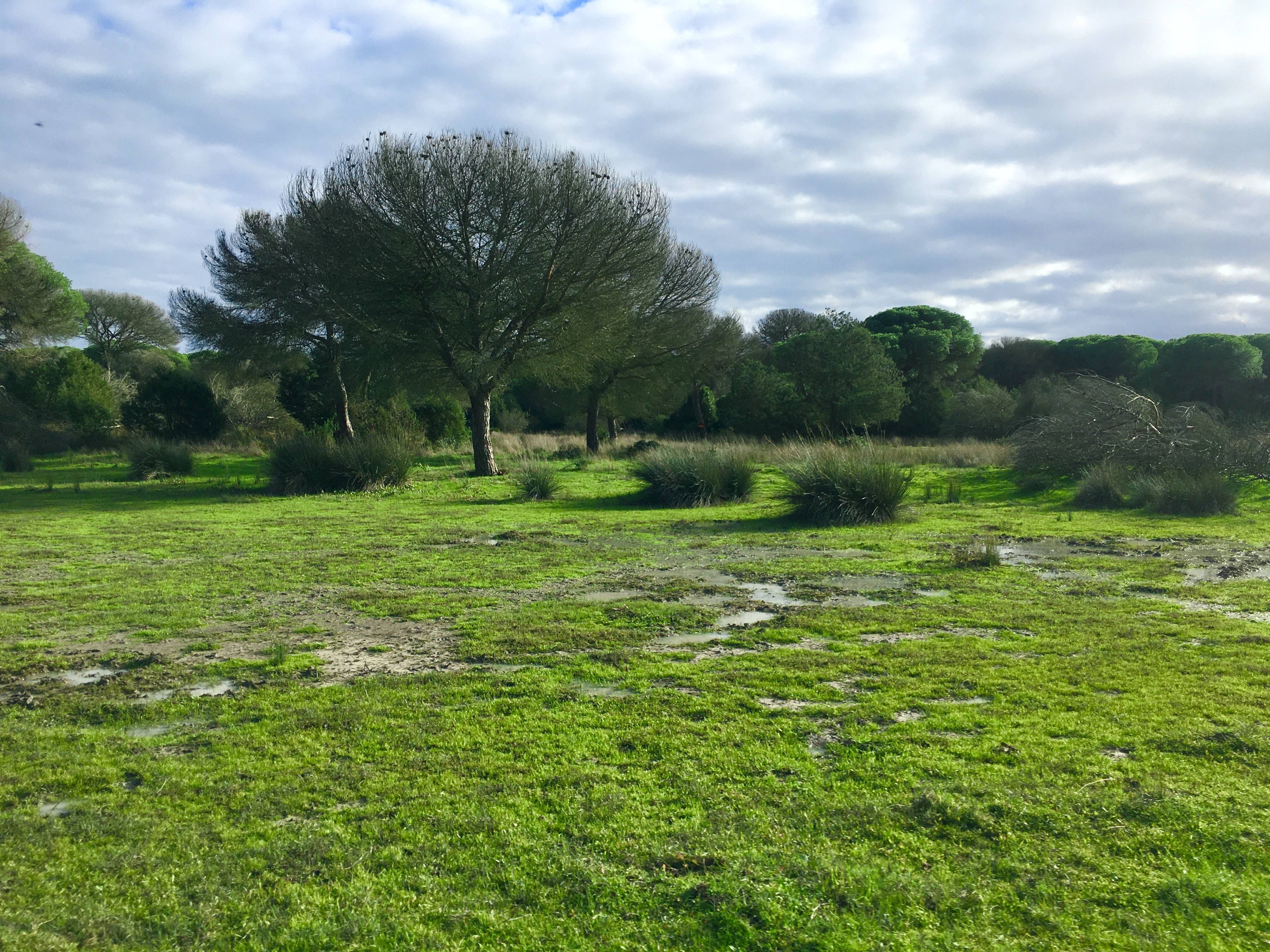
Zona de pinares en Doñana

Desde 2011 se organiza en el interior del bosque de Doñana, en una zona de pinares a 4 km del núcleo urbano de Almonte, una particular celebración. Se trata de un festival internacional de música alternativa que reúne a miles de personas desde varios países, en un ambiente único lleno de naturaleza, luces, colores, bailes y relajación. El festival cuenta con una pista principal, una alternativa, un mercadillo, un área de talleres y una zona de acampada. Suele celebrarse en mayo y, por esta época, suelen verse grupos de familias hippies, góticos y otras minorías y extranjeros visitando Almonte y aparcando sus caravanas y furgonetas de lo más variopintas.

#### Navidad
Algo que distingue la celebración del día de Reyes en Almonte del resto de municipios es la participación de los camellos gracias a la asociación ecologista de Doñana Aires Africanos, que se encuentra en el parque dunar de Matalascañas. Ya Pascual Madoz registró a estos animales que habían sido introducidos en Almonte en la década de 1830, aunque se retiraron en el s.XX.Los Reyes Magos aparecen montados en camello por las playas de Doñana y desfilan por algún tramo de la urbanización de Matalascañas, a la vez que otros tres camélidos lo suelen hacer por las calles de Almonte, precediendo a la sucesiva procesión de cabalgatas temáticas. La parte más tradicional es representada por las llamadas zambombás, reuniones en diversos locales donde se tocan instrumentos tradicionales acompañados del cante tradicional o villancicos. Suelen darse con más fecuencia en El Rocío.
Otro gran evento distintivo del municipio y que atrae a usuarios de localidades adyacentes en fechas navideñas es el parque de atracciones que se instala en el recinto ferial El Chaparral, en la zona este del pueblo. La atracción principal de este evento es una pista de patinaje sobre hielo de más de 420m², cubierta por una carpa, acompañada por un atractivo decorado de luces navideñas, diversas atracciones y puestos de comida.

#### El Rocío Chico
Se trata de un festividad celebrada el 19 de agosto, conmemorando la supuesta intercesión de la Virgen en el contexto de la guerra de Independencia española. En 1810 se efectuó el traslado de la Virgen a Almonte ante la inminente llegada al municipio de casi 1000 soldados de las tropas napoleónicas, en represalia por la ejecución de un capitán y cinco soldados franceses en Almonte. Esta invasión nunca llegó a producirse, retirándose los franceses a escasos kilómetros de Almonte. En 1813 se aprobó oficialmente el voto mediante el cual se celebra una misa en El Rocío cada 19 de agosto.

#### Semana Santa
La Semana Santa almonteña ha experimentado gran auge desde los años noventa, contando actualmente con cinco desfiles procesionales. El Domingo de Ramos sale de la ermita del Cristo el Señor de la Borriquita. El miércoles, desde su capilla propia, es el turno de la Hermandad del Cautivo. El resto de Cofradías salen de la iglesia de la Asunción: el Jueves Santo, el Jesús del Gran Poder y la Virgen de la Quinta Angustia, el Viernes Santo el Cristo de la Misericordia y la Virgen de los Dolores y el Sábado Santo el Santo Entierro y la Soledad.

### Instalaciones culturales
En los tres núcleos urbanos del municipio existen una serie de infraestructuras de reciente creación o que, habiendo sido originalmente edificaciones antiguas, fueron remodeladas en su totalidad durante la década de los 90 y 2000 y que cumplen actualmente un papel cultural destacado. El mayor centro educativo del municipio, el IES Doñana, organiza, junto con el ayuntamiento, un proyecto llamado Almonte Uncovered que consiste en la promoción turística de dichas instalaciones culturales por parte del alumnado, que participa explicando en tres idiomas distintos (español, inglés y francés) los diferentes edificios y monumentos. Dichas explicaciones aparecen grabadas en vídeo a través de códigos QR instalados junto a cada una de estas instalaciones. Un total de 5 puntos turísticos han sido incluidos hasta la fecha: la Ciudad de la Cultura, el Museo del Vino, el ayuntamiento, el Monumento a las Yeguas y la iglesia de la Asunción.

#### La ciudad de la cultura
Es un espacio de 6445 m² situado en la parte norte de la zona centro del casco urbano. Fue inaugurada en el año 2011, durante la alcaldía de Francisco Bella Galán y ocupa el lugar de una antigua bodega perteneciente al Conde de Cañete. Con un perímetro de 396 metros, incluye 5 infraestructuras cubiertas, siendo el resto del recinto un espacio exterior pavimentado y decorado con ilustraciones, bancos, farolas y plantas. Estas cinco instalaciones incluyen:
- Teatro municipal Salvador Távora, edificio diseñado por el arquitecto granadino Juan Pedro Donaire Barbero[159] e inaugurado por el cineasta sevillano Salvador Távora que cuenta con un aforo de 512 plazas, ocupando el 2.º puesto a nivel provincial en cuanto a capacidad de aforo, después del teatro de la capital.[160][161] Dicha sala acoge eventos o actuaciones de proyección nacional, habiendo sido visitado por ministros del gobierno de España[98] y actores reconocidos, como Pablo Carbonell,[162][163]Lola Herrera,[164]María Castro o Gorka Otxoa.[165] Aparte del auditorio, dispone de un espacio cerrado para exposiciones y de una cafetería con terraza en la planta alta.Vista frontal del teatro de Almonte, con la terraza exterior en la segunda planta

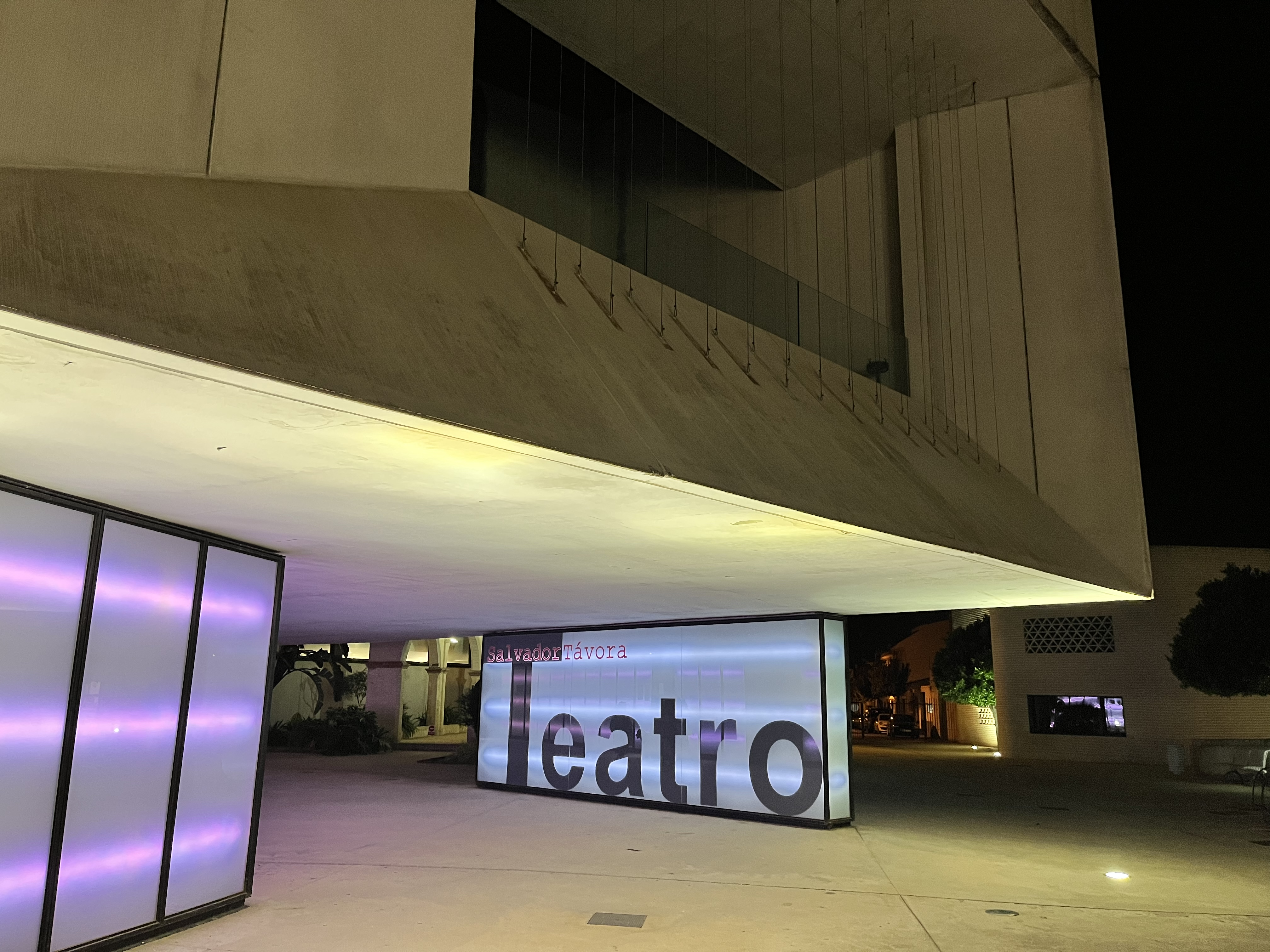
Vista frontal del teatro de Almonte, con la terraza exterior en la segunda planta

- Centro cultural multiusos “Iglesia de Baler”: es una réplica a tamaño real de 162,27 m² de la famosa iglesia de Baler (Filipinas), donde se atrincheraron los soldados españoles en la guerra con Estados Unidos de 1898, durante el llamado Sitio de Baler. Uno de los supervivientes fue José Jiménez Berro, vecino de Almonte. Hay, igualmente, una calle que parte desde la plaza de Andalucía hacia el norte dedicada a estos soldados. La réplica fue inaugurada por la presidenta filipina en aquel momento, Gloria Macapagal Arroyo y sirve como oficina administrativa principal del complejo cultural. En este centro se ha instalado también la exposición permanente Los rostros del mito, destacando hechos interesante de la guerra colonial y la participación del pueblo de Almonte.
- Biblioteca pública municipal Ana María Matute, de unos 1000 m², que ocupa el lugar de una antigua bodega y cuenta con más de 15 000 volúmenes. Tiene dos plantas y cuenta con espacios para la lectura y el estudio y acceso a internet. En la planta alta hay una sala para uso audiovisual. Fue inaugurada por la propia escritora, Ana María Matute.
- Escuela de las Artes “Manolo Sanlúcar”, inaugurada por el propio guitarrista y compositor gaditano homónimo, contiene la Escuela Elemental de Música de Almonte, así como espacio para múltiples talleres de guitarra, cante, baile o pintura organizados por el ayuntamiento.
- Templete: es un recinto cubierto junto al teatro que ocupa el sitio del antiguo lagar de la bodega, donde se prensaba la uva. Es el único vestigio del lugar original, para mostrar el uso de la bodega.

#### Museo de la Villa
Ocupa el lugar de un antiguo molino de aceite, el Molino de Cepeda, frente al Casino de La Paz y está dedicado a mostrar los usos y costumbres del municipio, incluyendo la cultura de la vid y el olivo, la harina y la tradición ganadera y forestal estrechamente vinculada con el entorno de Doñana. El edificio ocupa un total de 1.000 m² y se divide en tres zonas principales: el recibidor, el patio y la nave central. El recibidor es un acho pasillo a la entrada a lo largo del cual se muestra la historia de Almonte, desde la prehistoria a la actualidad, con imágenes, textos y maquetas. A continuación está el patio, con maquetas relacionadas con la ganadería y algunos personajes ilustres del municipio. Finalmente, la nave central, de 500 m², contiene diversas salas dedicadas a los usos tradicionales agrícolas y a la historia del municipio, con maquetas a escala del ayuntamiento, las bodegas y molinos de aceite, el núcleo urbano y las catedrales efímeras a lo largo de los años. Al fondo de la sala hay un muestrario que expone la evolución de la talla de la Virgen a lo largo del tiempo, desde que se esculpiera en el siglo XII. La extensa colección etnográfica se centra especialmente en la simbiosis entre el entorno urbano y el natural y está dividida en tres bloques: el litoral y la marisma (ganadería, caza y pesca), la agricultura almonteña (cereal, vid y olivo y vivienda agrícola tradicional) y el aprovechamiento forestal (apicultura, carbón, producción y procesamiento de esencias, principalmente pino y eucalipto, recolección del piñón y la madera).
De igual forma, expone un extenso muestrario relacionado con El Rocío, incluyendo réplicas a escala del monumento de las Abuelas Almonteñas, cuya versión original se encuentra en la zona este del casco urbano o de la catedral efímera que se construye cada 7 años en la plaza central con motivo de la visita de la virgen. El museo recibió 13.000 visitas en su primer año y fue premiado por el Patronato Provincial de Turismo en septiembre de 2000.

#### Museo del Caballo
Situado en la zona occidental de la aldea de El Rocío, anexo a las instalaciones del Consorcio Andaluz de Formación Medioambiental para el Desarrollo Sostenible, se encuentra un edificio de casi 1.000m2, el museo del Caballo de Almonte. Se inauguró en el año 2000.

#### Museo del Vino
El museo del Vino de Almonte es un espacio de más de 1000 m² inaugurado en 2014, cuyas obras comenzaron una década antes, aprovechando la antigua bodega del siglo XIX perteneciente a los hermanos Escolar, pioneros en la innovación técnica vinícola. Dicha remodelación, tras ser la bodega adquirida por el ayuntamiento, ha sido una de las más ambiciosas y costosas del municipio, consiguiendo aunar tradición y modernidad. El museo ofrece visitas guiadas, restaurante, tienda y catas. A lo largo de 5 estancias distintas, se promocionan y divulgan los vinos almonteños, incluyendo su historia y proceso de elaboración. Estas incluyen:
- Patio central

Es la parte exterior del recinto, de 280 m², que da acceso al museo y al restaurante. Suele incluir mesas exteriores para la degustación y las catas, así como una estructura decorativa central hecha de botellas de vino. En esta zona se encontraba antiguamente el lagar de la bodega, las naves de fermentación y almacenamiento, la zona de envejecimiento y el laboratorio y la zona de embotellado y expedición. Grandes carros y remolques accedían para el procesado y descarga de la uva. Una vez pasado el patio, ha una zona de recepción cubierta que da acceso a la bodega.
- Bodega

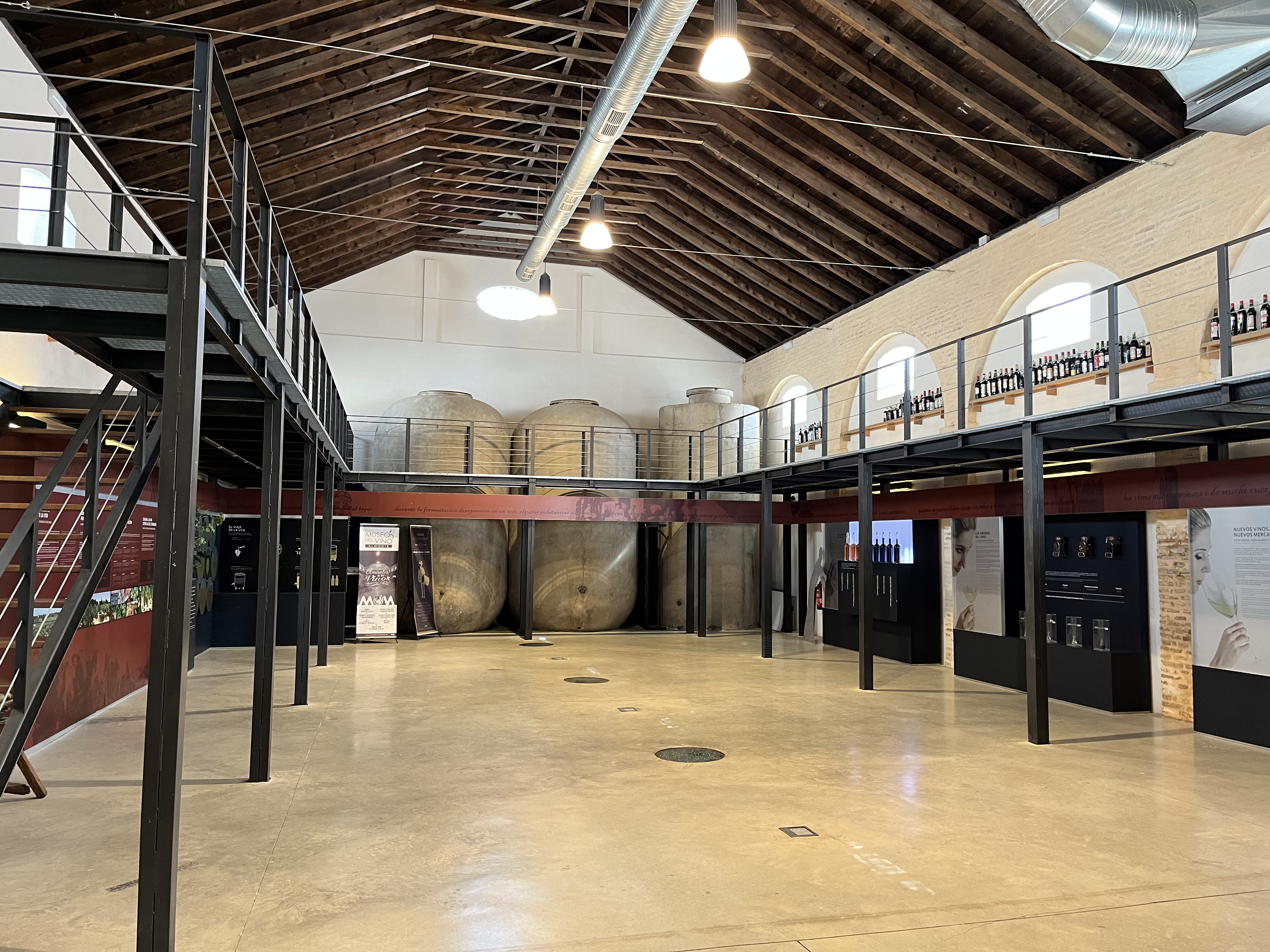
Interior del almacén del Museo del Vino de Almonte

Es la zona interior principal, dividida entre un área cerrada que almacena botas de roble americano y otra área accesible cuyas paredes están decoradas con imágenes detallando el proceso de la vendimia y el transporte. Contiene reliquias como una balanza de hierro macizo con una capacidad de 2 toneladas, un antiguo alambique, poleas, etc.
- Almacén

Extensa nave con una tienda y exposición de productos almonteños, incluidos el Vino Naranja o el Raigal (primer vino espumoso de Andalucía, creado en 1992)con vitrinas sensoriales aromáticas y tres de las 18 barricas originales, con capacidad de 1000 litros cada una y acabado de cemento cromado.

#### Museo del Mundo Marino
En 2002 se inauguró en Matalascañas, con la colaboración del ayuntamiento de Almonte y la Junta de Andalucía, el primer complejo turístico sostenible de España con la mayor colección de esqueletos de cétaceos de Europa y cuya principal atracción era la Ecosfera, en ese momento única en Europa. Se trata de una esfera de vidrio sellada diseñada por la NASA para experimentación espacial con un ecosistema autosuficiente en su interior, compuesto principalmente de diversas especies de algas, camarones y bacterias. El museo contó con una inversión total de más de 20 millones de euros y constaba de 6 salas principales que contenían: el único esqueleto completo de orca de Europa, además de otros 12 esqueletos de mamíferos, una réplica a escala real de un barco velero y la mayor colección de conchas y moluscos del país. Fue el primer museo de Andalucía y 2.º en España en obtener los certificados de homologación de calidad ISO 9001 y 14001, bandera AENOR y además fue miembro fundador de la Red de Espacios Científicos y Técnicos de Andalucía y la Fundación Descubre. Ofrecía visitas guiadas por biólogos y contaba con una sala dedicada a la navegación, además de una tienda con un volumen de negocio medio de 130.000€ anuales.Recibía una media de 50.000 visitantes anualmente y cerró al año siguiente de las elecciones locales de 2011, sin que el nuevo consistorio esperara una subvención de la Junta para paliar la crisis que arrastraba. Tras un convenio con el CSIC, todo el contenido, a excepción de un modelo de ballena, fue trasladado a la Casa de la Ciencia de Sevilla. En 2023, tras la reelección de Francisco Bella, que gobernaba cuando se abrió el centro, el gobierno local anunció la futura reapertura de las instalaciones, cuya fase inicial sería restaurarlo como centro para el desarrollo digital.

#### Museo del Rocío
Ubicado en la zona sureste de la aldea del Rocío, al otro lado de la antigua A-483, este espacio inaugurado en 2004 se centra especialmente en la combinación del paisaje natural y la historia de la romería, una de las principales del mundo. Se trata de una parcela de 12.500 m², de los cuales 2.126 m² los ocupa el edificio del museo. Fue cofinanciado por el ayuntamiento, la Junta de Andalucía y el Fondo Europeo de Desarrollo Regional y propuesto, en parte, por la Comisión Internacional de Expertos sobre Doñana. Consta de 9 salas principales y dos patios interiores, incluyendo una sala para exposiciones temporales. Incluye murales explicativos, maquetas y elementos originales sobre el caballo marismeño especie protegida de Almonte y antecesor de la raza americana Mustang, la artesanía y arquitectura locales, exportadas igualmente a América e influencia de la arquitectura del oeste americano,la Romería y otros usos y costumbres ancestrales.

#### Centro Internacional de Estudios y Convenciones Ecológicas y Medioambientales
Dentro del plan de sostenibilidad impulsado desde finales de los años 90 por el municipio, el ayuntamiento adquirió en 1997 la antigua bodega de José María Reales, de 4.887m2y comenzó una ambiciosa remodelación para instalar uno de los actuales edificios referentes a nivel provincial, el CIECEMA. Inaugurado en marzo de 2002,consta de dos plantas y una superficie total de 7.000m2, de los cuales 2.000 están ocupados por el observatorio astronómico Juan Pérez Mercader y la asociación terapéutica local La Canaliega. Contiene una gran sala de congresos y otra de exposiciones, un patio interior, diversos seminarios, aulas y despachos y un extenso patio central porticado.

#### Pinacoteca
Esta galería de arte fue inaugurada en 2005por iniciativa conjunta del ayuntamiento, el pintor cubano surrealista y vanguardista Jorge Camacho, Juan Bautista Cáceres (propietario de la empresa de gestión cultural Ladrús que se convertiría en director de la misma) y los hermanos Galindo Faraco. Está ubicada en la zona norte del núcleo urbano, dentro del casco histórico, en la calle El Cerro, al noreste de la iglesia. Consta de tres salas, una de exposición permanente y dos temporales. La sala principal, en la planta baja, acoge la exposición permanente de Jorge Camacho, con gran parte de su testamento vital de 1968 a 2009, influenciado por el paisaje de Almonte, concretamente el entorno de Doñana. Dicha obra posee un enfoque místico y un gran manejo del color para representar los paisajes naturales del municipio. La pinacoteca fue reabierta el 30 de enero de 2025, al igual que el museo, el centro hípico y otras instalaciones culturales que permanecieron cerradas durante las legislaturas posteriores a 2011.Acudieron a dicho evento el gobierno municipal, la Delegación Territorial de Turismo, Cultura y Deporte de la Junta de Andalucía y la Diputación de Cultura, representadas por Teresa Herrera y Gracia Baquero respectivamente. Para dicha reinauguración se mostró la exposición temporal de la obra “Sueño Recurrente” del pintor abstracto y escultor onubense Víctor Pulido. La sala permitirá un uso didáctico para la escuela de pintores y los diferentes centros educativos.

#### Museo del Litoral de Doñana
Ubicado en el Centro de Interpretación de la Zona Costera y popularmente conocido como Museo de la Torre Almenara, se trata de una antigua torre de vigilancia restaurada como museo en 2001 y ubicada a escasos metros de la playa junto a la rotonda del Sol y la calle azul, en el sector Nutria, en Matalascañas.Consta de varias plantas y 3 módulos museísticos principales: uno dedicado al Acantilado del Asperillo (duna fósil más alta de Europa y Monumento Natural de Andalucía) con una reproducción a escala del mismo, con terrarios y paneles. Otro exterior rodeándolo con una exposición botánica de las plantas más representativas de Almonte, incluido el enebro albar, casi extinto en la zona y ejemplares de tortuga mora, también amenazadaEl tercero alberga una tienda de artesanía y naturaleza, con un punto de información y venta de rutas por Doñana. Posee igualmente reproducciones de animales, maquetas y vitrinas y ofrece folletos en múltiples idiomas y visitas organizadas. Por último, dispone de un mirador en la parte más alta un mirador desde el que se puede observar la costa y el parque nacional. Tiene una amplia zona de aparcamiento anexa.

#### Museo Forestal
El Centro de Interpretación Forestal fue inaugiurado en mayo de 2003. Se trata de una pequeña porción protegida de unas 60 hectáreas en el km 8 de la carretera que conecta el núcleo de Almonte con la aldea de El Rocío. Además del paisaje natural autóctono, se encuentran instaladas en dicha zona una granja escuela, el centro de interpretación del Lince Ibérico, con diversas salas audiovisuales orientadas tanto al público general como a visitas escolares organizadas y otro del Pino Piñonero, que incluye un tronco de pino de enormes dimensiones cuyo interior es visitable. También hay un parque de aventuras totalmente integrado en el entorno natural, con 162 estructuras suspendidas en los árboles, algunas a más de 8 metros de altura, que incluyen redes, puentes huidizos, anillas, barras de equilibrio y pasarelas, tirolinas, etc. y diversas plazas tematizadas.

#### Centro cultural de la Villa
Ocupa el lugar de la antigua ermita de Santiago Apóstol del siglo XV, ya derruida, en el parque Fuente de las Damas, en la parte oeste del pueblo, que servía como punto de control de acceso al pueblo durante episodios epidémicos. Es la sede de la banda municipal de música de Almonte y permite usos múltiples, normalmente presentaciones de libros, congresos, exposiciones de pintura, reuniones y ensayos de la banda, con un aforo de 120 personas. Con más de 2.000 volúmenes, contiene el fondo bibliográfico más extenso del municipio sobre Doñana, El Rocío y la provincia de Huelva, incluyendo libros descatalogados y ejemplares únicos. Dicha colección se elaboró con la colaboración de la Asociación Almonteña de Bibliofilia y Arte.

### Literatura
Almonte empezó a destacar en el campo de la literatura de la mano de Antonio Martín Villa, escritor del siglo XIX que ocupó el puesto de rector de la Universidad de Sevilla. Llegó a escribir una reseña histórica sobre dicha institución y también contribuyó a la poesía, con aportaciones a obras de distintos autores, entre ellos Félix José Reinoso. En este mismo siglo, cabe destacar igualmente a Lorenzo Cruz, escritor, profesor e historiador almonteño. Dedicó parte de su obra a analizar la obra de Cervantes y contribuyó enormemente a registrar hechos relevantes de la historia del municipio, existiendo un busto dedicado a él en la avenida de los Cabezudos, en la zona suroeste del casco urbano.
En el terreno de la poesía, cabe citar a María Castilla, que, desde los 13 años, estuvo cultivando una colección relacionada con el entorno de Doñana en el que se crio. Ganó diversos premios de poesía local, entre ellos el 2.º premio en 1995 por su trabajo Muda Nota o a Rocío Blanco, poeta influenciada por los hermanos Machado. Con respecto a la poesía lírica infantil, cabe citar a María Endrina, maestra y escritora que ocupó el cargo de dirección de la Escuela Hogar de Los Cabezudos. Compaginó su labor con su principal afición, escribir poemas cortos sobre su pueblo y dedicados a los niños, muchos de ellos con referencias a la posguerra.
En 1995, el ayuntamiento publicó el primer número de la que sería una colección que diez años después superaba los 100 ejemplares llamada Cuadernos de Almonte.Éstos estaban en un principio enfocados exclusivamente en ofrecer una perspectiva histórica del municipio, pero con el tiempo se fueron publicando obras centradas en otros aspectos relevantes como el arte, la gastronomía, la literatura, etc. También sirven para difundir proyectos de investigación de estudiantes universitarios becados por el ayuntamiento. Cada uno de estos cuadernos tiene un color de portada distinto dependiendo de la temática, estando la serie verde (historia), magenta (literatura), amarillo (gastronomía), azul (gestión administrativa) y naranja (pintura). La serie azul incluye todo tipo de datos pormenorizados sobre presupuestos, adjudicaciones, partidas, obras y demás aspectos relacionados con la gestión municipal.
Desde la segunda mitad del siglo XX, Almonte sigue contando con figuras clave en la aportación del municipio a la literatura. Domingo Muñoz Bort es un historiador, divulgador, escritor y archivador, director del Centro Cultural de la Villa, que ha publicado decenas de obras históricas y ha participado en la edición y coordinación de la citada colección de Cuadernos de Almonte. Alfonsa De Almonte, escritora y jefa de prensa del ayuntamiento, ha publicado varias obras de literatura infantil y ha coordinado también gran parte de dicha colección.
En el plano de la novela, cabe mencionar a Juan Villa, escritor y crítico literario que ha publicado diversos relatos, novelas y ensayos a lo largo de varias décadas, destacando la novela Crónica de las Arenas, ambientada en Almonte durante la posguerra. Por otra parte, Rocío Castrillo es una de las autoras almonteñas de mayor proyección, con obras premiadas a nivel nacional, como Una Mansión en Praga (Descubrebooks; 2013), Ellas y el Sexo (Ed.: Pigmalión; 2014), En el Fin de la Tierra (CreateSpace; 2016). Su último y más polémico trabajo es 151 Cuchilladas, un análisis exhaustivo del doble crimen de Almonte de 2013.
Almonte sigue celebrando diferentes concursos literarios como el de relatos cortos, organizado por el centro de información juvenil del Ayuntamiento. Suelen participar jóvenes de entre 14 y 30 años, y se premian dos relatos cada año, dentro de la categoría A y B.El Centro de Estudios Rocieros, organización y punto de referencia para la investigación y la difusión cultural del municipio, también desempeña una labor clave en el ámbito literario, de la mano de los hermanos Gallardo, compositores que han llegado a recopilar más de cuarenta poesías de temática rociera en la antología Por Los Senderos del Alma.

#### Almonte en el imaginario popular
Debido a la gran influencia cultural e interés natural y paisajístico que el municipio proyecta, múltiples autores se han inspirado en el mismo para desarrollar su obra literaria durante los siglos pasados y, más recientemente, también musical, cinematográfica, fotográfica, etc.
Escritores como Luis de Góngora, Juan Ramón Jiménez, Rafael Alberti, José Manuel Caballero Bonald, Fernando Villalón o Alfonso Grosso describen paisajes del municipio. Platero y yo, incluye el capítulo 47, titulado “El Rocío” y también un personaje almonteño, el veterinario Darbón y el poema Fábula de Polifemo y Galatea también incluye referencias a diversos paisajes del municipio.
Autores almonteños ya mencionados como Juan y Águeda Villa y Juan Francisco Ojeda publicaron en 2015 un cuaderno de paisaje llamado Doñana, el paisaje relatado, donde analizan la relación entre el paisaje natural privilegiado del municipio y las emociones e inspiración que generan en todos los ámbitos artísticos.
En la actualidad, siguen apareciendo nuevas obras que continúan utilizando referentes culturales del municipio para desarrollarse, como la novela histórica Alhaja del autor madrileño Ángel De Frutos Acevedo, que narra la historia de una mujer que parte de Almonte en los años 20 para cambiar de vida en la ciudad o la novela negra y satírica Un Hombre Lobo en El Rocío de Julio Muñoz Gijón, que realiza un agudo análisis social del contraste entre la tradición y la modernidad. Otro autor madrileño, Max Arel, publicó Cuentos de la Marisma de Doñana, una obra reflexiva ambientada en el litoral almonteño.

### Música
La música tradicional ha sido un eje motor de la cultura de Almonte desde hace varios siglos, estando especialmente presente durante la Romería de El Rocío y basada en dos vertientes principales: la instrumental (con la gaita y el tamboril) y la vocal (con la sevillana rociera por un lado y el fandango de Huelva por otro). En una época más reciente estos estilos se han ido fusionando y diversificando y han surgido nuevas tendencias como la música rock, la rumba o el trance y la música psicodélica en la que se basa el festival Transition.
El tamboril se ha utilizado desde hace siglos, con sus materiales originales, aunque ha ido sufriendo modificaciones para mejorar la sonoridad. El almonteño suele tener mayor diámetro que el tamboril leonés y vasco (unos 50 cm por 80 cm de altura) y suele estar construido de contrachapado de madera con parche de piel de cabra sujeto con un aro o cincho en cada extremo. La figura del tamborilero es clave en las fiestas tradicionales del municipio y su función principal durante la Romería de El Rocío es encabezar la comitiva de la Hermandad Matriz ejecutando el llamado Toque del Rocío, una melodía muy característica del municipio, muy alejada de los acordes típicos del género. También está el llamado Toque del Alba, que se entona al amanecer, antes de continuar el camino. Finalmente, el Toque del Romerito cierra la trilogía de toques de tamboril tradicional almonteño. El evento más importante es la misa de la Virgen del Rocío, cuando cientos de tamborileros tocan al unísono siguiendo secuencias tradicionales y antiguas, también muy diferente a los toques de tamboril más típicos de Andalucía. El músico y compositor español Manuel Pareja Obregón fue cofundador de la Escuela de Tamborileros de Almonte, una de las 6 principales de España, así como el compositor de la Salve Universal.
La gaita almonteña, como otros instrumentos de tres orificios, proviene de la siringa, aunque también hay pinturas rupestres que las representan dentro de tumbas etruscas. Se trata de un tubo de unos 35 cm de longitud y 2 cm de grosor que funciona como aeroducto, con una embocadura por donde entra el aire y una lengüeta cilíndrica acoplada a su base por la cual pasa dicho aire para ser matizado posteriormente por el bisel. Dicha lengüeta suele ser de madera y extraíble y el bisel suele tener una chapa metálica. Las maderas más típicas para su elaboración siguen siendo el fresno, la adelfa, el naranjo, el limonero y otros árboles autóctonos del municipio. Para el extremo se han utilizado materiales procedentes de animales como el cuerno de toro. La nota más baja que alcanza la gaita rociera es La. Se sostiene por el extremo con los labios y se apoya en los dedos meñique y anular y, para ciertas notas, el pugar. Las fabricadas con maderas nobles (ébano, palo rosa o granadillo) suelen alcanzar precios muy elevados.
No fue hasta la Edad Media cuando empezaron a combinarse la flauta y el tamboril, tal y como muestran algunas escenas del manuscrito de las Cantigas de Santa María utilizadas desde el siglo XIII en la corte de Alfonso X el Sabio, que ya mencionan la caza en el entonces llamado Coto de las Rocinas, como se detalla en la sección histórica. La Romería de El Rocío es el evento que más a impulsado la modernización y la innovación con respecto a estos dos instrumentos. Hay diverso instrumental que también sirve de acompañamiento para la flauta y el tamboril, como son la caña, las castañuelas, la caja, la guitarra y también las palmas. Hoy en día la gaita y el tamboril son un bien inmaterial del patrimonio histórico andaluz y siguen siendo un eje central del día a día en Almonte. La banda municipal de música suele utilizarlos en diversas actuaciones tanto públicas como concertadas y también se suelen celebrar novenas en las que dichos instrumentos suelen cobrar protagonismo.
Con respecto al cante, Almonte ha ido adaptando e innovando su propio estilo de sevillana durante siglos, hasta derivar en las actuales Sevillanas Rocieras, convertidas en uno de los siete palos oficiales de dicho género. Se trata de una modalidad más melódica y con letras generalmente más profundas y menos festivas que la sevillana de feria, siempre relacionadas con el camino del Rocío, la Virgen, Doñana o cualquier otro elemento temático de Almonte. Algunos títulos muy conocidos y que suelen interpretarse a menudo son Historia de una Amapola de Los Marismeños, Mírala Cara a Cara de Requiebros, Flores a Ella de los Hermanos Toronjo, Tiempo, Detente de Los Romeros de la Puebla o Sueña la Margarita de Amigos de Gines.
La mayor parte de las agrupaciones y solistas más relevantes de Almonte ha surgido en la segunda mitad del siglo XX y actualmente suponen más de una treintena de artistas locales de diferente popularidad y géneros musicales Los grupos de más proyección son Requiebros, conformado por tres hermanos que iniciaron su actividad a principios de los 80 y que han cosechado múltiples éxitos internacionales, incluida Mi Huelva tiene una Ría, convertida en himno oficial de la provincia de Huelva. Posteriormente, algunos de sus miembros fundaron el grupo llamado “Los de Almonte”. Otro grupo destacable es Senderos, surgido a mediados de los 90 y compuesto por los hermanos Gallardo y Manuel Ramos, con más de 30 álbumes publicados y temas como Eso se Siente o Nostalgia. Ya a finales de dicha década surge también el grupo Varales, que también cosechó varios éxitos con su álbum Por Derecho. En el plano del rock destaca el grupo The Pink Pylon, fundado por Fran Báñez a mediados de la década los 2000 y que llevan publicados un EP en 2005 y un álbum en 2009, ambos con título homónimo y temas como Old Blues, Dark Night o Ice.
En cuanto a solistas más actuales, cabe destacar a Chico Gallardo, cantante, compositor, guitarrista y productor de flamenco y rumba que lleva publicados varios sencillos y Macarena De la Torre, cantante y cantaora de proyección nacional con tres álbumes de estudio publicados hasta la fecha.
Almonte dispone de una escuela elemental de música, una escuela de flamenco, una escuela de baile y una banda municipal. Ha acogido conciertos de artistas como Julio Iglesias,Olé Olé, Rocío Jurado,José Manuel Soto, Pastora Soler, Chenoa, David DeMaría, muchos de los cuales han sido también pregoneros de la feria municipal. Otros artistas de menos proyección tanto locales como regionales suelen actuar los fines de semana en pequeños escenarios de diversos bares y pubs del centro urbano, así como en El Rocío y, en verano, en Matalascañas.

### Cine
Almonte, gracias a su amplio y diverso término municipal, ha servido como escenario de rodaje para multitud de largometrajes, cortometrajes, documentales, programas y concursos, especialmente la playa de Matalascañas, las dunas de Doñana y El Rocío.

#### Películas rodadas en Almonte
Algunos largometrajes que se han filmado en el municipio incluyen La Historia interminableo Lawrence de Arabia, que fue rodada en las dunas de Doñana. También El viento y el león, protagonizada por Sean Conneryo los dos largometrajes del oeste americano protagonizados por Clint Eastwood: El bueno, el feo y el maloy Por un puñado de dólares, con escenas rodadas en El Rocío.La popular serie The Walking Dead también ha sido rodada en Andalucía, mostrando los típicos minibuses todoterreno que visitan el parque de Doñana desde el centro de visitantes el Acebuche, en AlmonteLa película francesa Cruzando el Límite (2008) se rodó en el núcleo urbano de Almonte y en la aldea de El Rocío, así como la holandesa The Flying Liftboy. También la película Sunburned (2009), de Carolina Hellsgård, que fue rodada en Matalascañas.
En cuanto al cine español, algunas películas rodadas en el municipio son:Tenemos 18 años (1959), Canción de cuna (1961), Armas para el Caribe (1965), La Cólera del Viento (1972), El Viento y el León (1975), Mi Bello Legionario (1977), Made in Japón (1985) o La Cruz de Iberia (1990). El rodaje más reciente que ha tenido lugar en la localidad es el de la película Te Protegerán Mis Alas, de Antonio Cuadri, sobre la inmigración africana a través del estrecho.
Multitud de videoclips musicales se han rodado de igual forma en el término municipal de Almonte, incluyendo Una Rosa es una Rosa de Mecano o Agua Dulce, Agua Salá de Julio Iglesias, ambos incluyendo escenas de la aldea de El Rocío.

#### Iniciativas cinematográficas
La Escuela de Animación de Almonte lleva más de 20 años formando a cineastas, entre ellos los creadores de los personajes animados de “Aventuras en Doñana”, que inspiró posteriormente la película El Lince Perdido (2009), que obtuvo un Goya a Mejor Película de Animación. Esta película fue producida por Antonio Banderas, que el año anterior firmó en Almonte un pacto andaluz para salvar al lince ibérico.
En 2001 se establece también Producciones Doñana S.L, que ha financiado multitud de trabajos audiovisuales, entre ellos, el cortometraje “Hambre” (2011), del director almonteño Mario De la Torre.
Almonte está inscrito en la Red de Ciudades de Cine(Andalucía Film Commission). Existe igualmente desde 2010 el Festival Internacional de Cine Científico y Ambiental de Doñana, con el objetivo de utilizar el cine para promover el ecologismo. El programa promociona a realizadores noveles y forma a divulgadores científicos y las sesiones de cine científico suelen realizarse en el Centro de Investigaciones Científicas y Medioambientales (CIECEMA), en Almonte. En dicho festival, se incluye un certamen en el que un jurado profesional premia el mejor metraje.

### Deportes
El clima relativamente estable de Almonte ha hecho del municipio un sitio clave para el deporte al aire libre. El ayuntamiento y las diferentes asociaciones deportivas locales dedican gran cantidad de financiación, tiempo y esfuerzo a la promoción del deporte, haciendo posible que gente del municipio de diversas edades esté participando activamente y hayan obtenido importantes premios y reconocimientos, incluidas medallas de oro y plata a nivel nacional e internacional en deportes como duatlón,judo, ciclismo,boxeo,motocross o gimnasia rítmica. Otras disciplinas que destacan están relacionadas con el mundo del caballo, uno de los grandes motores de la zona, con diversos clubes de equitación, enganche o de alquiler de équidos para recorrer los paisajes naturales. De igual forma, Almonte es el único municipio al este de la capital con piscina olímpica, ubicada en el complejo deportivo de la zona norte, uno de los principales de Huelva y es socio de la Fundación Andalucía Olímpica desde 2000.En 2006 ya había 3.385 socios registrados en los distintos centros deportivos del municipio.El mérito deportivo en el municipio suele celebrarse cada cierto tiempo con una gala del deporte en la que se premian las contribuciones más significativas dentro de este importante ámbito, como la celebrada el 7 de febrero de 2025, que premió a 56 deportistas locales dentro más de 13 disciplinas.

#### Servicios deportivos públicos
En cuanto a centros deportivos públicos, el municipio cuenta con tres principales, dos de ellos en Almonte y otro en El Rocío. El polideportivo municipal de Almonte, de 43 561 m² está situado en la avenida de la Juventud, en el extremo norte. Dicho centro cuenta con dos campos de fútbol, tres pistas de tenis, una piscina olímpica exterior, otra interior y otra infantil exterior, una pista de atletismo y un estadio cubierto. El segundo complejo es el polideportivo “Los Llanos”, en la zona sur, con cuatro pistas de pádel, una cancha de baloncesto y un estadio cubierto. En esta misma zona hay un club de petanca al aire libre. Ya fuera del pueblo, en la zona sur, hay un circuito de motocross y una pista de aeromodelismo. 
El tercer centro deportivo, llamado campo municipal del deporte, está en El Rocío, en la zona este. Cuenta con piscina de 25 metros y otra infantil, cuatro canchas de baloncesto, dos pistas de pádel, un campo de fútbol y un edificio cubierto. En el sector privado, Almonte cuenta con 4 gimnasios. Tres de ellos en el núcleo urbano principal y un cuarto en Matalascañas, urbanización que dispone también de un club de parapente y paramotor y varios clubes náuticos y pesqueros.
Diversas escuelas deportivas ofrecen formación y certificados de distintos niveles, como la escuela comarcal de judo de Almonte, que ofrece el Grado Medio y el Superior de judo. Otras escuelas del municipio que ofrecen titulaciones superiores son: fútbol, fútbol sala, baloncesto, balonmano, atletismo y socorrismo. Desde 1985, Almonte cuenta con equipo de fútbol municipal, el Almonte Balompié, con equipación de camiseta y medias rojas y pantalón corto azul. Este equipo participa en la Primera División Andaluza y en la Regional Preferente de Huelva. El municipio acogió en 2024 el torneo internacional de fútbol base “Gañafote Cup”, que lleva celebrándose desde 2017. En cuanto al baile, cuenta con la Academia de Danza Española “Pastora del Rocío”, en la zona suroeste.

#### Ciclismo y motocross
El ciclismo también juega un papel fundamental en el municipio, tanto a nivel profesional, en el sector público y privado como a nivel de afición. La almonteña María Isabel Felipe ganó el campeonato de Europa XCM en Laissac (Francia) en 2023. El circuito provincial Huelva Series XCM a menudo se organiza en Almonte y existen clubes importantes como Atrochamonte, el cual participa en maratones de bicicletas todoterreno como el “Doñana Natural”, que lleva ya más de diez convocatorias anuales. De igual forma, la urbanización costera de Matalascañas tiene una amplia red de carril bici que comunica el extremo oriental con el occidental y continúa de forma ininterrumpida hasta la localidad vecina de Mazagón, a unos 25 km.
El circuito de motocross de Almonte se encuentra a 5 km al sur del casco urbano y comprende un área rectangular de unos 138.000 m², con un recorrido de 1,5 km y unas 13 curvas. Se diferencia del resto de circuitos andaluces por su particular arena suelta de grano fino típica de las zonas próximas al litoral, que plantea una dificultad añadida a este deporte debido a su tendencia a crear surcos profundos y cambiar constantemente de forma durante las carreras. Todo ello obliga a los pilotos a maximizar su técnica para manejar la moto en condiciones de baja tracción. Dicho circuito sirve de sede a múltiples cursos y competiciones, como el Campeonato de Andalucía. El centro deportivo municipal alberga de igual forma competiciones internacionales de freestyle de alto nivel, habiendo participado en ellas pilotos como Edgar Torronteras, Dany Torres o Fernando de Rodrigo.

#### Voleibol
Cabe mencionar igualmente el papel del voleibol en el municipio, incluyendo la modalidad de vóley playa en Matalascañas. El equipo cadete masculino de Almonte se hizo con la Copa de España en 2024y el infantil femenino de ganó el mismo trofeo en 2023.El equipo alevín también fue campeón de Andalucía. En la vigesimosexta convocatoria del circuito provincial de vóley playa, que tuvo lugar en Matalascañas, más de 200 equipos compitieron durante más de 12 horas en las categorías de alevín, infantil, cadete y sénior.

#### Equitación
Otro ámbito deportivo intrínseco a la cultura local es el equino. La instalación hípica más importante del municipio es el Consorcio Andaluz de Formación Medioambiental para el Desarrollo Sostenible (Formades), inaugurada en 2002.Ocupa una parcela de más de 16.000 m² ubicada en la zona oeste de la aldea, al otro lado de la antigua A-483, poco después de pasar la rotonda de entrada a la derecha. Consta de 4 edificaciones principales: un picadero de casi 3.000 m², único en la provincia, un recinto exterior para ganado, un recibidor y un edificio para las aulas de formación. Ofrece hasta diez cursos distintos, incluyendo el de mayoral técnico en explotaciones ganaderas equinas, técnico especialista en doma vaquera y entrenamiento, guarnicionería, herrado y energías renovables, para una media de 10.000 horas anuales de formación y más de un centenar de alumnos/as. El porcentaje medio de éxito en inserción laboral tras la estancia en el centro alcanza el 70 % de los matriculados. El Rocío dispone también de las pistas de equitación de AICAB, junto al CECOPI, en la zona noroeste de la aldea, con más de 20.000 m² disponibles para campeonatos, exhibiciones, formación y actividades didácticas, etc.
El Campeonato de España de Doma vaquera suele celebrarse desde 1971, a menudo en el recinto ganadero “Huerta de la Cañada”, en la zona noreste del pueblo e inaugurado en el año 2000 y la finca “El Ranchito”, en el Rocío, también acoge eventos internacionales como las exhibiciones del festival “Esencia Vaquera”. Jinetes almonteños como Alfonso Martín Díaz o Carlos Fernández han sido ganadores de diversos campeonatos nacionales y autonómicos en distintas categorías. Almonte cuenta con una escuela hípica en el casco urbano y el Club Hípico “Amigos del Caballo”, en el parque dunar de Matalascañas, con un recinto de más de 2.200 m² que acoge igualmente campeonatos y exhibiciones y alberga módulos didácticos. “El Pasodoble” es una empresa hípica turística que organiza rutas a caballo de distinta complejidad, situada junto al club hípico anteriormente mencionado. El municipio también dispone de un centro de venta de caballos y escuela de doma y entrenamiento de enganche llamada Cuatro Aguas, al noroeste del municipio, fuera del casco urbano. Los concursos de enganche, como la Copa Andaluza de Obstáculos o el Concurso Internacional de Enganches de Tradición (CIAT) y las carreras de cintas ocupan también un lugar destacado en el municipio, que sigue siendo referente en dichas disciplinas a nivel internacional.

#### Caza
El sector de la caza es otro pilar fundamental de Almonte, siendo la práctica cinegética el motivo original del establecimiento del actual parque de Doñana, que durante décadas fue el cazadero real de la Corona española. Fue Alfonso X El Sabio el que estableció su coto de caza en 1262 tras la conquista del reino de Niebla. En 1925 se fundó la Sociedad de Cazadores. Almonte cuenta con tres grandes cotos de caza privados: La Concesión, La Parilla y la Borrachuela. Con más de 700 licencias federadas y tres asociaciones: Montes de Propios, Los Labrados y Coto del Rocío, los cazadores y aficionados demandan un capo de tiro en el municipio, ya que el ubicado en la costa es exclusivamente de uso militar. Actualmente está en desarrollo la construcción en Almonte del primer campo de tiro olímpico de la provincia, que va a acoger tanto eventos locales como internacionales. De igual forma, el municipio organiza anualmente un desfile de perros de rehala, con la colaboración del Club Deportivo de Cazadores de Almonte, la Asociación Española de Rehalas, la Federación Andaluza de Caza y diversas empresas locales, que suele partir desde el parque Fuente de las Damas y terminar en el recinto ferial, en un recorrido de unos 40 minutos con alguna parada y el sonido de los instrumentos y que incluye premios a la mejor caracola y a la mejor collera.

#### Patinaje alpino
Almonte sigue actualmente invirtiendo e innovando en el ámbito deportivo. Recientemente se ha fundado en el municipio el primer club de patinaje alpino en línea de Andalucía, El Roller Club Alpine Almonte y se ha instalado en la zona sur del núcleo urbano la única pista dedicada a este deporte de la comunidad autónoma, dentro del parque Clara Campoamor. Almonte participó en 2023 en la Copa de España en Barcelona, quedando en 1.º puesto en la competición de la categoría U11 masculino y fue sede en 2024 de la Copa de España, quedando 4 almonteños entre los 3 primeros puestos de las distintas categorías.

#### Golf
En abril de 1997 se aprobó en el pleno una modificación puntual del PGOU sobre un plan especial en el sector junco para la construcción de un campo de golf.En 1998, el Ayuntamiento de Almonte comenzó las obras del primer campo de golf ecológico y sostenible de Europa, con 18 hoyos y 290.000m² e inaugurado en febrero de 2001.La Comisión de Seguimiento se establece en mayo de ese mismo año.En junio de 2005 acogió el LX Campeonato de España de Golf Profesionaly en diciembre de ese mismo año comienza la Escuela Deportiva de Golf.

### Gastronomía
En Almonte abundan las recetas típicas de la dieta mediterránea, comercializándose especialmente la gamba blanca de Huelva, las sardinas y las caballas, así como el conejo o la perdiz guisados. Los productos y platos más característicos son:
Alcauciles rellenos
Se trata de una receta de alcachofas rellenas de jamón, ajo, cebolla, huevo cocido y perejil. Se sellan con pan rallado y, tras sofreír, se guisan.
Caracoles y cabrillas
Suelen aparecer en primavera en cualquier establecimiento del municipio, especialmente en tabernas y en restaurantes con terraza exterior. Se sirven directamente en un plato. Las cabrillas suelen cocinarse tanto en tomate como en otras salsas.
Caldereta de cordero
Se trata de un estofado de cordero troceado que se guisa con verduras, pan y vino. Suele acompañarse con las propias asaduras.
Cocido almonteño
Es un cocido de garbanzos con judías verdes planas y calabaza, al que se le añade pollo y demás avíos del puchero y pimentón dulce, lo que le da un color anaranjado junto con la calabaza y el tomate.
Coquinas a la marinera
Es un plato similar a las típicas coquinas al ajillo, pero con refrito de cebolla y tomate, colorante y pimentón.
Corvina en salsa de almendras
Se trata de la corvina fileteada o en rodaja sazonada, guisada en su propio caldo y acompañada de una salsa de almendra frita, cebolla, ajo, laurel y vino. Suele acompañarse con patatas o arroz.
Ensalada rociera
Es un plato de tomate maduro en rodajas aderezado con ajo picado, sal, aceite, perejil y lascas de jamón.
Habas enzapatás
Guiso típico de Huelva de habas cocidas principalmente con ajo, poleo y sal. El pueblo vecino de La Palma del Condado celebra anualmente una feria dedicada a este plato en primavera.
Hallullas
Se trata de unos panes muy finos, con forma de media luna suflada, ligeramente horneados y con múltiples rellenos, típicamente pringá, bacalao, salmón, carne mechada o chorizo.
Pan bazo

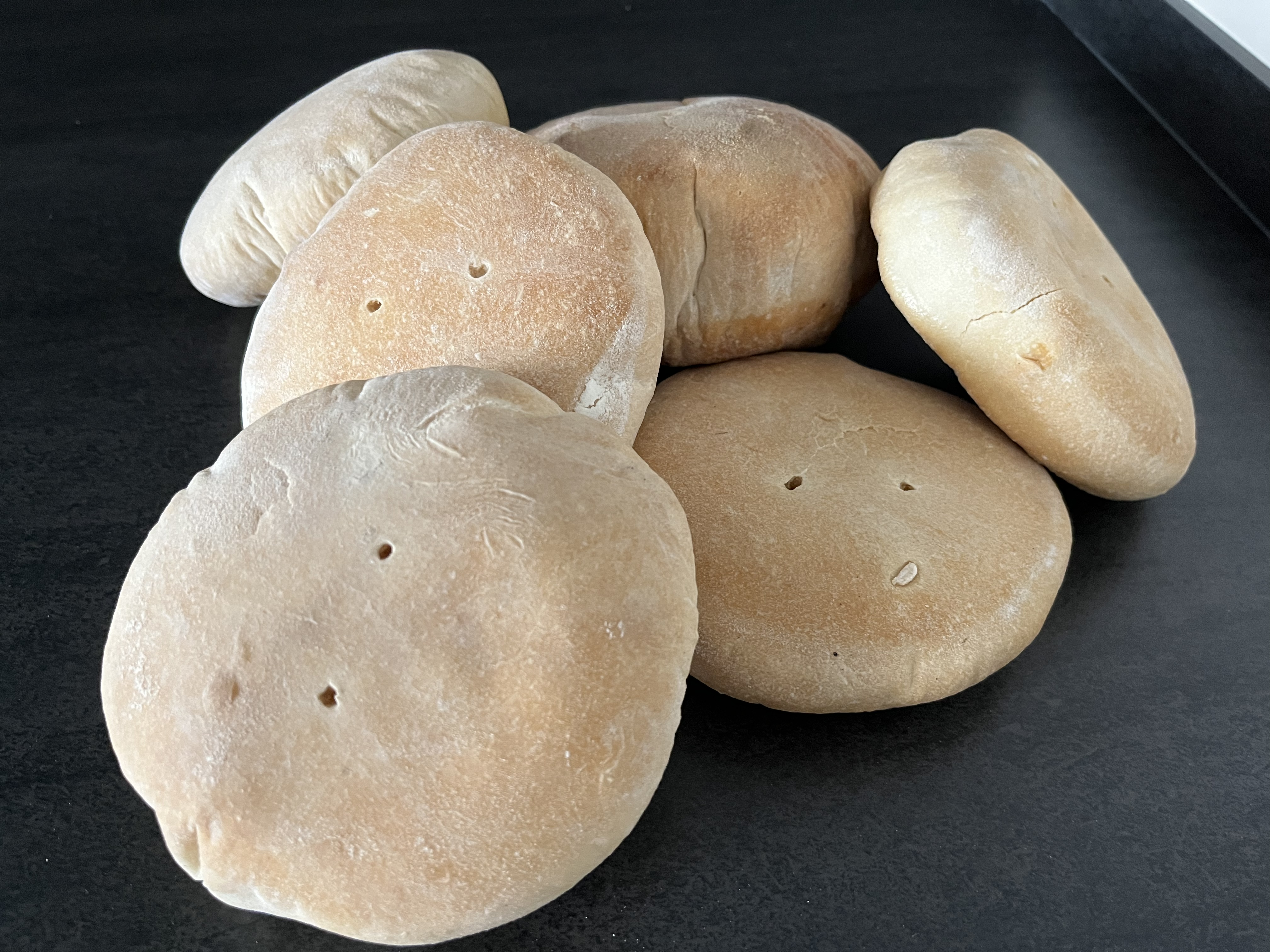
Pan típico de Almonte, con harina candeal y comercializado por Martín Naranjo

Pan tradicional de masa densa y harina candeal, comercializado principalmente por Hornos Martín Naranjo. Este mismo elaborador artesano comercializa también los llamados Roscos Almonteños, que son roscos o colines horneados y vendidos fuera de la provincia. 
Perdiz estofada
Es uno de los platos más típicos de carne de caza. Las perdices se limpian, sazonan y atan. Luego se sofríen añadiendo vino blanco y pimentón. Finalmente se cubren con su salsa en olla tapada y suelen servirse con patatas fritas o arroz.
Pezuñas
Consiste en un trozo de bizcocho de masa muy ligera con forma de pezuña ungulada, bañado en almíbar y relleno de crema pastelera, todo ello cubierto de crema de yema tostada.
Poleá con miel
En Almonte es muy típico añadir miel y clavo a este postre tan típico.
Revuelto de Matalascañas
Se desala y desmenuza bacalao fresco, sofriéndolo con ajo, cebolla y laurel. Luego se añade el huevo batido y se cocina a su punto, añadiendo perejil.
Repápalos
Son pequeñas porciones romboidales de masa de harina, levadura, sal y agua que se fríen en aceite de oliva. Luego suelen mojarse en azúcar, miel o chocolate. También se comen solos.
Sopa marismeña de ánsar
Se trata de un plato de ánsar troceado y sofrito que se guisa con agua y especias y se sirve sobre pan rebanado y empapado con el propio caldo, añadiendo ingredientes como huevo, hierbabuena o ajo.
Ternera marismeña con arroz
Es un plato de ternera troceada y refrita a la que se le añade tomate y zanahoria, vino y condimentos y se deja cocinar. Suele servirse con arroz, al punto caldoso.
Ternera mostrenca a la Rociera
Se trata de un plato de vaca mostrenca guisada al vino a la que se le añaden bolitas de espinacas empanadas y fritas y de patata.
Tarta Doñana
Es el postre por excelencia de la cocina de Almonte. Esta tarta cuaja a base de nata montada y gelatina y lleva higos secos, piñones, uvas pasas, almendras, dátiles, nueces y miel.
Tarta de fresas de Almonte
Es otro postre típico que, como el anterior, también cuaja a base de gelatina y nata montada. Lleva zumo de limón y naranja y mermelada natural de fresa que cubren una base de bizcocho empapada con almíbar.
Vino Raigal
Fue el primer vino espumoso elaborado en Andalucía (en 1992), aunque la variedad más popular es la del vino blanco seco, utilizando la uva zalema. Tiene una graduación de 10,5 %. Es suave al paladar y con tonos verdosos.

### Ciudades hermanadas
Almonte cuenta con 7 hermanamientos, gran parte de ellos establecidos en las últimas décadas. Otros son antiguos, como Sanlúcar, municipio fronterizo que lleva siendo hermandad filial de Almonte desde el siglo XVII. El Farsia, por otro lado, al igual que otros países como Argelia, a través de la asociación Campos de Refugiados de Tinduf, participaba desde 1997 en un programa de apadrinamiento estival llamado Vacaciones en Paz con cientos de jóvenes que permanecían durante el verano en Almonte como un intercambio cultural y humanitario, mostrando solidaridad con el pueblo saharaui. Se hermanó con Almonte en 2000.Clare dio origen a una de las hermandades internacionales que también fueron admitidas como filiales por la Hermandad Matriz en 1996.El hermanamiento con Céret se realizó en marzo de 2003 y con A Estrada en 2005. En febrero de 2024 Almonte se hermanó con Estepona, por los vínculos que unen a ambos pueblos, incluyendo el hecho de ser municipios costeros con restos de torres vigías en sus orillas, la pertenencia oficial a hermandad de la Romería del Rocío y modelos de gestión en los que ambas poblaciones quieren inspirarse mutuamente.
- Baler (Filipinas)
- Céret (Francia)
- Clare (Australia)
- El Farsia (Sahara Occidental)
- Estepona (España)
- La Estrada (España)
- Sanlúcar (España)

## Economía
Almonte cuenta con una gran industria y fuentes de ingresos gracias, principalmente, a la cantidad de recursos naturales de su extenso territorio y al turismo. El municipio supera la media de 45 millones de euros de ingresos en su presupuesto en los últimos 5 años y batió su récord en 2019 con casi 63 millones de euros, ocupando el 1.er puesto de la provincia, tras la capital. Tradicionalmente, la población activa ha subsistido de la bellota, miel, piñones y sal, carbón y leña, ganado y caza.  A mediados del s.XVIII Almonte contaba con casi 3.000 habitantes y casi 8.000 hectáreas de cultivos (olivar, viñas, frutales, regadíos, encinares y dehesas), 4.702 cabezas de ovino, 4.465 de caprino, 4.300 colmenas, 4.037 de porcino, 2.673 cabezas de vacuno y 516 caballos. En los años 50, Almonte tenía 58 bodegas y 10 molinos de aceite, 2 fábricas de gaseosa, 4 molinos de harina y 10 de pan, una decena de carnicerías, 8 pescaderías, una docena de fruterías y 20 establecimientos de ultramarinos. En 2022 había un total de 1.898 establecimientos con actividad económica declarada en el municipio (63 de ellos con más de 20 empleados).473 de ellos se dedicaban al comercia al por mayor, 261 a agricultura, ganadería y pesca, 254 a hostelería, 200 a construcción y 120 a otros servicios.

### Sector primario

#### Agricultura
Trigo, vid y olivos han sido durante siglos las principales plantaciones de la zona, con tres dominios agrícolas distintos: el ruedo, las marismas y el paisaje forestal de costas.El ruedo lo constituye una mínima parte del territorio municipal y consiste en pequeñas parcelas irregulares principalmente dedicadas a viñedo, olivar y cereal. También servían para cebada, avena o forraje para alimentar el ganado. En 1976 había 382 hectáreas de trigo y 800 hectáreas de cebada. A mediados del s.XX, Almonte producía 5 millones de litros de vino, 2.000 toneladas de aceitunas, 10.000m3 de madera de pino, 2.000m3 de eucalipto y 7.000 quintales métricos de carbón. Había unos 14 millones de pinos y 16 millones de eucaliptos.
Almonte dedica actualmente un pequeño porcentaje de su territorio a la agricultura, 2.843 hectáreas a cultivos herbáceos, (principalmente fresón y girasol) y 4.334 a cultivos leñosos (especialmente arándano y olivo).En el municipio tienen sede unas 20 empresas agroalimentarias,muchas de las cuales se encuentran en los primeros puestos en cantidad de ingresos a nivel europeo.Cabe destacar Atlantic Blue, fundada en 1993. Al año siguiente se fundaron tanto Bionest como Surexport; la primera con 748 empleados y una media de 30 millones de ingresos anuales y la segunda con casi 3.000 empleadosy unos ingresos medios de más de 200 millones de euros mensuales,con una superficie de cultivo de unas 1.600 hectáreas. Guaperal se fundó en 1998 y Fresmiel en 2004. 3 de estas empresas se encuentran entre las 10 frutícolas con mayor facturación de España.Almonte es el municipio con mayor superficie destinada a agricultura ecológica a nivel provincialy participa con varias empresas locales en la prestigiosa feria internacional Fruit Attraction, que suele celebrarse en el IFEMA de Madrid.

#### Ganadería
Tal y como se detalla en la sección histórica, la ganadería ha jugado un papel fundamental en Almonte desde tiempos inmemoriales. En 2009 se registraron en el municipio un total de 410 explotaciones ganaderas, de las cuales 276 pertenecen al sector equino (siendo el noveno municipio de Andalucía, después de las 8 capitales de provincia) y 72 al bovino.El sector ganadero tiene dos vertientes principales en el municipio: el caballo y la vaca. La razas equina y bovina autóctonas convivieron con la antigua civilización tartésica, fueron domesticadas en parte por los musulmanes durante la Edad Media, exportadas a América en el siglo XVI (dando origen a la popular raza Mustang) y protegidas dentro del parque nacional de Doñana desde 1969. La Asociación Nacional de Criadores de Ganado Marismeño, situada en la zona norte del núcleo urbano,se creó en 1982para proteger los intereses de los ganaderos locales y de las razas autóctonas protegidas, el caballo marismeño y la vaca mostrenca. 
El caballo almonteño está clasificado por el Catálogo Oficial de Razas de Ganado de España (Anexo I del Real Decreto 45/2019, de 8 de febrero) como raza autóctona amenazada.Es una especie eumétrica, de perfil subconvexo y subloingilíneo,robusto y de carácter equilibrado, de gran rusticidad y paso rápido. Las capas tordas, castañas y negras son las más comunes y tienen una altura media de 148cm. Se pueden encontrar tanto domesticados, principalmente en los núcleos urbanos, como salvajes y semi-salvajes, en la parte sureste del municipio, dentro de Doñana. Los domésticos son utilizados tanto para el abonado y la tracción animal como para uso recreativo, particular y público (carreras y paseos a caballo, competiciones de gancho, etc.). Los semi-salvajes son conducidos una vez al año, durante la famosa Saca de las Yeguas, al núcleo urbano principal, donde son comercializados, previa celebración de la Feria de Almonte. Hay aproximadamente 1000 ejemplares en el municipio.
La vaca almonteña también está censada por la misma institución nacional como especie amenazada.Pariente ancestral del legendario uro salvaje, es una especie bovina ortoide muy rústica, nerviosa y huidiza, de cabeza pequeña y cuerno nacarado, fino y curvado y pelo corto y tupido con capa rojiza con posibles manchas blancas en la parte inferior del tronco, decoloración periocular y orla alrededor del morro.Las hembras no suelen organizarse en grupos superiores a la veintena, mientras que los machos deambulan en solitario, uniéndose a dichos grupos en época de apareamiento. Se estiman más de 2.000 ejemplares en el término municipal de Almonte.
Finalmente, la especie ovina en Almonte sigue atrayendo a ganaderos con extensos rebaños, especialmente en las zonas de campo que rodean el núcleo urbano.Almonte sigue actualmente compaginando la tecnología agroganadera puntera con los usos más tradicionales de la ganadería.

#### Pesca
Aún disponiendo de más de 50 km de playa ininterrumpida (casi la mitad del total de la costa de Huelva), Almonte no cuenta con una gran industria pesquera, debido a que 28 km de estas playas están protegidos por la Orden del 6 de octubre de 1998como parte del parque nacional de Doñana. También a los casi 30 km que separan el núcleo urbano de Almonte de la costa, siendo la carretera que conecta con la misma relativamente reciente (años 50). Sin embargo, cabe mencionar los usos principales de la pesca en dos modalidades: la deportiva y la tradicional (con un papel relevante de los coquineros). En cuanto a la tradicional, en el municipio se han practicado técnicas como el trasmallo, el arrastre, el palangre, la nasa, la jábega, el cerco, el alcatruz (cántaras de barro atadas donde se esconde el pulpo), la red de bolsa (red en forma de túnel con varios anillos que normalmente se utiliza en la marisma), esparavel y el rastro (red cerrada acoplada a un rastro de hierro que el coquinero va arrastrando por el fondo arenoso).Las principales especies que se pescan en la costa de Almonte incluyen la gamba blanca, la coquina (muy característica de la zona, ya que se da en muy pocas partes del mundo),el langostino (muy comercializado en el municipio vecino de Sanlúcar de Barrameda, hasta el punto de haberse asociado popularmente a éste),el choco, la sardina, la dorada, la lubina, la corvina, el pargo, el lenguado, el cazón, el congrio, la herrera, la breca, la baila y la palometa.En 2006 había 18 licencias de pesca en Almonte. Con respecto a la pesca deportiva, se calculan unos 200 aficionados y más de una decena de concursos organizados por el club de pesca. Por último, la pesca en la marisma es lo que realmente distingue al municipio de otros pueblos vecinos. La anguila, los albures, el cangrejo rojo y el galápago son las capturas principales en este ecosistema de agua dulce y la pesca se desarrolla generalmente en primavera y verano, ya que en invierno sube el nivel del agua y los peces se dispersan. Países como Italia importaban anguila del pantano del Acebrón en los años 50.La mayoría de pescadores en la actualidad son autónomos propietarios de restaurantes y pescaderías locales, al igual que suministradores del mercado municipal. Destaca el Club Náutico y Pesquero situado en el acantilado de Matalascañas y la multitud de chiringuitos y restaurantes a lo largo de dicha urbanización.

### Sector secundario
De los 1677 establecimientos comerciales con sede en Almonte en 2020, 561 se dedican a la reparación de vehículos de motor; 284 a la hostelería, 232 a la construcción, 103 a las profesiones científico-técnicas y 80 a la industria manufacturera.
En los años 1990 se desarrolló una intensa actividad industrial en torno al cultivo de los frutos rojos, convirtiendo a Almonte en el principal exportador de frutos como el arándano a nivel europeo.
Almonte cuenta con varios Polígonos Industriales: El Tomillar, en la zona sur del pueblo, con 110 000 m² y múltiples naves empresariales dedicadas a la fabricación de metales, muebles, chacina, hielo, caucho, etc. además de una estación de servicio; Matalagrana, situado en mitad de la carretera hacia El Rocío con 200 000 m² y dedicado principalmente a la agricultura (frutos rojos y miel), con empresas almonteñas con proyección interiacional como Bionest, Surexport, Atlantic Blue o Fresmiel. En este polígono se encuentra el parque de bomberos comarcal del Condado de Huelva, siendo uno de los 8 que hay en la provincia y el primero en extensión superficial. Cuenta con 4 vehículos y abastece a 10 municipios, cubriendo una población aproximada de 100.000 habitantes.

### Sector terciario

#### Zonas de ocio

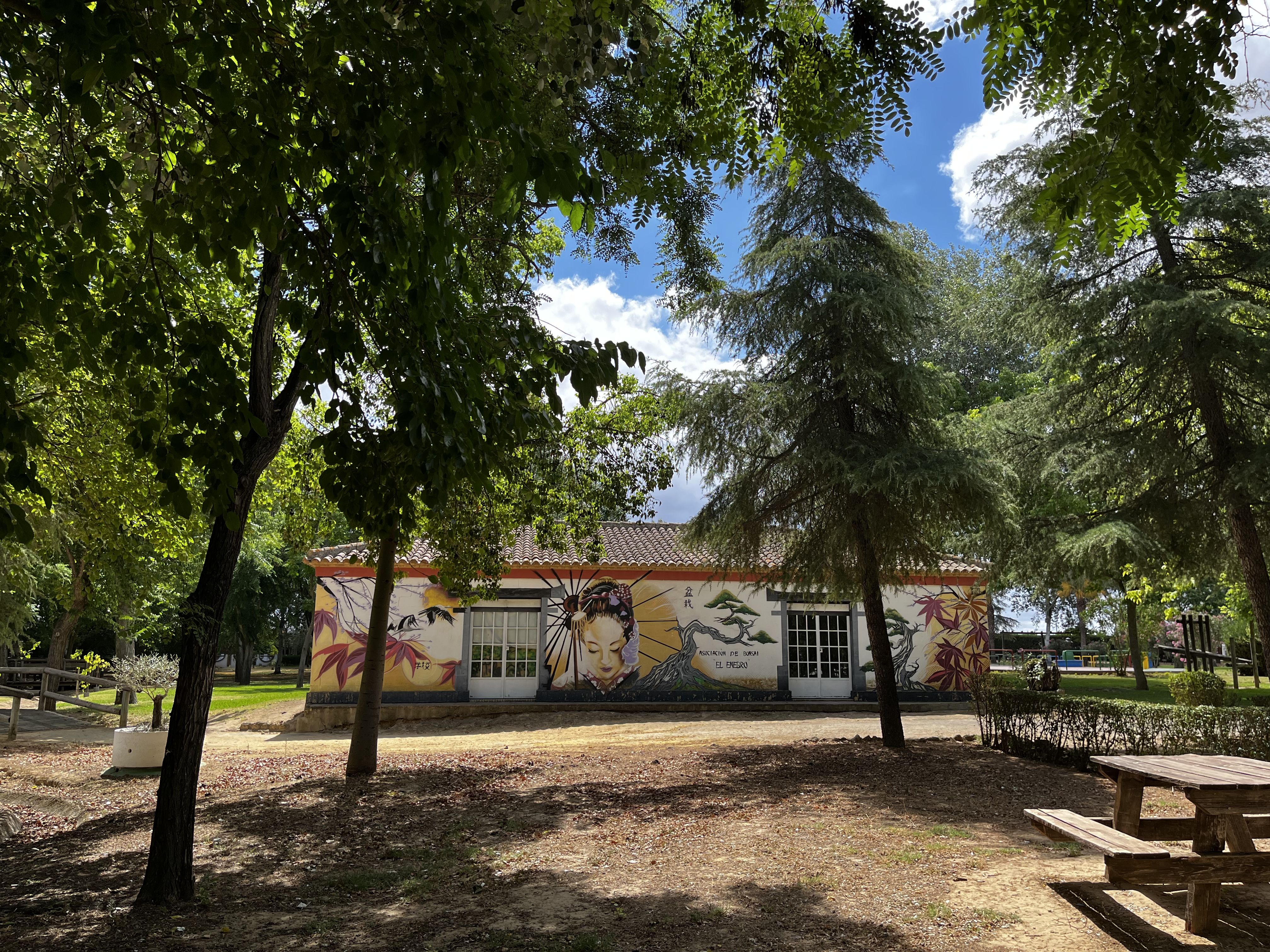
Taller de bonsái en el parque de Almonte

Almonte cuenta con nueve parques municipales, de entre ellos el más extenso, parque Alcalde Mojarro, con 44 831 m², contiene múltiples especies arbóreas, un lago central que acoge varias especies de aves migratorias, peces y anfibios, varias zonas de columpios y máquinas de ejercicios, un taller de bosái, una pista de patinaje, un par de asnos en cautividad, un teatro de verano, un huerto-taller y una sala multiusos. Matalascañas dispone de otro cine de verano y un recinto para festivales, el Surfasaurus.

#### Turismo
El sector turístico es una de las principales fuentes de ingresos del municipio, con importantes reclamos que incluyen la gastronomía, la ruta histórica y monumental y las celebraciones tradicionales en el núcleo urbano principal, la romería en la aldea de El Rocío y las vacaciones estivales en el núcleo costero de Matalascañas, tal y como se explica en la sección de fiestas típicas de la localidad.  Almonte es uno de los diez municipios declarados turísticos por la Junta de Andalucía.
Alojamientos hoteleros
Almonte cuenta con 23 establecimientos hoteleros, de los cuales 11 son hoteles y 12 hostales o pensiones. Las plazas disponibles totales ascienden a más de 3500. La aldea de El Rocío y la playa de Matalascañas abarcan muchos de ellos, algunos de los cuales alcanzan las 4 estrellas. En el núcleo urbano de Almonte hay tres espacios principales de aparcamiento público. El aparcamiento Martín Villa, situado en la calle homónima, cuenta con tres plantas de 768 m² cada una, la tercera al aire libre y capacidad total para 90 vehículos, aproximadamente. El establecimiento de Carrefour, situado en esta misma calle, tiene aparcamiento pavimentado exterior con capacidad para unos 35 vehículos y Día, junto a la rotonda de la calle Carretera del Rocío, ofrece unas 40 plazas. Los otros dos aparcamientos públicos se encuentran en la calle Picasso, también cerca del centro, ambos con unos 1500 m² y capacidad conjunta de unos 120 vehículos. Ante eventos masivos como la feria, la Saca de las Yeguas, el Rocío o la Venida de la Virgen, se suelen acondicionar adicionalmente grandes superficies de extrarradios para aparcamiento gratuito, como el situado en la avenida de los Cabezudos, con unos 2600 m² disponibles para vehículos.
También existe desde hace años una comunidad hippie ecológica ubicada en los bosques de pinares a 3 kilómetros al sur del centro urbano, en el km 16 de la A-483, llamada Global Tribe. Dicha aldea, que incluye infraestructuras totalmente naturales y sostenibles, con grandes extensiones de siembra ecológica, fue fundada por dos participantes del festival Transition, que se celebra anualmente en la zona. Las estancias se alquilan temporalmente y también se vende ropa ecológica y todo tipo de accesorios. Recibe visitantes de diversos países, principalmente europeos.
Representación nacional e internacional
Esta localidad lleva 40 años participando anualmente en Fitur, en SICAB (desde 1996) y en la ITB Berlin, presentando su amplia gama de oferta turística. Dejando a un lado el reclamo de Doñana, el turismo de playa y la romería de El Rocío, cabe destacar la moda flamenca y del caballo durante todo el año, así como el Concurso Internacional de Enganches de Tradición, que tiene lugar en Almonte.
Almonte, como núcleo urbano, fue incluido en 2022 en la lista de la revista Viajar de los 22 pueblos más bellos de España, ocupando el puesto 10 y, con ello, siendo el primero de Huelva. Igualmente, ha protagonizado diversos programas y documentales como Callejeando, en el que se destacaba especialmente la calle peatonal que conecta el centro con la zona este. Todo ello es fruto de la gran inversión cultural y arquitectónica llevada a cabo en las últimas tres décadas, tiempo durante el cual se instalaron y remodelaron una gran parte de calles, edificios emblemáticos y monumentos de la localidad. La revista americana Condé Nast dedicó un artículo de su sección Traveler a Almonte, destacando siete elementos imprescindibles para visitar, incluyendo el casco histórico del pueblo, El Rocío y Matalascañas. La revista National Geographic incluyó 3 de las playas de Almonte (Cuesta Maneli, Matalascañas y El Asperillo) en su lista de las 20 mejores playas de Andalucía.
Canal Sur eligió el teatro Salvador Távora de Almonte para presentar su nueva programación de otoño, en una gala a puerta cerrada a la que acudieron hasta 300 invitados, incluyendo los altos cargos de la radio y televisión autonómicas, el ayuntamiento de la localidad y célebres personalidades como Manu Sánchez, Pilar Rubio, Juan y Medio o Bertín Osborne. Dichas figuras hicieron distintas intervenciones, incluyendo monólogos y otras actuaciones, además de la proyección de un vídeo promocional del municipio. Fue la primera vez que dicha gala se celebra fuera de la capital autonómica. Dicha cadena también celebró el Día Mundial del Turismo en el museo.
La Diputación de Huelva celebró la Gala de Premios del Turismo de 2024 en El Rocío, siendo embajadora la campeona mundial de bádminton Carolina Marín, que recibió dicho galardón dentro de la campaña turística “Destino Huelva”. La Hermandad Matriz recibió el premio en la categoría de “Excelencia Turística de Instituciones, Asociaciones y Fundaciones”, por ser una de las entidades clave para la coordinación de la Romería del Rocío.
Iniciativas locales
En 2022 se iniciaron dos grandes proyectos relacionados con el turismo. Por un lado, el proyecto Destino Rocío, con la colaboración del ayuntamiento de Almonte, la diputación de Sevilla y la Junta de Andalucía. Algunos de los impulsores de la idea fueron el consejero de la Junta Antonio Sanz o el cantautor José Manuel Soto, con la finalidad de establecer unas rutas oficiales señalizadas a lo largo de toda Andalucía que desemboquen en El Rocío. Se han diseñado oficialmente ocho rutas distintas, buscando, a la vez, la promoción de la gastronomía, la mejora de las vías pecuarias y otros aspectos culturales y económicos. En segundo lugar, el Camino del Rocío a Santiago de Compostela, impulsado por el ayuntamiento de Almonte, la Diputación de Huelva, la Hermandad Matriz y otros 11 municipios. Las rutas han quedado señalizadas con azulejos que representan a la Virgen del Rocío y la Concha del Peregrino de Santiago y que se han colocado en las calles implicadas en el recorrido de Almonte a Santiago de Compostela. El tramo que recorre Huelva es de 153 km y conecta con el Camino Sur hasta la Vía de la Plata, buscando revitalizar el turismo rural de la zona norte de la provincia
En 2024 se celebró el festival de verano Doñana Music Experience, en el recinto Surfasaurus de Matalascañas. Algunos grupos como Siempre Así o humoristas como el Comandante Lara formaron parte de la programación, recaudando en total más de 4 millones de euros y 80 puestos de trabajos directos y atrayendo a personas de distintas regiones. De hecho, la ocupación hotelera rozó el 100 % en la localidad el verano de ese año.
Aunque el turismo es una de las principales fuentes de ingresos del municipio, también ha traído consecuencias negativas a la zona, como la basura acumulada en las cunetas de la A-483, especialmente en los tramos correspondientes a las infraestructuras de cultivo de regadío o en las playas, así como la contaminación acústica que perturba los paisajes naturales protegidos. Por ello, el ayuntamiento de Almonte se ha visto obligado a endurecer las sanciones para paliar dichos inconvenientes, con multas de hasta 30 000€.

#### Hostelería
Almonte cuenta con más de 100 establecimientos de hostelería a lo largo del municipio (sin incluir pubs, cafeterías, etc) de los cuales más de 30 se encuentran en el núcleo urbano principal de Almonte, siendo 10 de ellos reconocidos a nivel provincial. En 2024, El Rocío acogió la asamblea de cocineros europeos Euro-Toques, en la que se concentraron más de 130 chefs de 18 países, incluyendo algunos con Estrella Michelín, para tratar el tema de la sostenibilidad medioambiental, social y laboral y resaltar la provincia como referente gastronómico. Los frutos rojos, la gamba blanca, el jamón y el vino son los productos locales de referencia provincial y que protagonizaron dicho evento.

### Evolución de la deuda viva municipal
El concepto de deuda viva contempla sólo las deudas con cajas y bancos relativas a créditos financieros, valores de renta fija y préstamos o créditos transferidos a terceros, excluyéndose, por tanto, la deuda comercial.
| Gráfica de evolución de la deuda viva del Ayuntamiento de Almonte entre 2008 y 2024               |
|                                                                                                   |
| Deuda viva del Ayuntamiento de Almonte, en miles de euros, según datos del Ministerio de Hacienda |

## Servicios

### Educación
Según recogen las Actas del Cabildo, los primeros enseñantes públicos empezaron a ejercer en la localidad a principios del siglo XVII, mencionando a Francisco Delgado como Maestro de Escuela nombrado en 1601 y una escuela de Gramática en 1609.A lo largo del siglo XVIII el ayuntamiento manda cerrar varias escuelas por carecer algunos enseñantes de título oficial. En 1770 el sacerdote almonteño Pedro Barrera Abreu, siendo canónigo de la catedral de Valencia, donó 7200 libras al ayuntamiento como Obra Pía para la enseñanza de la población más desfavorecida, creándose un patronato para la administración de estos bienes y comprándose diversas fincas para construir escuelas.Hasta 1851 no se nombró a una mujer como maestra de escuela, Dolores Sayangos, con un sueldo de 2000 reales al año. Para finales del siglo XIX, había tres escuelas en la localidad, que pasarían a ser 23 a principios de los años 60. El municipio viene intentando solucionar un lastre desde hace siglos con respecto a fomentar la formación educativa superior, ya que la abundancia de oferta laboral con formación básica y media en todos los sectores dificulta la motivación de parte de la población para acceder a estudios universitarios,aunque cada vez son más los estudiantes que optan por acceder a una carrera. 
Almonte cuenta actualmente con un total de 26 centros educativos, de los cuales 13 son centros de infantil, 7 son de primaria, 3 de secundaria y dos exclusivamente de adultos.El IES Doñana, ubicado en la zona norte, es el mayor centro del municipio e institución de referencia provincial, con más de 1300 alumnos y más de 110 profesores, incluyendo bachillerato de adultos y ciclos formativos agroindustriales, ecuestres, de hostelería y turismo, de automoción y electromecánicos, administrativos y de formación y orientación laboral. Recibe alumnado de varias localidades adyacentes como Bollullos Par del Condado, La Palma del Condado, Rociana del Condado e Hinojos. El IES La Ribera está situado muy cerca, aunque no tiene bachillerato.
Almonte es el único municipio del Condado de Huelva que dispone de Escuela Oficial de Idiomas, así como de escuela-consorcio andaluz de hípica. También cuenta con un centro de formación de adultos (Centro de Educación Permanente “Giner de los Ríos”), que ofrece acceso a ciclos formativos de grado medio y superior, acceso a la universidad, educación secundaria de adultos, informática y español para extranjeros. Con respecto a la educación de adultos, el ayuntamiento lleva a cabo de forma paralela y en colaboración con la Universidad de Huelva el Aula de la Experiencia, un proyecto de formación universitaria para mayores de 50 años y que se imparte en la planta alta del teatro. Por último, cabe destacar la escuela de música, la escuela flamenca, distintos talleres municipales y las 3 bibliotecas públicas, siendo la más extensa y moderna la situada en la Ciudad de la Cultura.

### Transporte
Debido a su industria agroalimentaria, a sus festividades de proyección internacional y al turismo estival, Almonte tiene la red de caminos más extensa de Andalucía, con más de 100 caminos (3 de ellos hoy en día carreteras) y 7 antiguas vías pecuarias con una longitud total de 106km (600 hectáreas).En general, las vías de transporte en el municipio suelen presentar un elevado nivel de actividad promedio durante todo el año y se han llevado a cabo diversas ampliaciones y remodelaciones para facilitarlo. El servicio de transporte público más utilizado es el autobús urbano, que traslada a los trabajadores agrícolas desde el núcleo urbano principal hasta las plantaciones situadas al sur del municipio. Durante eventos masivos como El Rocío, se habilitan grandes superficies para aparcamiento y se establecen líneas de autobús con salidas cada hora. En verano, se establecen igualmente líneas especiales de transporte público para facilitar el acceso al litoral atlántico, pudiendo producirse grandes retenciones en la A-49 durante los fines de semana de julio y agosto.

#### Transporte por carretera
Las principales infraestructuras viarias que discurren por el municipio incluyen la autovía A-483, una subdivisión de la Autovía del V Centenario en el km 47 que circunvala Almonte de norte a sur, para continuar hasta Matalascañas pasando por El Rocío. La A-484, parte desde la salida oeste de Almonte y termina en Bonares. Finalmente, la A-474 conecta Almonte con Sevilla, pasando por pueblos como Hinojos, Pilas o Castilleja de la Cuesta.
El municipio de Almonte cuenta con más de una docena de empresas de taxis que ofrecen sus servicios en la ciudad, principalmente para comunicarla con la aldea de El Rocío y la playa de Matalascañas y cuenta actualmente con 5 autoescuelas.
| Tipo de vehículo         | Cantidad |
| Automóviles turismos     | 11 432   |
| Taxis                    | 13       |
| Transporte de mercancías | 113      |
| Transporte de viajeros   | 81       |
| Total                    | 11 445   |

Además, Almonte cuenta con una línea de autobús urbano para El Rocío y Matalascañas, los cuales realizan trayectos cada media hora en temporada alta, desde el apeadero de autobuses, inaugurado por la Junta de Andalucía. Igualmente, parten del mismo autobuses interurbanos con destinos autonómicos (Huelva, Sevilla y Portugal) e internacionales (principalmente, Rumanía).

#### Transporte ferrovial
La estación de tren más cercana es la de media distancia operada por Renfe de La Palma, a escasos 10 km en dirección norte. En segundo lugar está la de Adif en Huelva y, finalmente, la de alta velocidad de Santa Justa, a 50 km.

#### Transporte aéreo
Los aeropuertos más cercanos a la ciudad son los siguientes:
Aeropuerto Internacional de Sevilla, a 58 km.
Aeropuerto de Faro (Portugal), a 132 km.;
Aeropuerto Internacional de Jerez, a 144 km.; Ver AENA para más información. 
Existen también dos helipuertos en el término municipal, el de Cabezudos (administrado por el Centro de Defensa Forestal), y el del Rocío y dos aeródromos, uno junto a la carretera hacia Lucena, al oeste del núcleo urbano y otro más mal sur, al oeste del polígono industrial Matalagrana.

#### Transporte marítimo
Almonte cuenta con cuatro clubes náuticos que combinan además diversos deportes como vela y pesca en Matalascañas y una línea de ferry que sale desde el Poblado de La Plancha, en el extremo suroeste del municipio, dentro del parque nacional de Doñana y llega hasta Sanlúcar, cruzando el Guadalquivir.

### Playas
Desde las ruinas de la Torre del Oro hasta la desembocadura del Guadalquivir, la costa de Almonte ofrece distintos servicios en las playas pertenecientes al municipio. En la playa de Torre del Oro existe el servicio de recogida de basuras con varios contenedores repartidos a pie de duna. Siguiendo hacia el este, la playa de Cuesta Maneli ofrece un área de aparcamiento de 10.000m2 junto a la carretera A-494 con un sendero de madera elevado de poco más de 1 kilómetro de recorrido hasta la costa, acabando con un mirador y unas escaleras hasta la playa, la cual ofrece igualmente servicio de recogida de basuras. Tanto en la playa de Torre del Oro como Cuesta Maneli (que ya tuvo chiringuito durante décadas) y la orilla occidental del Guadalquivir se plantea por parte del ayuntamiento de Almonte la instalación de chiringuitos en fase de estudio de viabilidad.La siguiente bajada acondicionada hacia el este es el club náutico (que dispone de restaurante y vehículo para transportar las embarcaciones hasta la playa) y el chiringuito Bananas, con una playa canina anexa. Matalascañas, única urbanización costera del municipio, ha tenido Bandera Azul desde 1993 hasta 2019, Q de calidad turística,SICTEDy ofrece distintos servicios públicos de educación, transporte, limpieza, recogida de residuos, deportivos y de ocio que se ven especialmente reforzados durante los meses de verano, cuando la población se multiplica por 60, superando a Huelva capital. El ayuntamiento de Almonte dedica grandes inversiones públicas y conciertos privados para mantener la urbanización, que sufre un gran desgaste en temporada baja debido al clima costero y mantiene además un delicado equilibrio con el parque nacional. El paseo marítimo está igualmente adaptado con distintos puntos de acceso para personas discapacitadas (rampas, mallas en la arena, etc.). Como ejemplo, citar que el nuevo contrato para la recogida de residuos por parte de la empresa Azsuma aprobado en 2024 contó con una inversión anual de 6 millones de euros y las distintas reformas y mantenimiento del paseo marítimo y monumentos suele implicar igualmente cuantías millonarias.  Una vez pasada la urbanización, hay unos 28 kilómetros de playas vírgenes hacia el este hasta la desembocadura del Guadalquivir, protegidas como parque nacional y accesibles por la orilla o, con una autorización, desde las diversas entradas al parque tanto terrestres como fluviales desde Sanlúcar de Barrameda.

#### Socorrismo

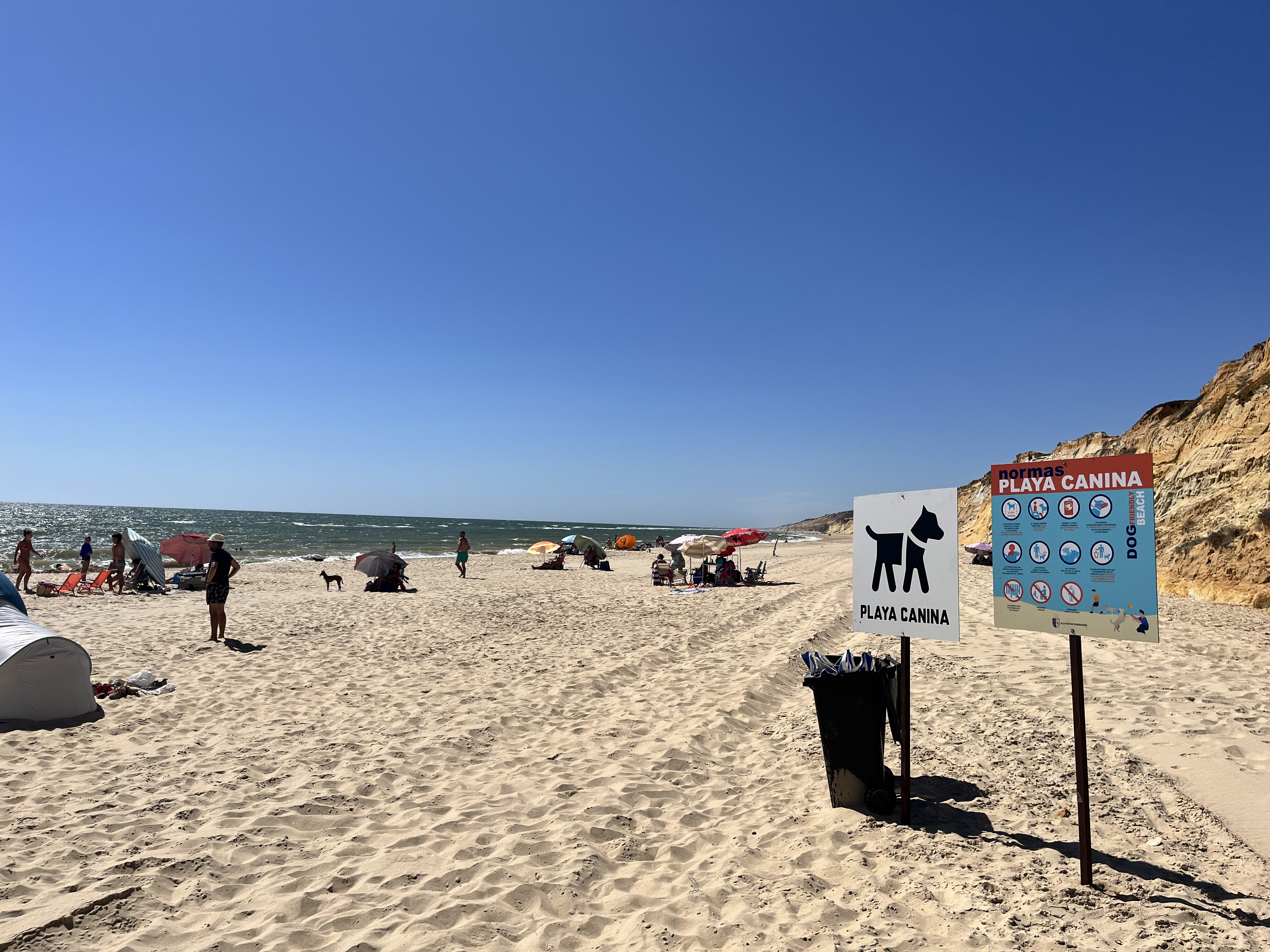
Playa canina de Almonte

Matalascañas cuenta con 7 puestos de socorro desplegados a lo largo de sus 4 km de playa, estando la sede principal a pie de playa en el sector N, muy cerca de la rotonda del Sol. Almonte organiza cursos formativos de socorrismo y la mayor parte de la mano de obra contratada para este servicio son jóvenes del municipio con formación. Los incidentes graves son escasos en temporada alta, la mayor parte relacionados con causas naturales en personas de avanzada edad o picaduras de pez araña.

#### Playa canina
Almonte dispone de 1 km de playa acondicionada para mascotas, desde que termina el tramo reservado para el club náutico junto al chiringuito Bananas hacia poniente hasta el antiguo chiringuito Pichilín. El resto de la costa está restringida para las mascotas, excepto en temporada baja (de noviembre a abril), cuando pueden acceder a la playa siempre que vayan con la correa reglamentaria. El Chiringuito Bananas permite un aforo limitado de perros, ya que la afluencia de clientes es alta en verano.

#### Telecomunicaciones
En el sector privado, una de las principales empresas locales de telecomunicaciones es Telecable, fundada en 1990 y con gran cobertura en todo el Condado, incluida la costa. Otras empresas locales también proveen servicios de fibra óptica de alta velocidad.Almonte empezó a configurar activamente su presencia institucional en las redes en diciembre de 1996y dispone de una empresa pública audiovisual creada en 1997 llamada Doñana Comunicación, que actualmente cuenta con 10 empleados y un capital social que supera los 60.000€.En 2024 dicha empresa recibió el Premio EMA-RTV por Mayor Interactividad en Redes Sociales.Algunos de los eventos de mayor relevancia retransmitidos desde el municipio incluyen la gala de Canal Sur para la presentación de su nueva programación de otoño, celebrada en el teatro Salvador Távora.Dicha cadena también celebró el Día Mundial del Turismo en el museo. La Gala de los Premios del Turismo de la Diputación de Huelva se grabó en la aldea del Rocío, así como la visita del papa Juan Pablo II en 1993 y muchos otros eventos de relevancia internacional.

## Ciencia y tecnología
Almonte, gracias a su extenso territorio y su ubicación geográfica en la costa atlántica, dispone de múltiples centros de interés con respecto a la ciencia y la investigación. Ya en los años 40 floreció el estudio de la botánica debido al interés por la ingeniería forestal, estableciéndose diversos poblados forestales como Cabezudos para alojar a los trabajadores que repoblaban y extraían recursos naturales como la esencia y la madera. En los 60, con la creación de Doñana, el ámbito de estudio e investigación se centró en la zoología y la botánica. Durante esta misma década, aprovechando la climatología óptima del municipio, el Ministerio de Defensa instaló en la parte occidental de la costa de Almonte el campo de entrenamiento y lanzamiento de misiles del Médano del Loro, único en el país. Más recientemente, un gran interés por la astronomía ha llevado a la instalación de un observatorio astronómico en Almonte, actualmente gestionado por la Asociación Astronómica municipal.

### Astrofísica

#### Observatorio astronómico

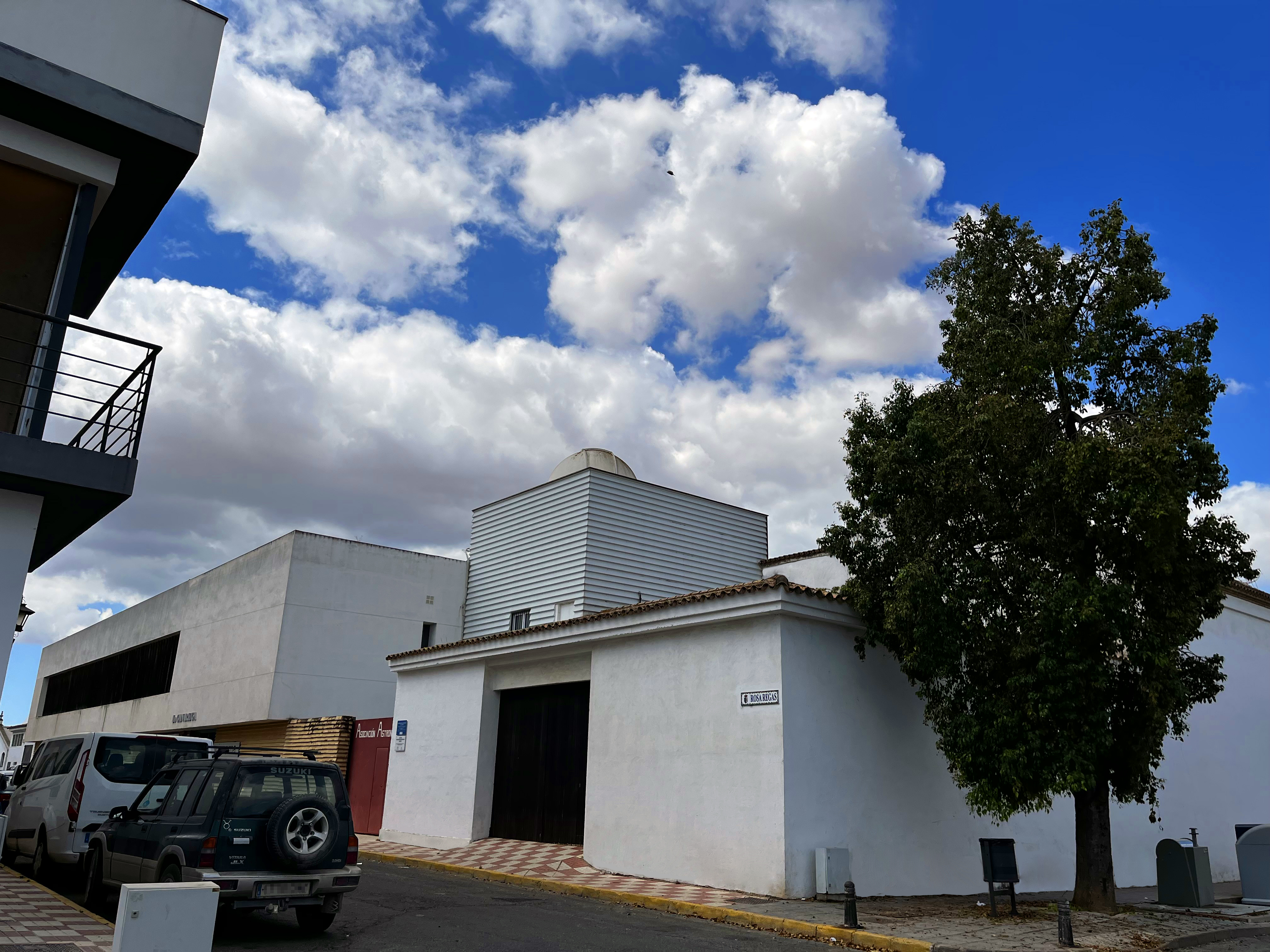
Vista trasera del edificio CIECEMA, con la torre del observatorio

Almonte dispone de un observatorio astronómico inaugurado en 2010 por el astrofísico y cosmólogo del CSIC Juan Pérez Mercader, con la colaboración de la Junta de Andalucía y el alcalde de Almonte entonces, Francisco Bella Galán. El telescopio está situado en el Centro Internacional de Estudios Ecológicos y Medioambientales (CIECEMA) y tiene 500 mm de diámetro de espejo y cámara CCD de alta resolución, por lo que es único en la provincia. Colocado en una torre, fue subvencionado por la consejería de Turismo de la Junta de Andalucía en un 70 %, y el restante 30 %, por el Ayuntamiento de Almonte.
De igual forma, muchos científicos y aficionados suelen reunirse en el acantilado de la playa de Matalascañas para observar los eclipses lunares que pocos sitios permiten apreciar con tanta nitidez. En el núcleo de Almonte se organiza también el evento llamado “Ciencia al Fresquito”, normalmente por la noche a finales de verano, en el parque Clara Campoamor, por su elevación y contaminación lumínica relativamente baja. En este evento se puede inscribir el público general, tanto aficionados como profanos de la astrofísica, para observar el cielo con diversos telescopios.

#### Centro de Experimentación Aeroespacial
Desde 1966 y a petición de la NASA, se instaló en la zona fronteriza entre Almonte, Lucena del Puerto y Moguer, más específicamente en “El Arenosillo”, un centro aeronáutico de lanzamiento de cohetes, principalmente con fines de estudio meteorológico a nivel atmosférico. Actualmente es el I.N.T.A. quien administra tanto el centro como la base de lanzamiento situada en el Campo de Tiro del Médano del Oro, en Almonte. Desde esta base se han lanzado hasta la fecha más de 550 cohetes de sondeo. La NASA también ha dotado a esta base de equipos de alta tecnología de radar y rampas para los cohetes y actualmente hay investigadores europeos y norteamericanos en la zona.
El evento más reciente que ha tenido lugar desde esta base es el lanzamiento de Miura 1, primer cohete reutilizable de Europa, que fue lanzado al espacio el sábado 7 de octubre de 2023 a las 2:00.

### Biología

#### Centro de Cría en Cautividad del Acebuche

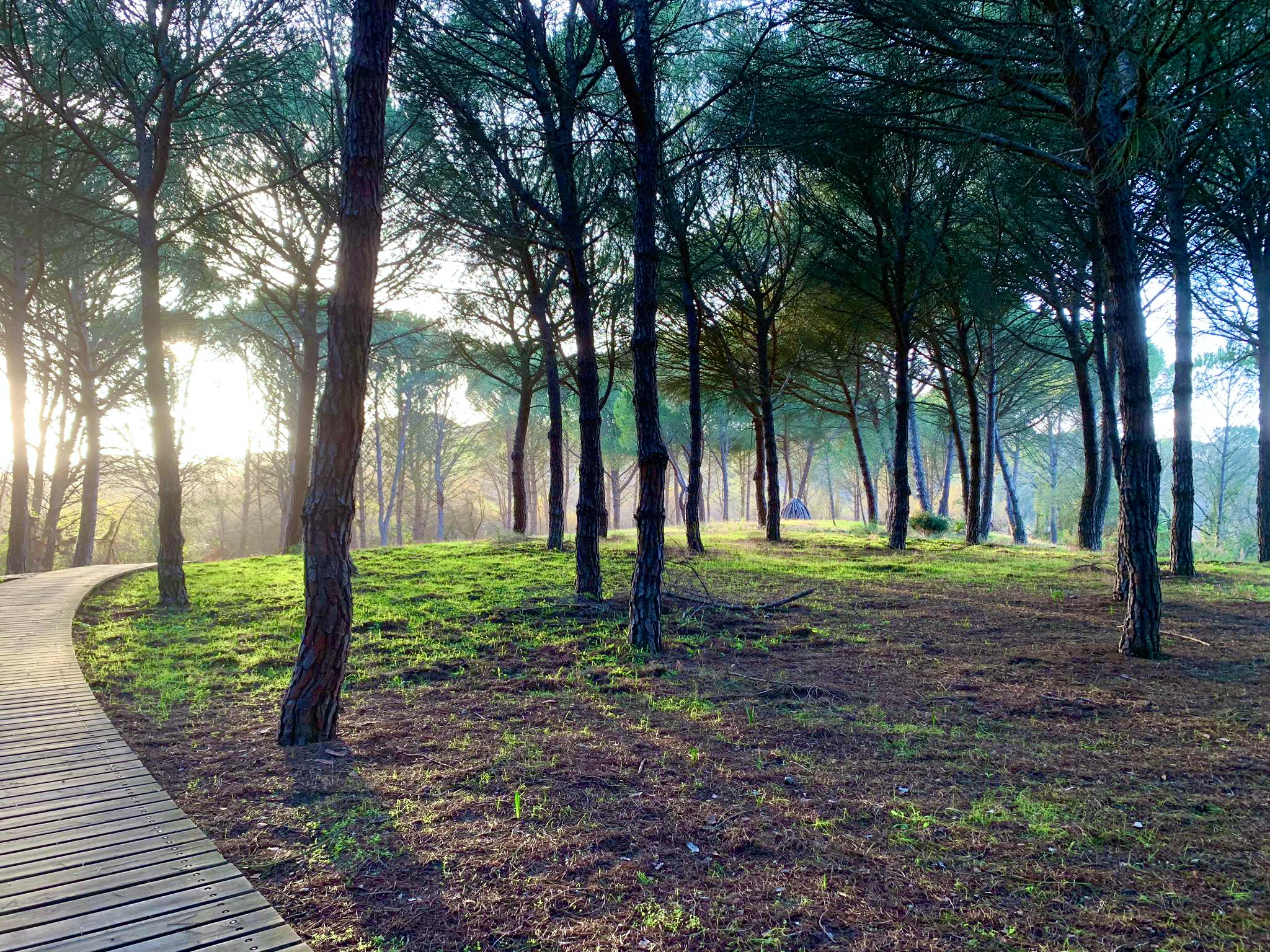
Parte del sendero de madera en los observatorios de aves de La Rocina

En este espacio construido en 1992, de unos 120 000 m² y arquitectura tradicional del cortijo andaluz, situado en el km 37 de la A-483, se cría en cautividad el lince ibérico. Cuenta con 18 instalaciones para esta especie protegida. Hasta la fecha, se han registrado unos 128 nacimientos y se han liberado 33 ejemplares. En el centro trabajan científicos, veterinarios, cuidadores y vigilantes de seguridad, además de supervisores de videovigilancia. Cuentan con la asistencia de Comité de Vigilancia del Lince Ibérico, con representantes de 15 instituciones internacionales.3 kilómetros al sur de este complejo científico, se encuentran el Centro de Visitantes y el Observatorio, donde se puede interactuar de cerca con dos de los ejemplares en cautividad. El enclave dispone de una exposición, una sala audiovisual, dos senderos peatonales (Laguna del Acebuche y Lagunas del Huerto), el punto de reservas para las visitas guiadas al parque nacional, restaurante, tienda, área recreativa y aparcamiento.
Frente a una de las entradas principales al parque nacional, un kilómetro al suroeste de la aldea de El Rocío, se encuentra el Centro de Recepción de “La Rocina”, en el arroyo homónimo. Desde allí se pueden recorrer diversos senderos con caminos de madera y observar múltiples especies de aves desde los distintos observatorios, todos integrados en el paisaje natural.

#### Estación Biológica de Doñana
Se trata de un instituto del CSIC fundado en 1965 que administra una zona de especial protección dentro de Doñana, la Reserva Biológica. Su sede está ubicada en la isla de la Cartuja en Sevilla. Posee una colección científica de más de 100 000 especies, lo que supone un 20 % del total de especies vertebradas del planeta.

#### Centro ornitológicoFrancisco Bernis
En el extremo sur de la aldea de El Rocío, junto a la marisma, se encuentra este referente para el turismo ornitológico de Almonte. Está gestionado por SEO/Birdlife (Sociedad Española de Ornitología), que posee aquí sus oficinas y permite observar de cerca especies tan endémicas como el águila imperial, con la posibilidad de utilizar telescopios y prismáticos de alta gama. También cuenta con el trabajo de expertos ornitólogos, distintos paneles informativos y una tienda. En la planta alta se suelen organizar charlas, conferencias y cursos sobre conservación, anillamiento, voluntariado y exposiciones de fotografía y pintura.

#### La Semana de la Ciencia
Se trata de una inicitativa impulsada conjuntamente desde los centros educativos de Almonte, con el ayuntamiento y la Junta y diversas organizaciones como CSIC, Ecoembes o el Ministerio de Igualdad. Incluye actividades de experimentación y maquetación, exposiciones, divulgación, talleres, etc. relacionadas principalmente con el campo de la biología, física y química y matemáticas. Algunas de las disciplinas más impulsadas son la botánica y la realidad virtual. De igual forma, existe el Laboratorio de Iniciativas Ciudadanas, que permite a cualquier ciudadano registrar iniciativas científicas que puedan ponerse en práctica en el municipio, las cuales son estudiadas y, dependiendo de su interés y viabilidad, pueden llegar a convertirse en experiencias piloto.

### Tecnología militar
Almonte es el único punto de España desde el que se lanzan misiles tierra-aire. Se trata de una base de lanzamiento y zona de entrenamiento conocida como “Campo de Tiro del Médano del Loro”, inaugurada en 1981 y situada en el km 37 de la A-494, que conecta Almonte con Huelva capital. Es una franja costera restringida de 2,5 km de largo y 257 hectáreas. Para acceder a la orilla en este tramo, hay que llegar a pie desde la misma playa, puesto que el acceso por carretera es exclusivamente para uso militar. La zona aparece pixelada desde los mapas por satélite, para preservar la privacidad y evitar la exposición pública. Militares de diversas partes del país son destinados temporalmente a las instalaciones para su entrenamiento y desde la plataforma se han lanzado todo tipo de misiles, desde los Hawk hasta los Patriot. Al igual que con la instalación aeroespacial adyacente, gestionada por el INTA, las óptimas condiciones meteorológicas de la zona, con climatología estable a lo largo del año, han hecho de ésta el lugar idóneo para dichas instalaciones.

### Otras iniciativas científicas
Almonte ha sido sede del Festival de Investigación Sonora Chicharra en 2023, con la colaboración del ayuntamiento, la diputación y el colectivo Refluxus. Se trata de un proyecto científico que investiga la fusión entre el sonido, el arte y la sociología, cofundado por el investigador danés Jens Hauser. En esta edición, que se celebró en el teatro Salvador Távora, el festival se ha centrado en el agua y aprovechará el entorno de Doñana para la experimentación, divulgación científica y la reflexión, con unos 30 científicos y artistas seleccionados de 15 países diferentes.